# Alte Musik

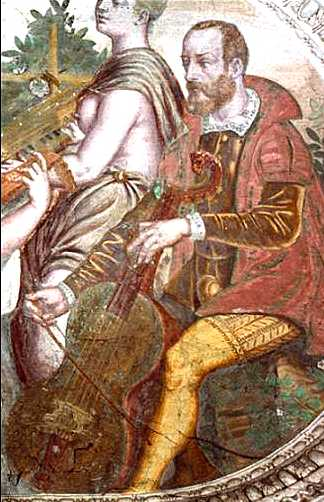
Historische Bilddokumente zeigen Aussehen und Spielweise der Instrumente und unterstützen so das Verständnis Alter Musik. Fresko von Lattanzio Gambara, um 1560.

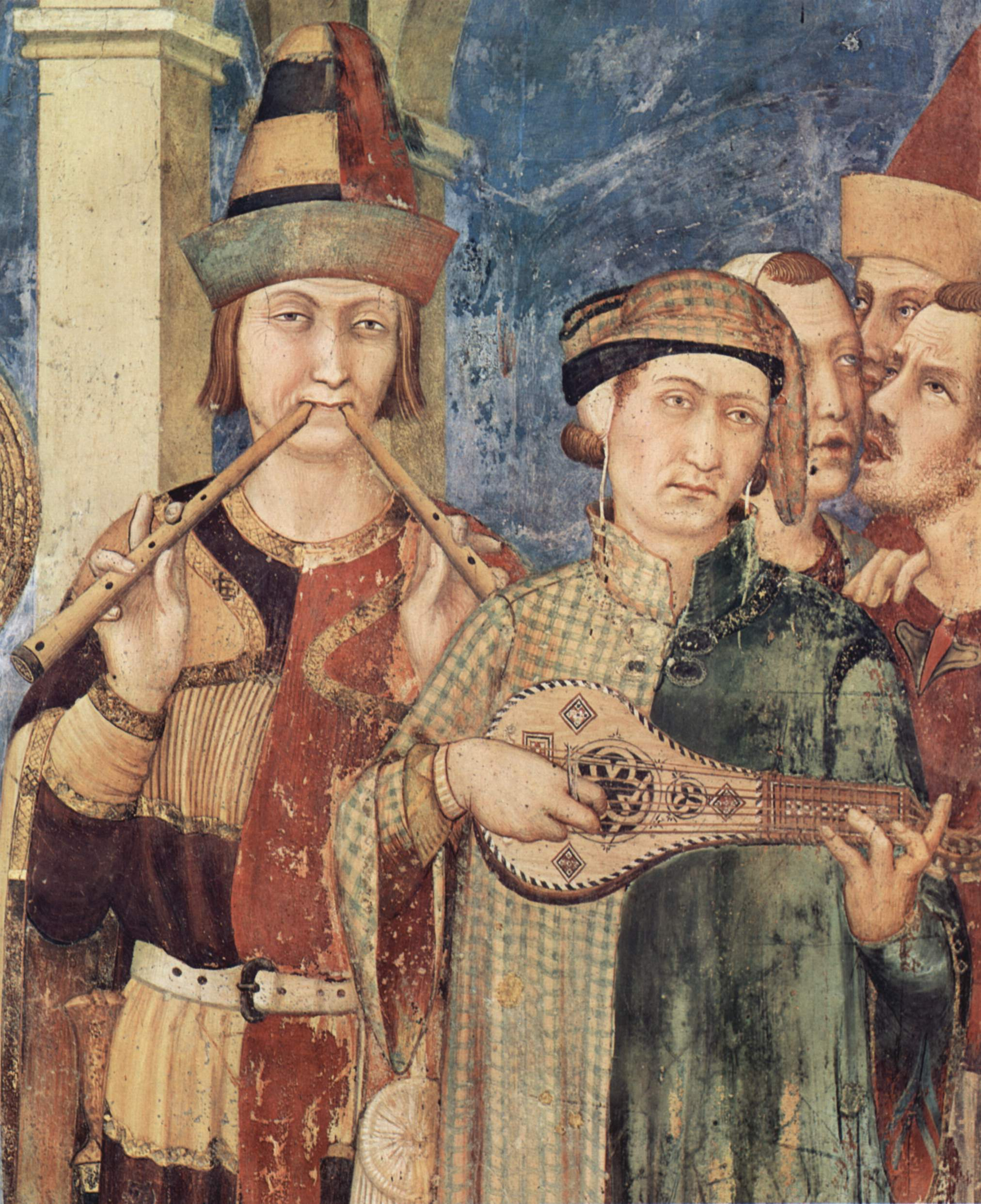
Spieltechnik der Doppelflöte und der Knickhalslaute in einem Fresko von Simone Martini, 1312–1317 in der Basilika San Francesco, Assisi.

Alte Musik bezeichnet europäische Musikstile aus verschiedenen Epochen der klassischen Musik. Alte Musik reicht vom frühen Mittelalter über die Musik der Renaissance bis zum Spätbarock, also etwa zum Jahr 1750. Gelegentlich wird auch der lateinische Ausdruck Musica antiqua und international der englische Begriff Early Music verwendet.
Aufführung und Aufnahmen Alter Musik sind im Wesentlichen eine Domäne spezialisierter Musiker und Ensembles, da besondere historische Musikinstrumente und viel Fach- und Praxiswissen über Musikgeschichte, Instrumentenkunde, Spielweisen, Stimmungssysteme etc. vorliegen müssen, um herauszufinden, wie die Musik früherer Epochen geklungen haben könnte.
Die Versuche der Rekonstruktion stützen sich auf Bilddokumente und Notentexte (siehe Notationen). Alte Musik wurde in England fast lückenlos von Generation zu Generation weiter überliefert. Dennoch veränderte sich die Musik durch den Vorgang des Weitergebens (Tradierens).
Durch die sorgfältige und aufwändige Editionsarbeit von Musikhistorikern, Musikwissenschaftlern und Musikverlagen im 19. und 20. Jahrhundert ist im 21. Jahrhundert ein großer Teil von Kompositionen der Alten Musik der Forschung, dem Konzertleben sowie der allgemeinen Musizierpraxis wieder zugänglich geworden und für die Zukunft gesichert.

## Zeitlicher Ablauf, Überblick und die Problematik von Gliederungen

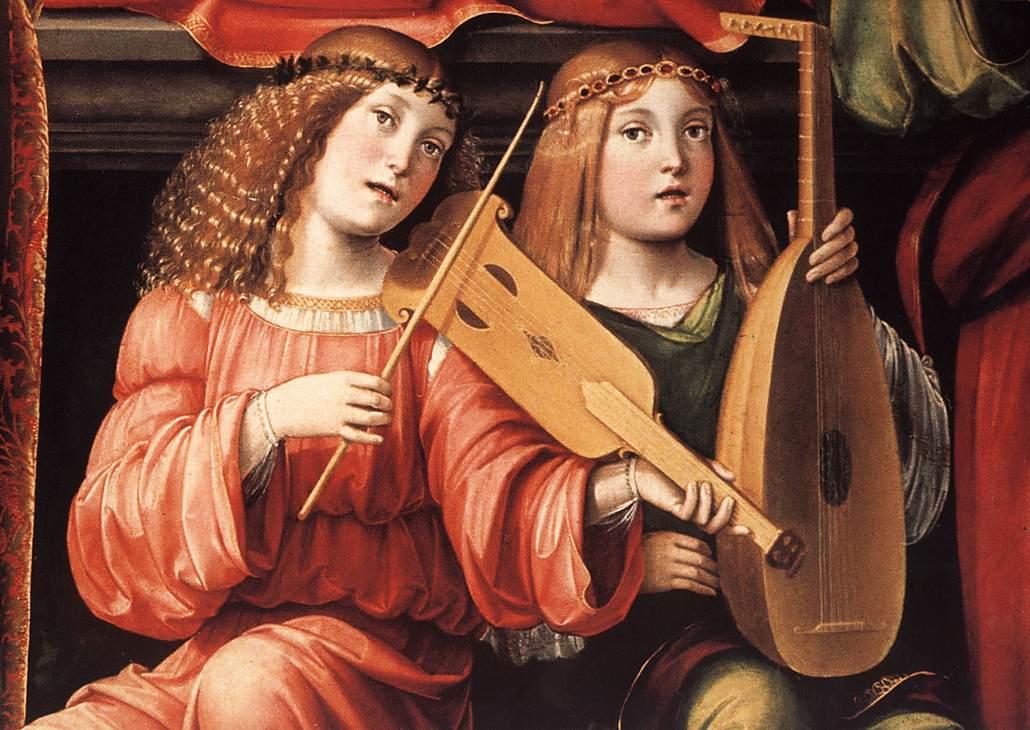
Alte und teilweise vergessene Instrumententypen und -formen werden in der Alten Musik wieder neu bewertet und in die Musizierpraxis eingebracht

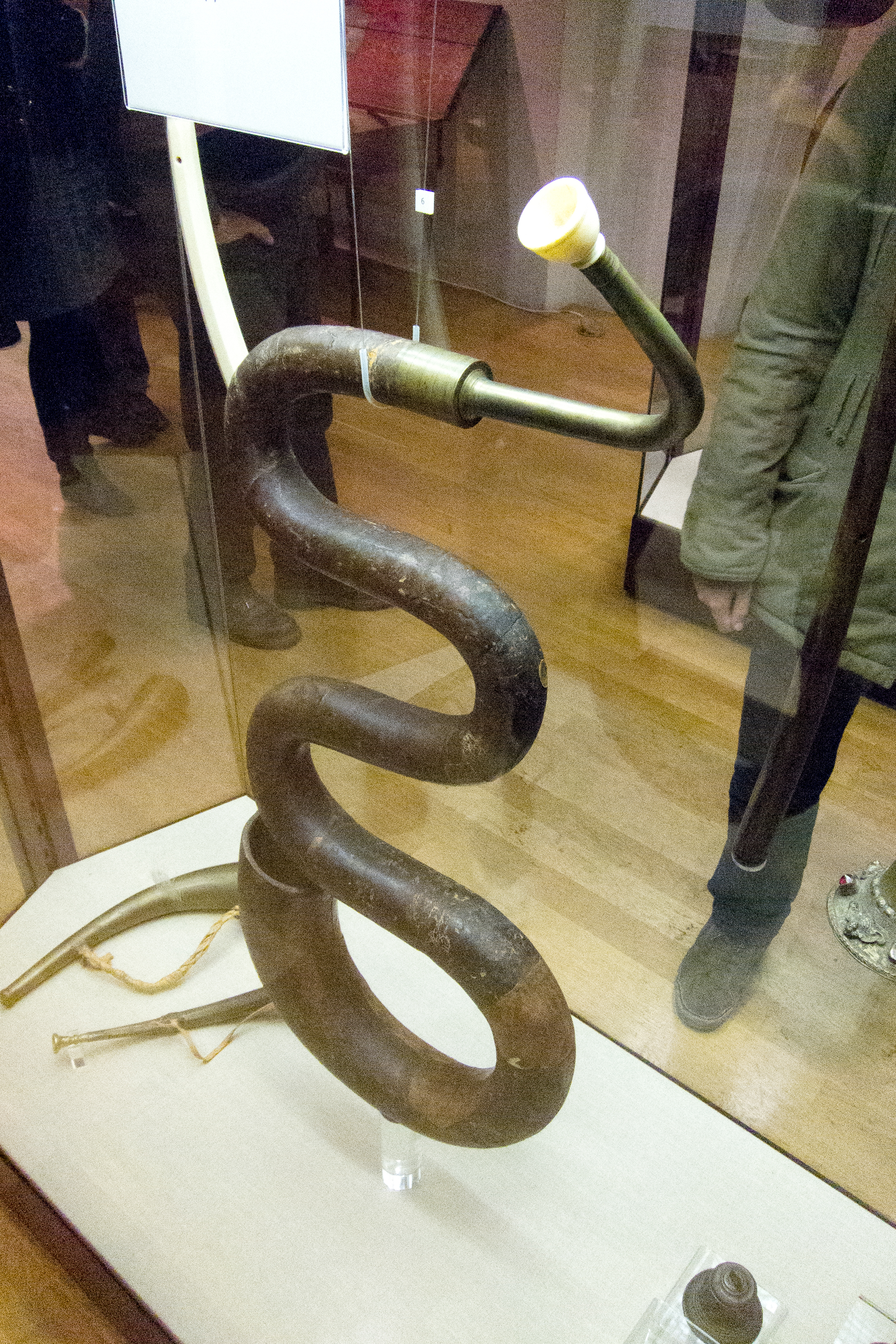
Bereits 1888 begann man in Berlin, das Instrumentarium der Alten Musik zu sammeln; hier ein Serpent aus dem Musikinstrumenten-Museum Berlin

Alte Musik spannt sich vom frühen Mittelalter zum späten Barockzeitalter. Sie setzt sich aus einer Kette sehr verschiedener Musikepochen und unterschiedlicher, auch häufig regional zu differenzierenden musikalischen Schulen zusammen. Dabei lässt sie sich folgendermaßen grob untergliedern:
- Musik des Mittelalters
  - Monophonie und Gregorianischer Choral
  - Ars antiqua
    - Minnesang
    - Notre-Dame-Schule

  - Ars nova
    - Trecento
    - Ars subtilior

- Musik der Renaissance
  - Franko-flämische Musik
  - Florentiner Camerata
  - Römische Schule
  - Venezianische Mehrchörigkeit
  - Venezianische Schule
  - Englische Madrigalschule

- Musik des Barock
  - Frühbarock (etwa 1600 bis 1650), unter italienischer Dominanz;
    - Seconda pratica
      - Bologneser Schule
      - Neapolitanische Schule

  - Englische Virginalisten
  - Hochbarock (etwa 1650 bis 1710), mit bedeutenden französischen Einflüssen;
  - Spätbarock (etwa 1710 bis 1750), mit Tendenz zur Vereinigung regionaler Stile und Übergang zu Frühklassik;
    - Mannheimer Schule

Hugo Riemann lehnte den Renaissancebegriff als musikgeschichtlichen Epochenbegriff ab und nutzte stattdessen einen Stilbegriff, nämlich „Musik des durchimitierenden a cappella-Stils“. Dementsprechend nannte Riemann die barocke Musik die „Musik des Generalbasszeitalters“.
Auch Ludwig Finscher verwendete in seinem Handbuch der Musikgeschichte von 1989 den Begriff der Renaissancemusik nicht. Er sprach stattdessen von der „Musik des 15. und 16. Jahrhunderts“. Arnold Feil vermied gleichfalls in seiner Musikchronik von 2005 bewusst den Begriff Renaissance, weil „die Musikgeschichte ... keine Renaissance wie die anderen Künste“ kennt.
Selbst die herkömmliche Abfolge und Aneinanderreihung wie Mittelalter – Renaissance – Barock – Klassik – Romantik bleibt nach Arnold Feil „für die Musik ja doch (eine) geborgte Reihe“, dazu „von merkwürdiger Inkonsequenz. Jede Bezeichnung ist woanders hergeholt, keine passt ihrer Herkunft nach zur andern, keine läßt sich mit der andern vergleichen“. „Die Vorstellung vom Gänsemarsch der Stile ist unausrottbar“. Sie müssten, „so glaubt man allgemein, aufeinander folgen wie die Epochen der Erdgeschichte aufeinander folgen, die die Naturwissenschaften und die Evolutionstheorie uns vorstellen. Aber die Kunst als ein Phänomen des Geistes entwickelt sich nicht in vergleichbar natürlichen Prozessen“. Manche Musikwerke entstehen im selben Jahrhundert und bleiben dennoch durch eine Welt von den andern getrennt.
Oft wird deshalb die Musikgeschichte im 21. Jahrhundert durch die Geschichtsschreibung, etwa bei Richard Taruskin, einfach nur noch in Jahrhunderte gegliedert.

## Entwicklung des Begriffes der Alten Musik

### Der Begriff Alte Musik im Mittelalter
Bereits im Mittelalter gab es eine Unterscheidung zwischen „Alter“ und „Neuer Musik“. Ab 1320 wurde der nun überwundene Musikstil als Ars antiqua (‚alte Kunst‘ bzw. ‚Musik‘) bezeichnet und die fortan komponierte neue Musik, die Ars nova, als Überwindung dieses alten Stils gefeiert.

### Alte Musik und die bürgerliche Musikkultur des 19. Jahrhunderts
Mit dem Entstehen des bürgerlichen Konzertlebens um 1800 begann sich ein Repertoire herauszubilden, das die vorklassische Musik weitgehend außer Acht ließ und sich auf die gerade neu entstehenden Kompositionen konzentrierte. Die Haltung der breiten bürgerlichen Musikkultur dieser Zeit fasste Eduard Hanslick in den Worten zusammen: „Für unser Herz beginnt sie [die Musik] mit Mozart, gipfelt in Beethoven, Schumann und Brahms.“
Die Werke Johann Sebastian Bachs wurden nach seinem Tod 1750 zwar von anderen Komponisten studiert, aber nicht mehr für ein breites Publikum aufgeführt. Die Aufführung der Matthäuspassion durch Felix Mendelssohn Bartholdy 1829 gilt als Beginn einer breit angelegten Bach-Renaissance. Seither werden Bachs Werke auch wieder von einer musikalischen Öffentlichkeit geschätzt.
Die Romantik und der Historismus spielten eine wesentliche Rolle dabei, dass sich die Faszination für Musik vergangener Epochen auch in der Musikpraxis niederschlug. Immer wieder haben sich Komponisten an bedeutenden Vorgängern abgearbeitet. Im Musikleben aber hatten die Aufführungen der Musik vergangener Epochen ansonsten keine Rolle gespielt, da man sie jeweils als überholt ansah.

### Alte Musik im Kontext des 20. Jahrhunderts
Alte Musik möglichst mit historisch korrektem Klangbild aufführen zu können, ist – mit Ausnahme von England – in Europa erst wieder ein Anliegen des 20. Jahrhunderts.
Der Begriff „Alte Musik“ gewann allgemein seit den Reformbewegungen der 1920er Jahre an Bedeutung, als im Zuge der Belebung der historischen Aufführungspraxis verstärkt Nachbauten von originalen Instrumenten angefertigt und verwendet wurden. Die Altmusik-Bewegung verstand sich als Kontrast und Korrektiv zum herkömmlichen Konzertrepertoire. Die Klanglichkeit der Alten Musik, egal wie sie aufgefasst wurde, stand auf jeden Fall im scharfen Kontrast zur spätromantischen Tonalität und Fülle der Klangfarben.
Zum Begriff der Alten Musik entwickelte sich der Gegenbegriff Neue Musik, der 1919 von Paul Bekker geprägt wurde. Bekker setzte sich fortan für deren erste Wegbereiter ein: Gustav Mahler, Franz Schreker, Arnold Schönberg und Ernst Krenek.
Alte Musik drängte Musikwissenschaftler, die Grundlagen derselben wieder zu verstehen. Rudolf von Ficker schrieb beispielsweise seine musikwissenschaftliche Dissertation 1913 an der Wiener Universität bei Guido Adler über die Die Chromatik im italienischen Madrigal des 16. Jahrhunderts. Knud Jeppesen wurde 1922 ebendort bei Adler über das Thema Die Dissonanzbehandlung in den Werken Palestrinas promoviert. Der Däne wurde sodann Verfasser des systematischen Lehrwerkes Kontrapunkt. Lehrbuch der klassischen Vokalpolyphonie.

### Alte Musik im Kontext des 21. Jahrhunderts
In der Neuausgabe der Enzyklopädie Die Musik in Geschichte und Gegenwart (MGG 1999–2007; 27 Bände) sucht man vergeblich einen Artikel „Alte Musik“. Freilich wurden in Artikeln wie „Historismus“ und „Aufführungspraxis“ Aspekte der Alten Musik abgehandelt – aber dennoch: „Es hätte geradezu ein Definitionszwang bestanden“, stellte Bernhard Morbach für die Situation im 21. Jahrhundert fest. Morbach vermutet weiter: „Dass sich die Musikwissenschaft in Deutschland nach wie vor einer Diskussion über das Phänomen Alte Musik verweigert, kann ein Hinweis darauf sein, dass man nicht wahrhaben will, dass sie in der Musikkultur seit der Mitte des 20. Jahrhunderts zu einer erfolgreichen Konkurrenz der Neuen Musik geworden ist, deren Entwicklung man eine größtmögliche Bedeutung beimisst.“

## Wiedergewinnung historischer Instrumente für die Musikpraxis

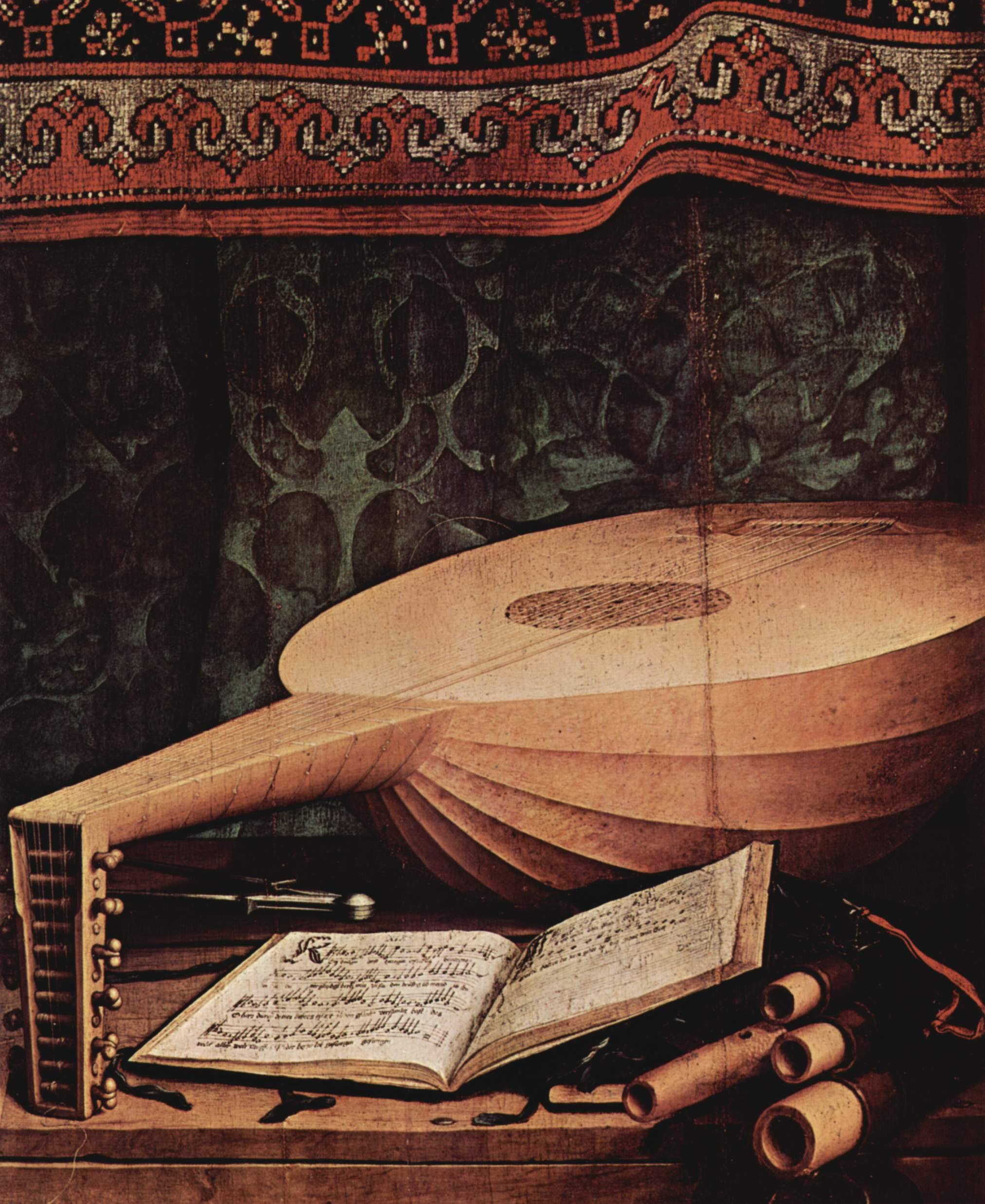
Eine Laute, Teil eines Ölgemäldes von Hans Holbein dem Jüngeren aus dem Jahre 1533

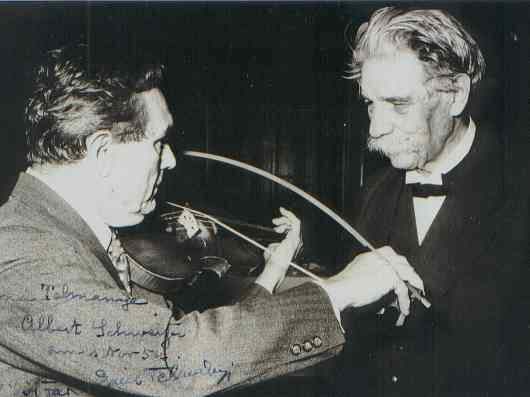
Emil Telmányi zeigt Albert Schweitzer seinen Rundbogen (1954)

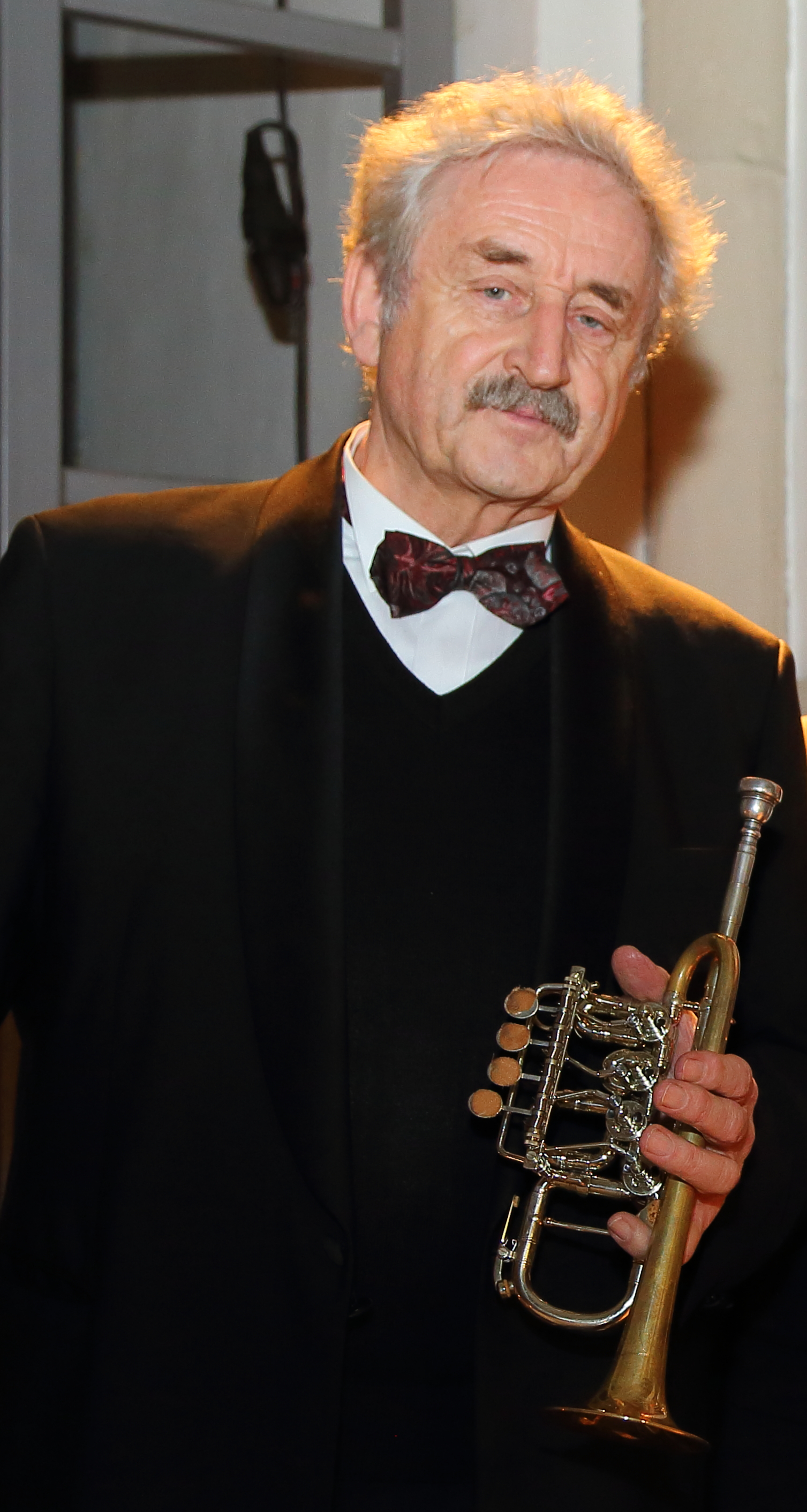
Der Trompeter Ludwig Güttler mit einem im 20. Jahrhundert noch Bachtrompete genannten Instrument

Einige Musikinstrumente waren bis zum 19. Jahrhundert und auch schon früher außer Gebrauch geraten und konnten im 20. Jahrhundert im Zuge der Neubewertung und Neuentdeckung Alter Musik für die Musikpraxis wiedergewonnen werden. Die Originalklang-Bewegung nahm ihren Anfang 1905 in München. Damals entstand das erste deutsche Ensemble, das sich um eine möglichst stilgetreue Interpretation Alter Musik auf historischen Instrumenten bemühte: die Deutsche Vereinigung für Alte Musik.

### Wieder neu gewonnene Instrumente für die Alten Musik
Zink
Der Zink war beispielsweise fast unbekannt geworden. Seit den späten 1970er Jahren erfuhr dieses Instrument eine intensive Wiederbelebung im Zuge der Neuentdeckung der Alten Musik. Heute gibt es wieder Zinkenisten und zugleich Instrumentenbauer, die Instrumente herstellen, die denen aus der Blütezeit des Zinken ebenbürtig sind.
Bassetthorn, Dulzian, Kortholt, Krummhorn, Pommer, Rankett, Schalmei, Serpent,
Ähnlich liegen die Dinge bei Blasinstrumenten wie Bassetthorn und Serpent. Otto Steinkopf baute als erster im 20. Jahrhundert eine Anzahl von Renaissance- und Barockinstrumenten. Er kopierte Krummhörner, Kortholte, Rankette, Dulziane, Schalmeien und Pommern, und Zinken, darüber hinaus auch Barockfagotte und Barockoboen. Er gilt als ein „Nestor der Wiederbelebung historischer Holzblasinstrumente“.
Ähnlich wie Otto Steinkopf baute Günter Körber Renaissance-Instrumente in ganzen Stimmwerken: Krummhörner, Kortholte, Rauschpfeifen, Querflöten, Pommern, Schalmeien, Dulziane (darunter auch Quartbassdulziane), Rankette, Zinken und Dudeys; darüber hinaus Barock-Instrumente: Traversflöten, Barockoboen, Barockfagotte und Chalumeaux. Sein Katalog umfasste zeitweilig über fünfzig verschiedene Instrumente. Seine guten Kontakte nach Großbritannien und in die USA stimulierten dort die Alte-Musik-Bewegung und den Bau historischer Holzblasinstrumente.
Blockflöte
Arnold Dolmetsch gilt als einer der frühesten Pioniere bei Themen der historischen Aufführungspraxis und wird in diesem Zusammenhang mit der Wiederentdeckung der Blockflöte im 20. Jahrhundert in Verbindung gebracht. 1919 stellte er einen Nachbau einer Alt-Blockflöte nach historischem Vorbild vor.
Zur Aufführung alter Musik werden sogenannte Ganassi-Flöten von verschiedenen Flötenbauern nachgebaut, die auf Instrumente von Sylvestro Ganassi aus dem Jahre 1535 zurückgehen.
Laute
Mit der Wiederentdeckung der Alten Musik erfuhr auch die Laute in ihren verschiedenen Formen während des 20. Jahrhunderts eine Wiederbelebung. Walter Gerwig begann in der Wandervogelbewegung zunächst das Gitarrenspiel. 1923 lernte er auf einer Instrumentenausstellung in Berlin die Laute kennen, die ihn sofort faszinierte. Er verfeinerte auf ihr seine Technik und brachte es zur Konzertreife. Durch seine international stattfindenden Konzerte trug Gerwig maßgeblich zu einer Renaissance der Laute und des Lautenrepertoires sowohl in Europa als auch in Amerika bei. So beförderte er das Interesse an der Alten-Musik-Bewegung. Julian Bream gehörte zu den Musikern, die ebenfalls die Laute wieder populär machten. Mit dem Tenor Peter Pears gab Bream als Lautenist in den 1950er- und 60er-Jahren zahlreiche Liederabende mit Werken englischer Renaissance-Komponisten (John Dowland, Thomas Morley usw.); durch diese Zusammenarbeit und als Lautensolist hat Bream einem großen Publikum die Musik des 16. Jahrhunderts, der Elisabethanischen Zeit, nahegebracht.
Cembalo
Die Wiederentdeckung des Cembalos im frühen 20. Jahrhundert ist mit der Wiederentdeckung der Barockmusik verbunden. Hierbei ist das Wirken der Pianistinnen und Cembalistinnen Wanda Landowska und Eta Harich-Schneider hervorzuheben. Beide haben durch ihre rege Konzert- und Lehrtätigkeit das Instrument und die dazugehörende Musizierweise einem breiten Publikum bekannt gemacht.
Im Schloss von Bad Krozingen befindet sich seit 1974 eine Sammlung von rund fünfzig historischen Tasteninstrumenten, die der Cembalist und Freiburger Hochschullehrer Fritz Neumeyer ab 1930 zusammengetragen hat. Seine beiden Schüler Rolf Junghanns und Bradford Tracey haben die Sammlung geerbt und ergänzt. Einige dieser Instrumente sind bespielbar und regelmäßig bei den Bad Krozinger Schlosskonzerten zu hören.
Orgel
Auch die Orgel wurde als ein Instrument der Alten Musik wiederentdeckt. Gustav Fock verfasste zahlreiche musikgeschichtliche Abhandlungen, insbesondere über die alte norddeutsche und niederländische Orgelkultur und veranstaltete Orgelfahrten, um die historischen Orgeln einem breiten Publikum zu erschließen. In besonderer Weise galt sein Interesse der Orgel in Hamburg, St. Jacobi von Arp Schnitger, die in ihrem Grundbestand ins 16. Jahrhundert zurückgeht.
Die Orgelbewegung war eine Strömung etwa in der Zeit von 1920 bis 1970/1980. Sie legte ihren Schwerpunkt als bewusste Abkehr von der romantischen Orgel auf die Wiederbelebung der norddeutschen Orgel aus der Barockzeit.
Harald Vogels wichtiges Anliegen ist die Vermittlung der alten Spielweise auf historischen Orgeln. Sein Konzept ist es, auf den Originalinstrumenten aus Gotik, Renaissance und Barock die jeweilige Orgelliteratur in der entsprechenden Aufführungspraxis und Spielweise (historische Fingersätze, Agogik, Registrierung) zur Darstellung zu bringen.
Streichinstrumente
Der Cellist Nikolaus Harnoncourt und die Geigerin Alice Harnoncourt studierten nach der Zeit des Zweiten Weltkrieges sowohl die musikalische Aufführungspraxis der Renaissance als auch des Barocks und erkundeten die Klangmöglichkeiten alter Instrumente.
Günther Hellwig nahm nach seiner Rückkehr aus dem Zweiten Weltkrieg den Instrumentenbau in Lübeck wieder auf und konzentrierte sich dabei auf den Bau von Gamben.
Hammerflügel
Auch der historische Hammerflügel erlebte peu a peu eine Wiederkehr ins Konzertleben. Bereits ab 1980 spielte der Tenor Ernst Haefliger über mehrere Jahre hinweg die wichtigsten Liederzyklen von Franz Schubert zusammen mit dem Pianisten Jörg Ewald Dähler auf dem Hammerflügel statt mit dem modernen Konzertflügel ein.

### Sogenannte Bachinstrumente
Auf dem langen Weg der Wiedergewinnung von Instrumenten für die Wiedergabe der Alten Musik gab es aber auch Schritte und Entwicklungen, die sich nicht weiter durchgesetzt haben.

#### Bachklavier
Karl Maendler trat zu Beginn der 1920er Jahre mit einem Instrument an die Öffentlichkeit, das als „Bachklavier“ bezeichnet wurde. Dieses Cembalo verfügte über eine sehr umfangreiche, sogenannte „dynamische“ Registrierung. Ein Instrument der Serie aus dem Jahr 1925, das im Deutschen Museum in München aufbewahrt wird, besitzt acht Pedale, um die diversen Register zu aktivieren und zu kombinieren. Es hat wenig mit einem Cembalo der Bachzeit zu tun und noch weniger mit einem Klavier.

#### Bach-Bogen
Albert Schweitzer hing mit anderen Forschern seiner Zeit der falschen Vorstellung an, das gleichzeitige Streichen von bis zu vier Saiten sei in der Barockzeit mit einem Rundbogen üblich gewesen, insbesondere im Hinblick auf Bachs Solowerke für Violine. In seinem Buch über Johann Sebastian Bach (1905) machte er diesen Irrtum populär. Schweitzers Forderung nach einem Bach-Bogen, der ein wahrhaft polyphones Violinspiel ermöglicht, hängt möglicherweise damit zusammen, dass er selbst Organist war und der polyphone Orgelklang ohnehin als typischer Bach-Klang galt.

#### Bachtrompete
Julius Kosleck war einer der ersten Trompeter, der eine gerade, zweiventilige Trompete in hoch A spielte. Er begründete die Idee zur Verkürzung der Trompeten bis zu unserer heutig bekannten Piccolotrompete, welche dann im ersten Viertel des 20. Jahrhunderts entwickelt wurde, um die hoch liegenden Trompetenpartien der Barockmusik darzustellen. Kosleck gilt zudem als „Erfinder“ des falschen Begriffes Bachtrompete. Johann Sebastian Bach hat aber nie ein derartiges Instrument gesehen oder gehört, da die Ventile erst Anfang des 19. Jahrhunderts erfunden wurden. Ähnlich liegen die Dinge beim Corno da caccia.
Die Wiederbelebung der „echten“, historisch verbürgten Barocktrompete im 20. Jahrhundert geschah allerdings vergleichsweise zögerlich, da ihr Spiel die Ausführenden vor größere Probleme stellte als bei anderen Instrumenten. So galten noch bis in die 1950er-Jahre die Trompetenpartien bei Bach als unspielbar. Bachs Trompetenpartien wurden teils eine Oktave tiefer, teils auch auf einem anderen Instrument (meist auf der Klarinette, später auch auf dem Sopransaxophon) gespielt und manchmal sogar auf mehrere Spieler verteilt.
Edward H. Tarr war bekannt für seine Verdienste um die Wiederbelebung historischer Blechblasinstrumente (z. B. Barocktrompete und Zink) samt deren Spielweise. Von 1985 bis 2004 war er Direktor des Trompetenmuseums Bad Säckingen, wo die Instrumente auch aus der Zeit der Alten Musik gesammelt und ausgestellt werden.
Zur Geschichte der Wiedergewinnung und neuerlichen Verwendung der Instrumente in der Alten Musik
→ Siehe auch: Historische Aufführungspraxis

### Bilder von europäischen Orgeln, auf denen die Wiedergabe Alter Musik gepflegt wird

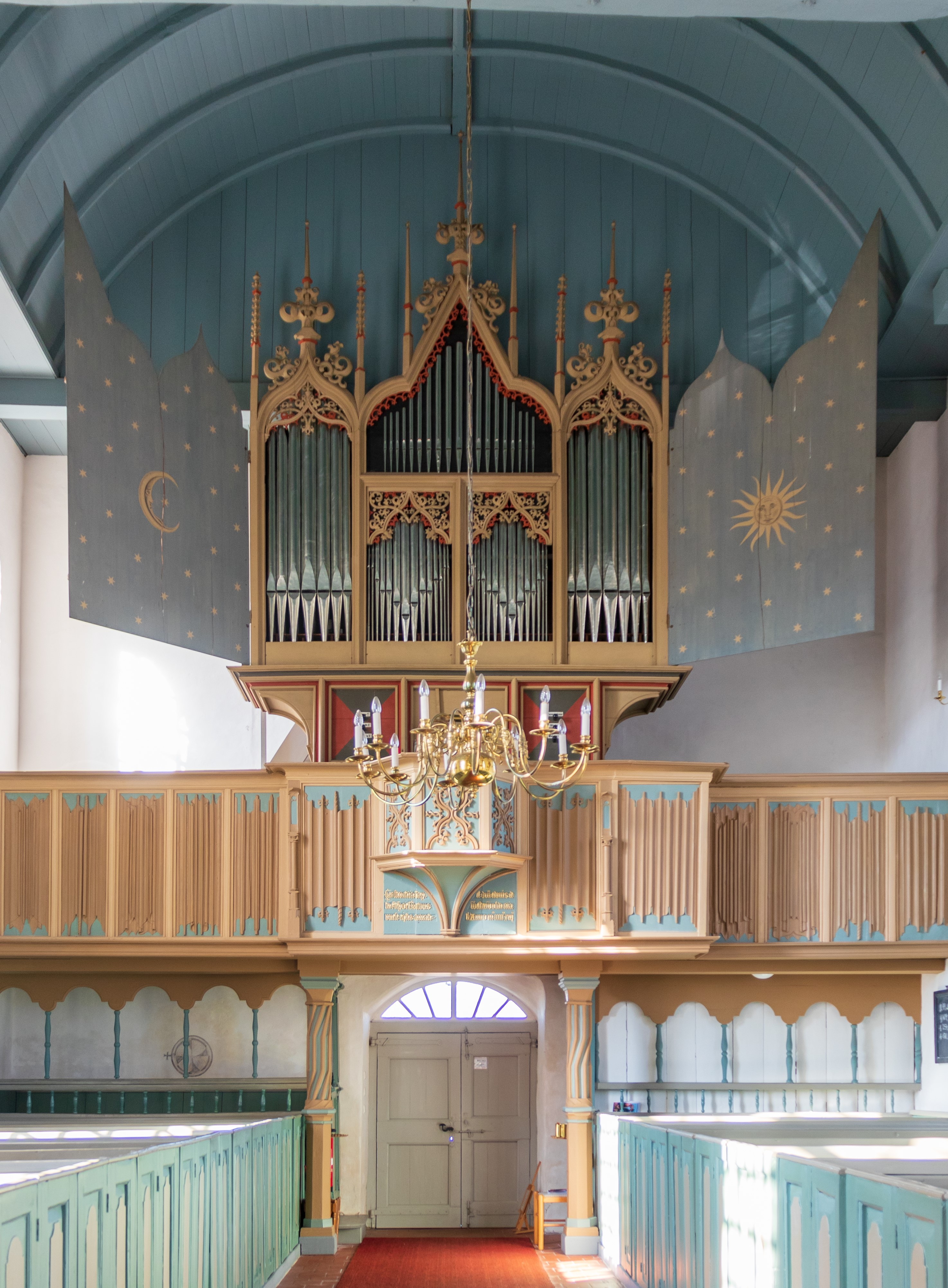
Gotische Orgel in der Kirche Rysum (um 1440 oder 1457)
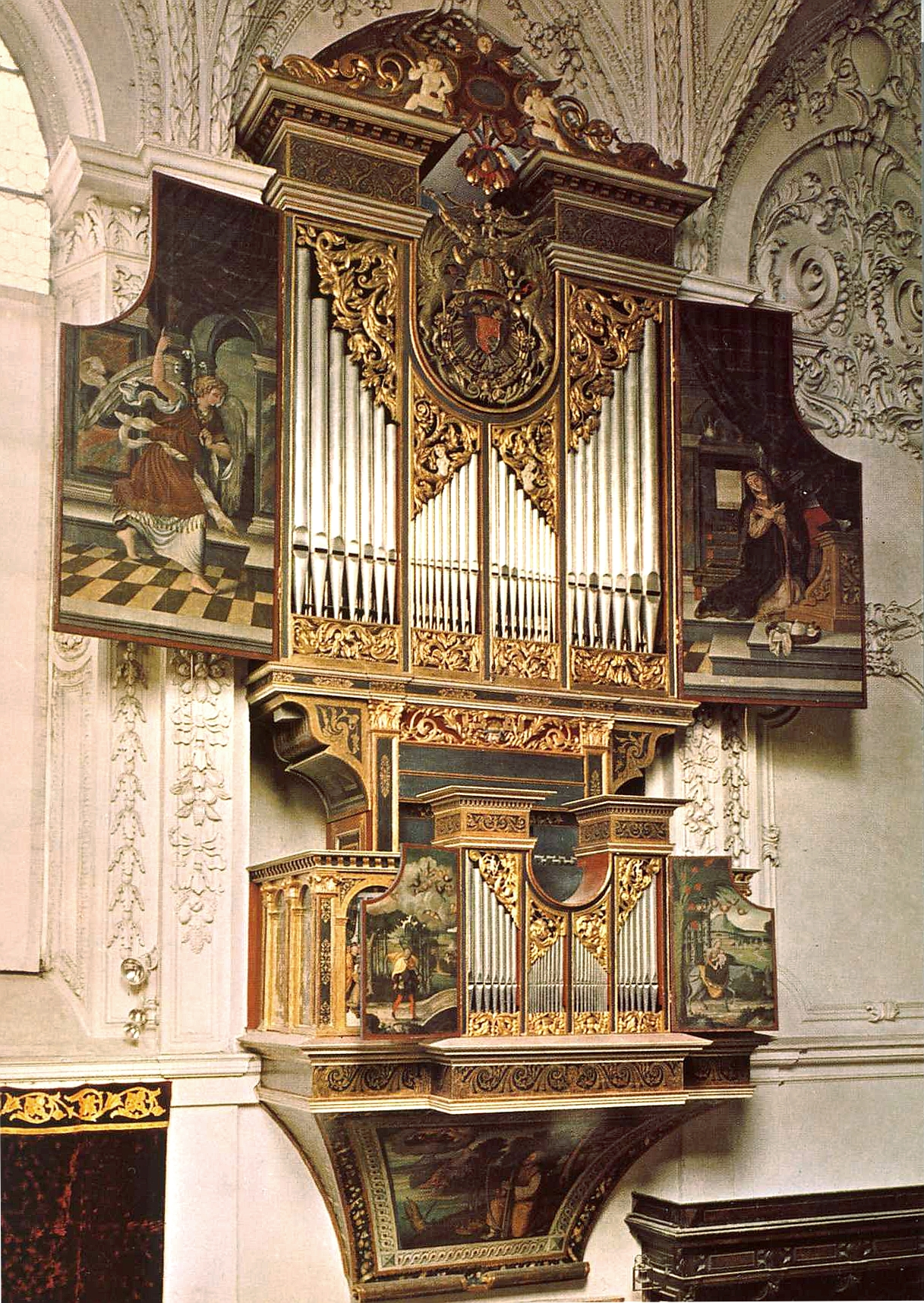
Renaissance-Orgel der Hofkirche Innsbruck (Jörg Ebert, 1561)
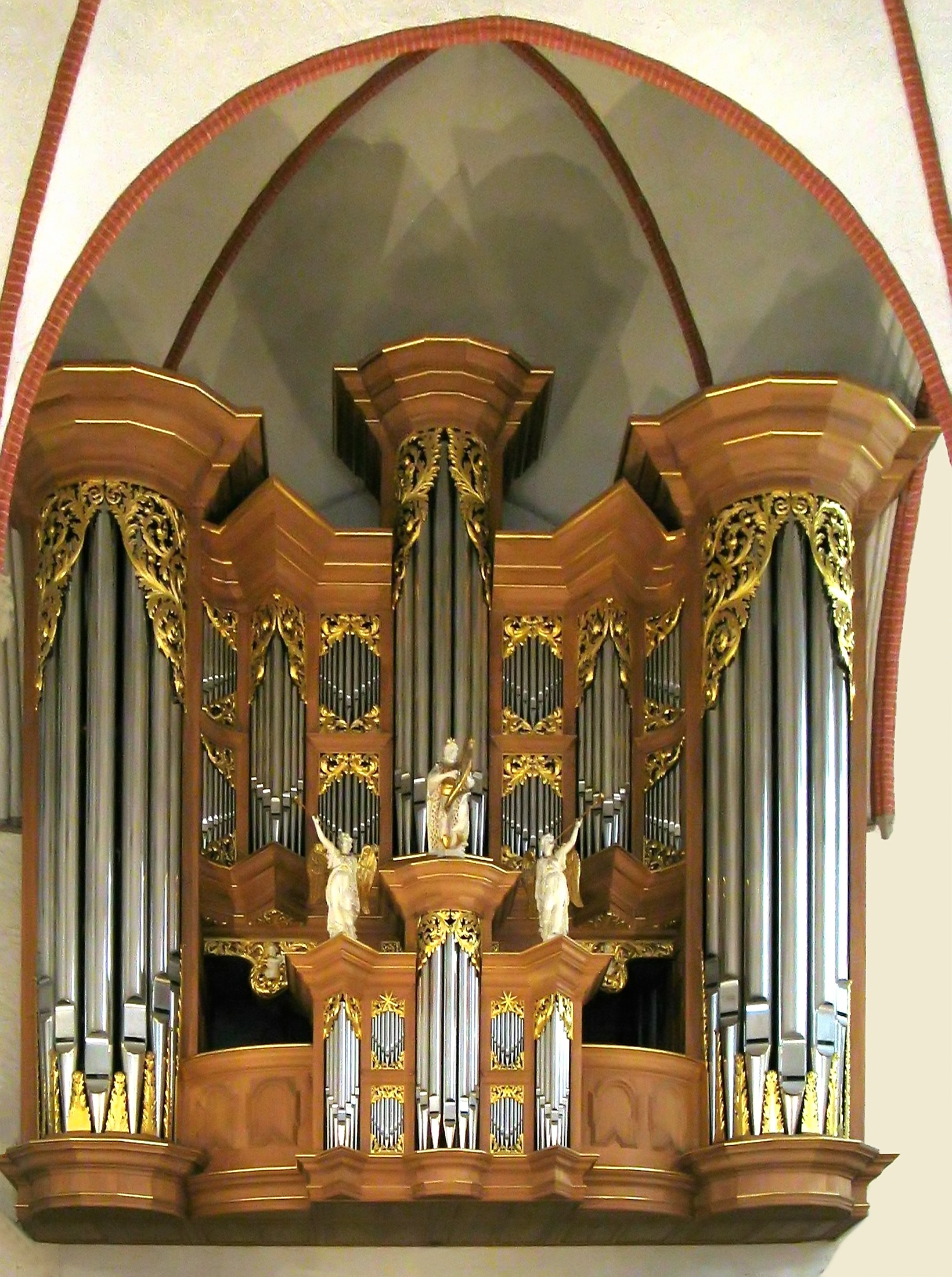
Norddeutsche Barockorgel in Hamburg, St. Jakobi (Arp Schnitger, 1688–1693)
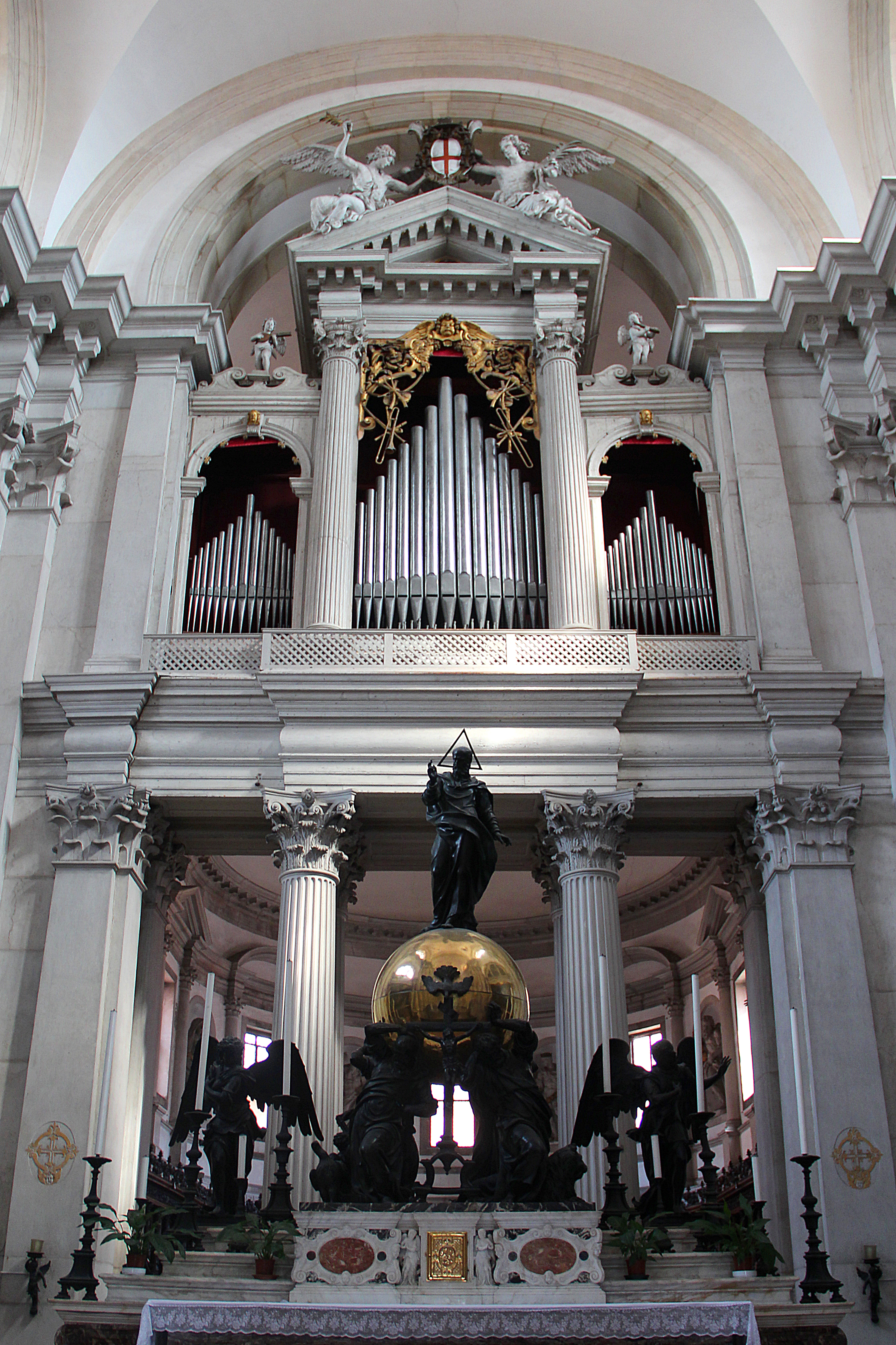
Italienische Barockorgel der Basilika San Giorgio Maggiore in Venedig (Pietro Nacchini, 1750)

## Museen mit dem Instrumentarium der Alten Musik (Auswahl)

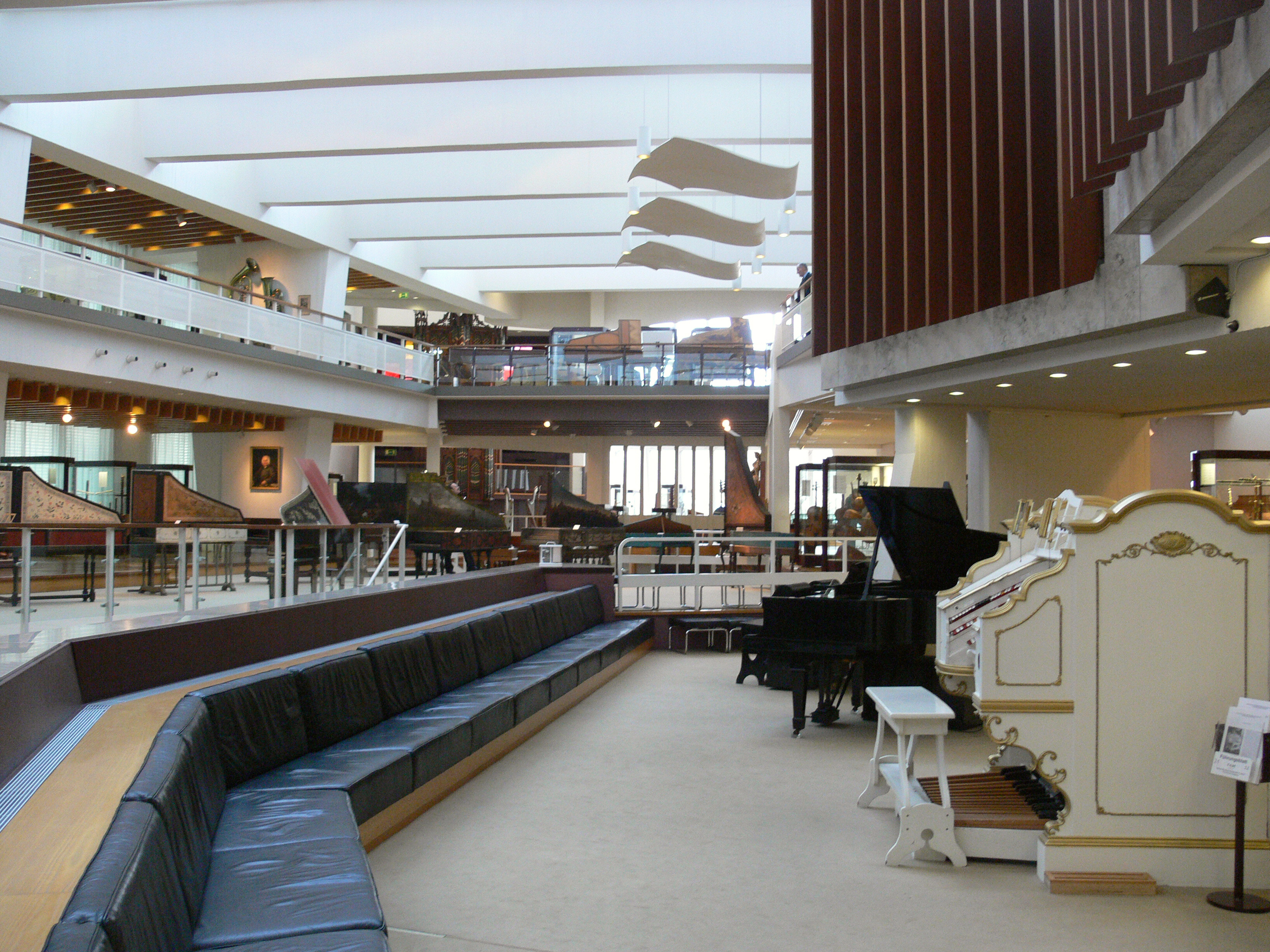
Musikinstrumenten-Museum Berlin Innenansicht; links ein Teil der Cembalosammlung

Einige Musikmuseen in Europa und Amerika geben die Entwicklung der Alten Musik – zum Teil museumspädagogisch aufbereitet – meist ab dem 15. Jahrhundert im Blick auf das dazugehörende Instrumentarium wieder.
Zu diesen Häusern gehören unter anderem:

### Seit dem 19. Jahrhundert
- 1853: Die Musikinstrumenten-Sammlung des Germanischen Nationalmuseums in Nürnberg enthält Instrumente aller Gattungen aus dem Bereich der Alten Musik ab dem 16. Jahrhundert. Die seit dem Tag der Gründung des Museums bestehende Musikinstrumentensammlung zählt zu den umfangreichsten in Europa und dokumentiert die Geschichte der Musikinstrumente im deutschsprachigen Raum.
- 1870: Sammlung alter Musikinstrumente in Wien; diese Sammlung alter Musikinstrumente verfügt über einen der weltweit bedeutendsten Bestände an Renaissance- und Barockinstrumenten.
- 1870: Metropolitan Museum Musikabteilung in New York mit bemerkenswerten Instrumenten aus dem Barock und der Renaissance.
- 1877: Musikinstrumentenmuseum in Brüssel mit europäischen Instrumenten in ihrer Entwicklung seit dem Mittelalter
- 1888: Musikinstrumenten-Museum Berlin mit italienischen Meistergeigen von Amati, Guarneri und Antonio Stradivari sowie flämischen Kielinstrumenten
- 1893: im Musikinstrumentenmuseum der Universität Leipzig sind einige Fachabteilungen thematisch dem Bereich der Alten Musik gewidmet.

### Seit dem 20. Jahrhundert
- 1901: Haus der Musik in Stuttgart als Teil des Landesmuseums Württembergs
- 1930: Geigenbaumuseum Mittenwald mit einem Schwerpunkt bei Streichinstrumenten aus der Barockzeit
- 1949: Museum für Musikinstrumente in Posen mit Violinen der polnischen Geigenbauerfamilien Groblicz und Dankwart, Orgelpositive aus dem 16. und 17. Jahrhundert und weiteren Instrumenten
- 1970: Instrumentenmuseum am Royal College of Music in London mit 800 Instrumenten
- 1995: Musikmuseum in der Cité de la musique von Paris, hauptsächlich Instrumente der Musik des 17. Jahrhunderts bis heute: Lauten, Violinen aus Italien von Antonio Stradivari, Guarneri und Nicolò Amati; diverse französische und flämische Cembali. Die Instrumente sind nach Epochen und Typen gegliedert aufgestellt. Über Kopfhörer können Besucher Erklärungen zu den Instrumenten und zur darauf gespielte Musik hören.

### Seit dem 21. Jahrhundert
- 2000: Musikmuseum Basel mit 650 Instrumente ab dem 16. Jahrhundert
- 2008: die Accademia Nazionale di Santa Cecilia in Rom bekommt ein Instrumentenmuseum, in dessen Ausstellung sich 130 Instrumente befinden.[21]

### Bilder historischer Instrumente in europäischen Musikmuseen

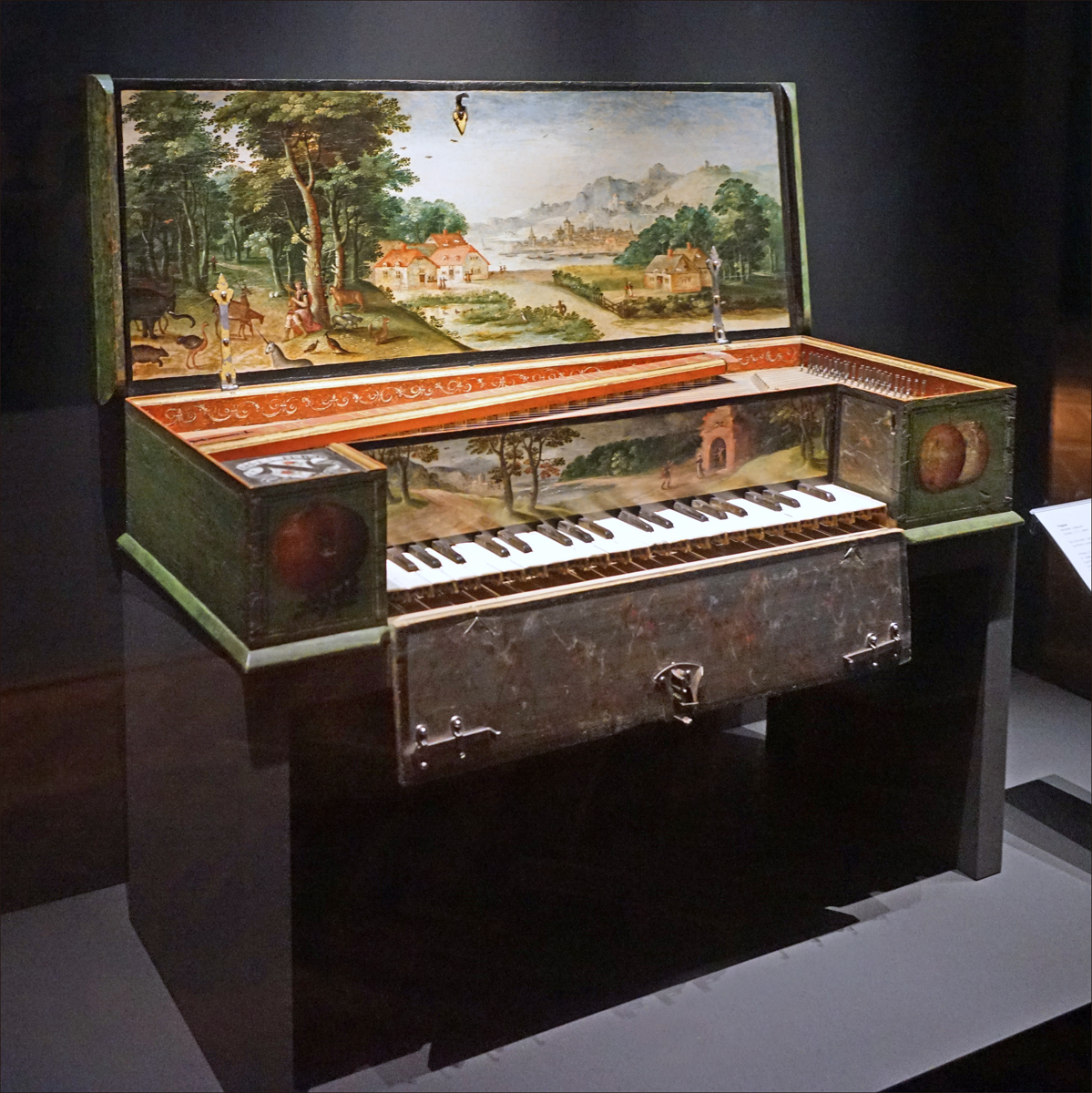
Ein bemaltes flämisches Virginal von Andreas Ryff (1550–1603) aus dem Jahre 1572 im Musikmuseum Basel
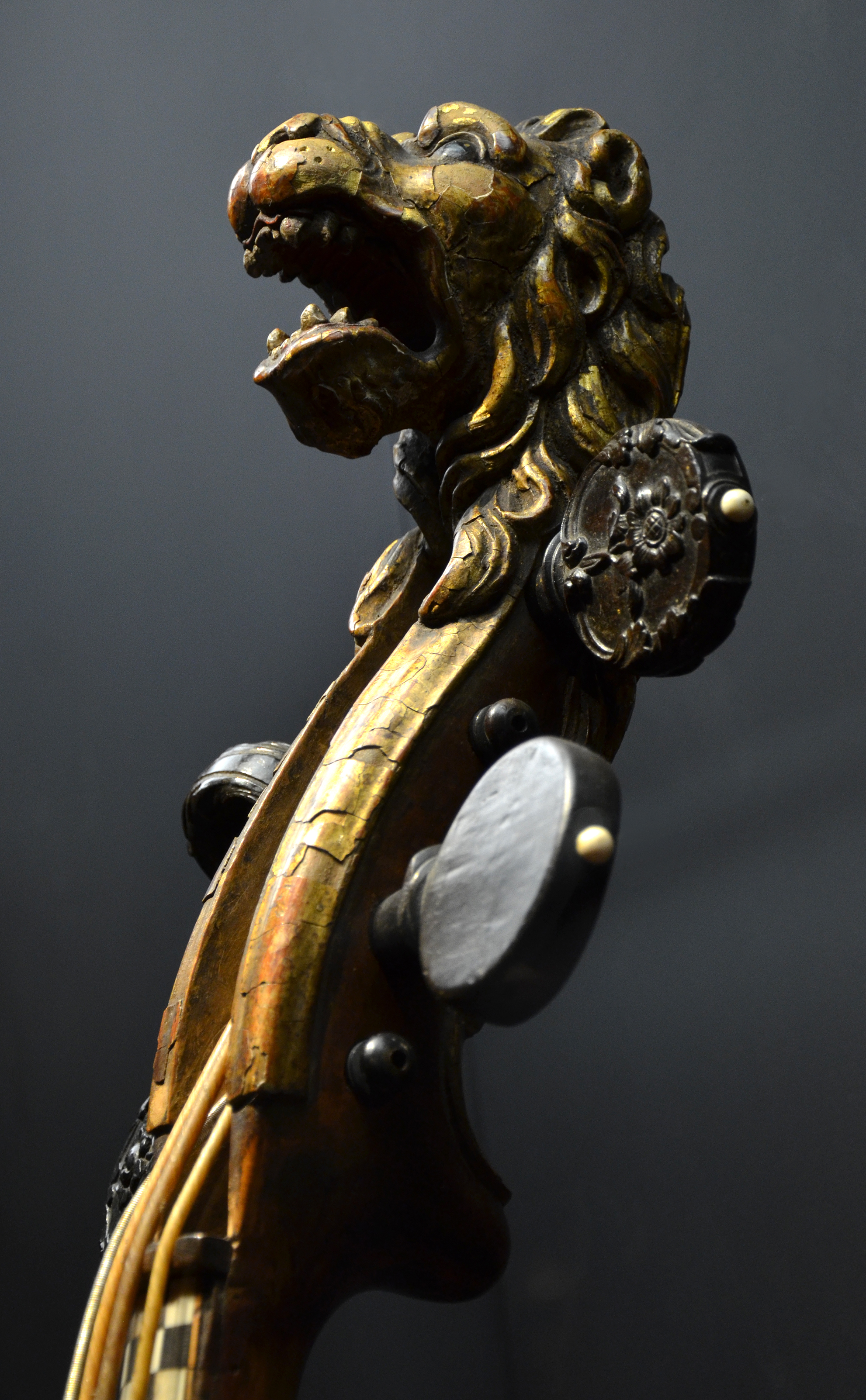
Ein barocker Kontrabass aus dem Jahr 1666, der am Wirbelkasten zum oberen Halsende hin statt der Schnecke von einem geschnitzten hölzernen Löwenkopf geziert wird. Dieser Bass hat vier seitenständige, ebenfalls verzierte, schwarze Wirbel zum Stimmen der vier Darmsaiten; Exponat im Musikmuseum Basel
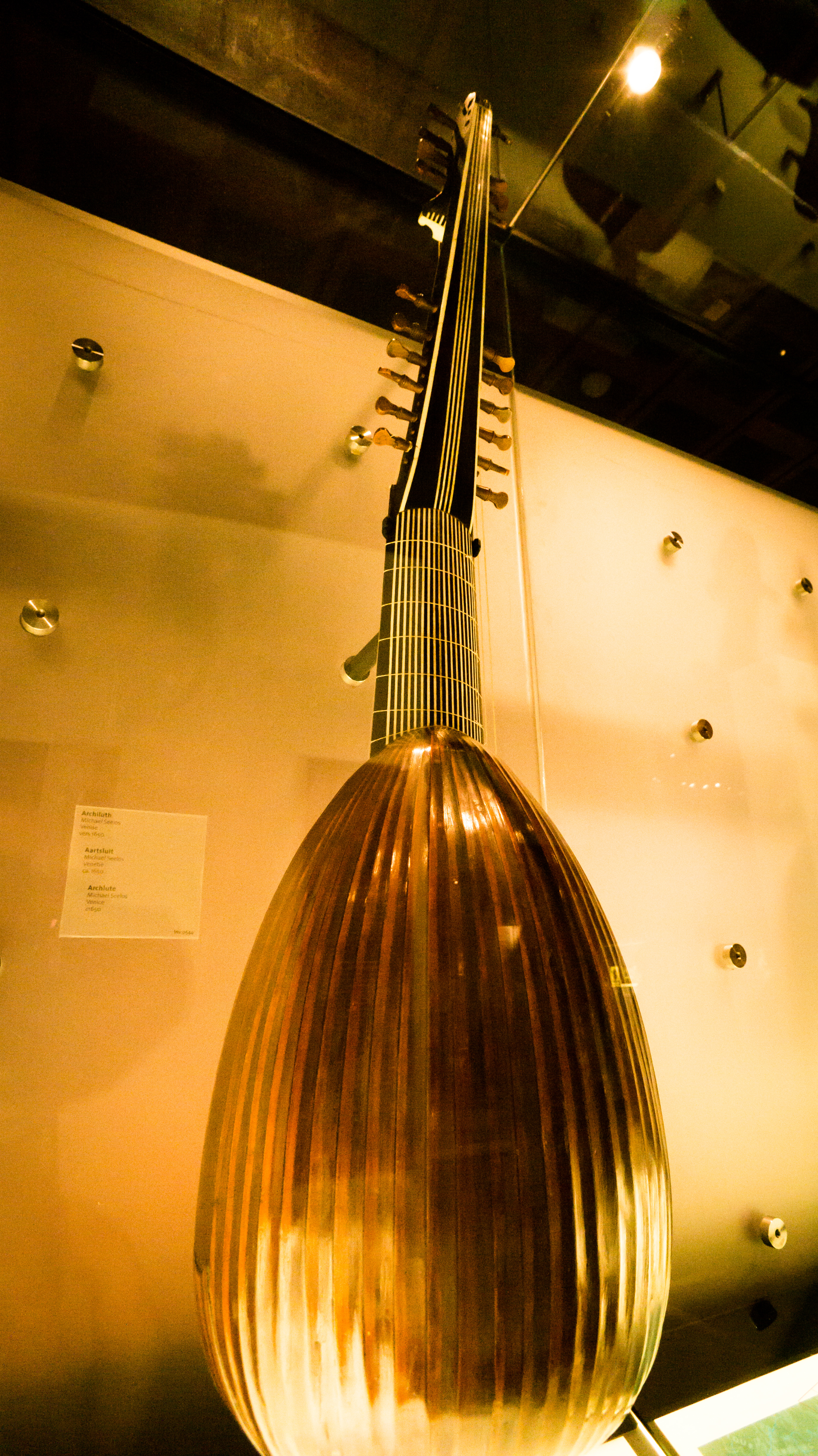
Venezianische Erzlaute aus der Mitte des 17. Jahrhunderts im Musikinstrumentenmuseum in Brüssel
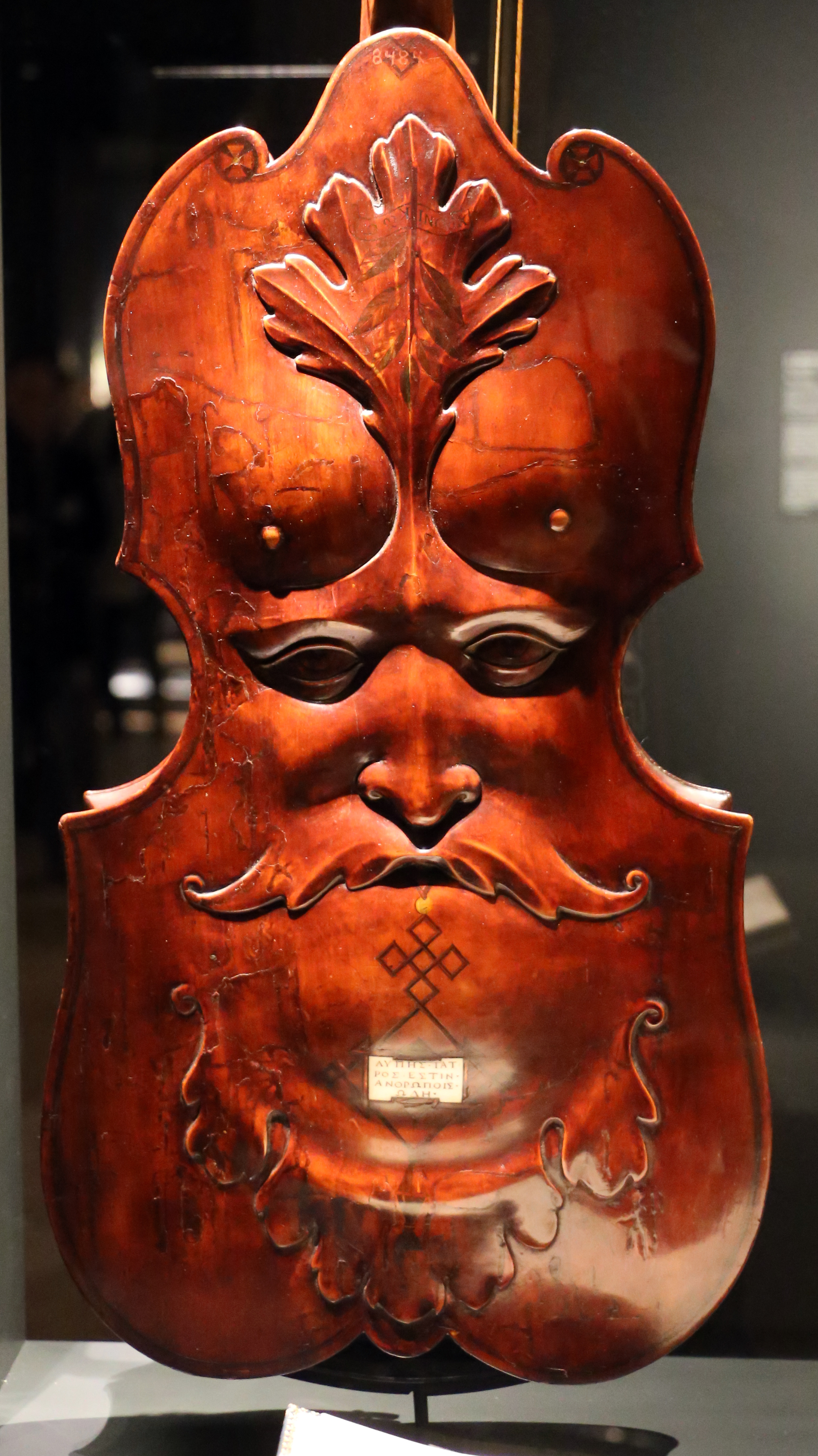
Eine Lira da braccio mit Maskaron von Giovanni d'Andrea veronese aus dem Jahr 1511, heute in der Sammlung alter Musikinstrumente in Wien
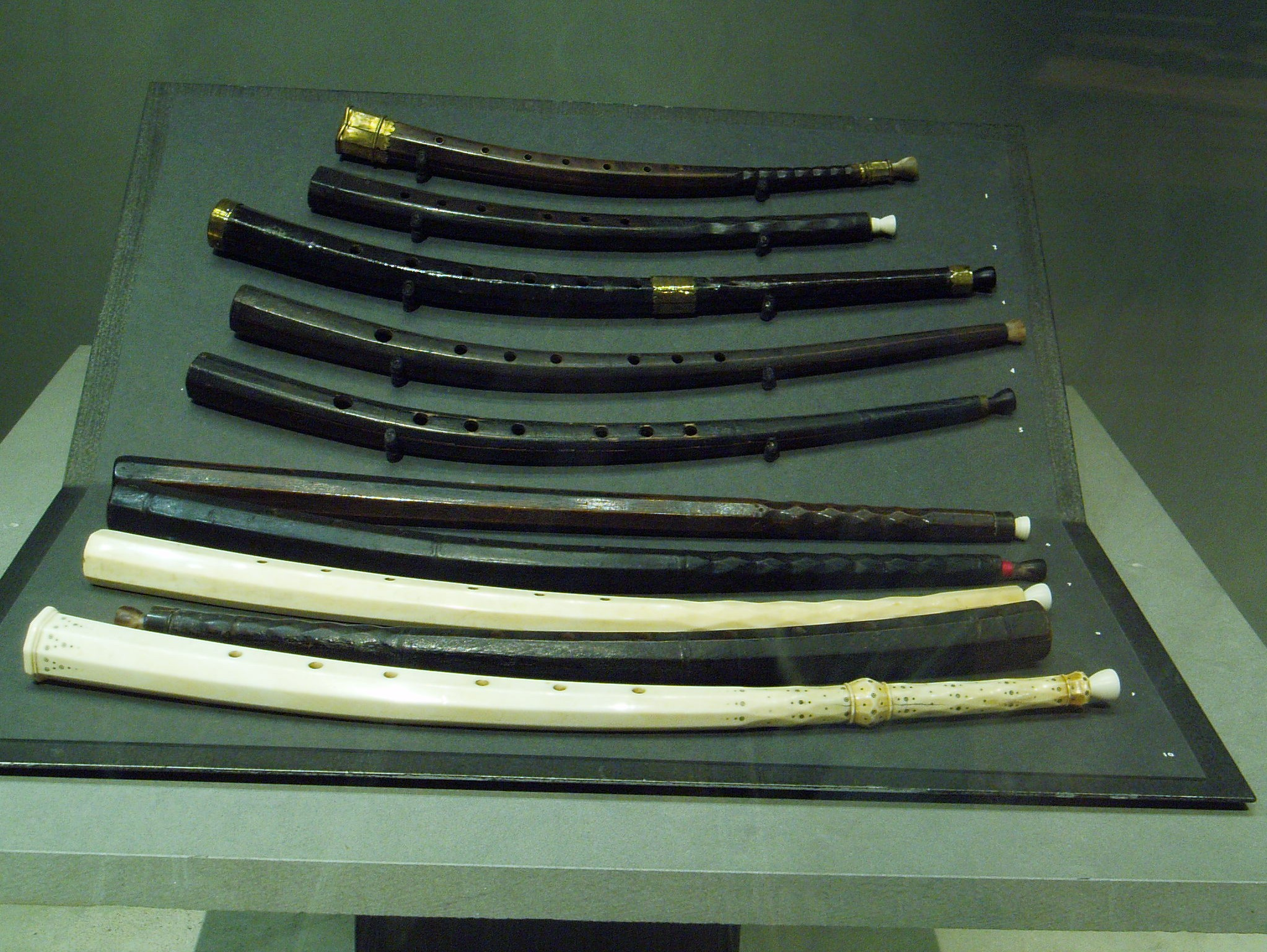
Sammlung von zehn verschiedenen historischen Zinken in gekrümmten und geraden Formen, in hellen und dunklen Materialien, mit metallischen und nichtmetallischen Mundstücken, unverziert und mit Schnitzmuster ausgerüstet; Vitrine im Musikmuseum in der Cité de la musique von Paris

## Archive für Autographe und historische Notendrucke der Alten Musik (Auswahl)

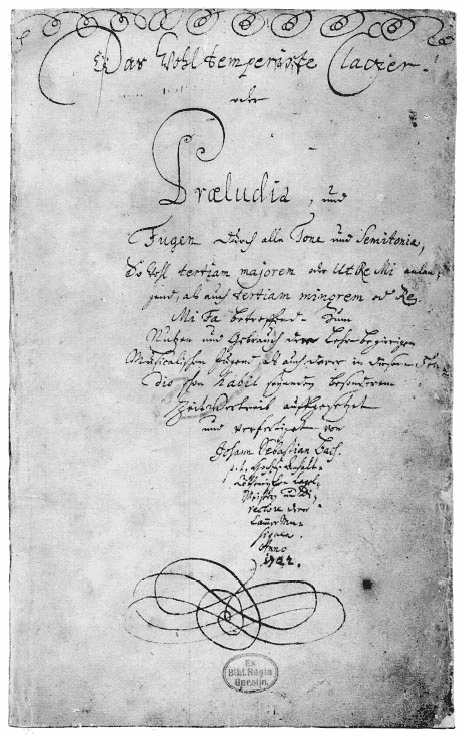
Ein Autograph von Johann Sebastian Bach, das Titelblatt des Wohltemperierten Claviers

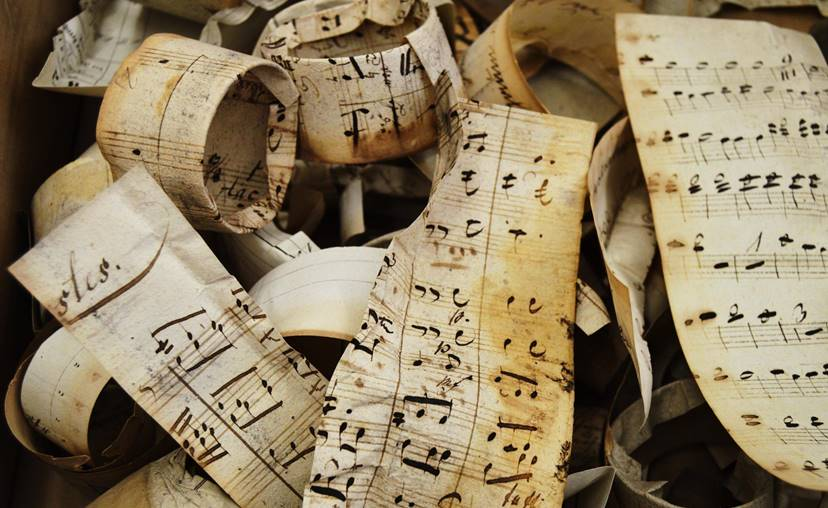
Alte Noten, die als Dichtungsmaterial in einer Thüringer Kirchenorgel wiederverwendet wurden und die jetzt im Thüringer Landesmusikarchiv verwahrt werden

Mit der wachsenden Kenntnis und Wertschätzung Alter Musik kam es nach und nach auch zu einer gezielten Archivierung und Zugänglichmachung des historischen Notenmaterials dieser Musik, seien es Autographe, Handschriften oder frühe Notendrucke. Als Beispiele seien genannt:

### Archive
- seit 1950 das Bach-Archiv Leipzig
- seit 1954 das Deutsche Musikgeschichtliche Archiv, das die weltweit größte Mikrofilmsammlung mit Quellen vor allem zur deutschen Musikgeschichte des späten 15. bis frühen 19. Jahrhunderts darstellt. Alle Quellen im DMgA liegen auf Mikrofilmen bzw. Mikrofiches vor. Lag der Schwerpunkt zu Beginn auf dem Zeitraum der Alten Musik von 1450 bis 1700, so wurde die Sammlung des Archivs im Lauf der Zeit bis ins frühe 19. Jahrhundert erweitert.
- seit 1988 das Heinrich-Schütz-Archiv; inzwischen nennt sich die Einrichtung in Dresden mit einem deutlich erweiterten Auftrag Forschungsinstitut für mitteldeutsche Musikgeschichte. Die Bezeichnung  Archiv leitet sie von ihrer umfangreichen Mikrofilmsammlung von Text- und Notenquellen her.
- seit 2014 wieder neu zugänglich die Musiksammlung Benediktinerkloster Mariastein

### Bibliotheken
Die spätestens 719 gegründete Stiftsbibliothek St. Gallen gehört zu den bedeutendsten historischen Bibliotheken der Welt. Die Neumenhandschriften, insbesondere diejenigen aus dem Codex Sangallensis 359, haben für die Restitution des Gregorianischen Chorals große Bedeutung.
In der Staatsbibliothek zu Berlin befinden sich 80 Prozent aller Autographe Johann Sebastian Bachs, aber auch andere Werke aus dem Bereich der Alten Musik.
In der Herzog August Bibliothek in Wolfenbüttel werden Musikhandschriften der gesamten europäischen Musikgeschichte von der Einstimmigkeit bis zur Vorklassik aufbewahrt, wobei die Schwerpunkte im Mittelalter und in der Frühen Neuzeit liegen. Darunter Handschriften mit dem Repertoire der frühen Polyphonie der Kathedrale Notre Dame zu Paris, die Lautentabulaturen Philipp Hainhofers und die Erstfassung der Johannes-Passion von Heinrich Schütz.
Die British Library in London ist im Besitz von Notenblättern aus der Hand von Georg Friedrich Händel.
Die Musikbibliothek der Accademia Filarmonica in Bologna, der Padre Martini 17.000 Bände und Handschriften vermachte, zählt weltweit zu den bedeutendsten Sammlungen ihrer Art; ein großer Teil der Bestände ist bislang ungesichtet. Auch Carlo Antonio Campioni verfügte über eine reichhaltige Musikbibliothek, von der Charles Burney 1772 behauptete: Nächst dem Padre Martini hat er die größte Sammlung von alter Musik, besonders Madrigale vom 16. und 17. Jahrhundert, die ich jemals gesehen habe.
Die Musiksammlung der Österreichischen Nationalbibliothek ist das größte Musikarchiv Österreichs. Ein entscheidender Zuwachs war 1826 die Übernahme der Altbestände der Wiener Hofmusikkapelle mit Werken aus dem Bereich Alte Musik.
Die Bayerische Staatsbibliothek in München unterhält eine international bedeutende Musikbibliothek ersten Ranges mit reichen Beständen im Bereich Alte Musik, die bis in das 16. Jahrhundert zurückgehen und die über mehr als 1.400 Notendrucken aus dieser Zeit verfügt.
Auch in Landesbibliotheken finden sich oft große Bestände an Alter Musik; so bewahrt die Württembergische Landesbibliothek in Stuttgart viele mittelalterliche Musikhandschriften säkularisierter Klöster, etwa die Lorcher Chorbücher. Ebenso befinden sich großformatige Chorbücher der ehemaligen Hofkapelle Stuttgart und eine der größten Gesangbuchsammlungen Deutschlands mit historischen Chorälen.
Die Universitäts- und Landesbibliothek Darmstadt verwahrt in ihrer Musiksammlung 4.774 Autographe vor allem aus barocker und frühklassischer Zeit, in deren Zentrum das Gesamtwerk des Darmstädter Hofkapellmeisters Christoph Graupner steht.
Der Bestand der Diözesanbibliothek Münster umfasst auch die Santini-Sammlung des italienischen Priesters, Komponisten und Musik-Sammlers Fortunato Santini (1778–1861). Diese Sammlung, die sich seit 1855 im Besitz des Bistums Münster befindet und 1862 von Rom nach Münster verbracht wurde, gilt als eine der umfangreichsten und wertvollsten Quellen für italienische Musik. Sie enthält etwa 20.000 Titel in Form von ungefähr 4.500 Handschriften und 1.200 Drucken aus der Zeit vom 16. bis zum 19. Jahrhundert.
Die Fürstlich zu Bentheim-Tecklenburgische Musikbibliothek Rheda besitzt 985 Handschriften und 1053 gedruckte Musikalien. Der in Hohenlimburg aufgebaute ältere Bestand weist vor allem Handschriften auf, aber auch Musikdrucke der Amsterdamer Verlage Estienne Roger und Michel-Charles Le Cène wie etwa von Arcangelo Corelli, Willem de Fesch, John Loeillet, Georg Philipp Telemann und Antonio Vivaldi.
Die Fürst zu Bentheimsche Musikaliensammlung Burgsteinfurt ist eine im 18. Jahrhundert angelegte Musikbibliothek des Fürstenhaus zu Bentheim und Steinfurt. Die Musikaliensammlung enthält 734 Handschriften, 1152 gedruckte Musikalien, fast 500 Textbücher (Opernlibretti und Theatertexte) sowie einige theoretische Schriften wie u. a. musikalische Zeitschriften und Verlagskataloge.
Die Musiksammlung Nordkirchen gehört seit 1991 zum Bestand der Universitäts- und Landesbibliothek Münster (Nordrhein-Westfalen).

### Historische Sammelbände und Sammlungen

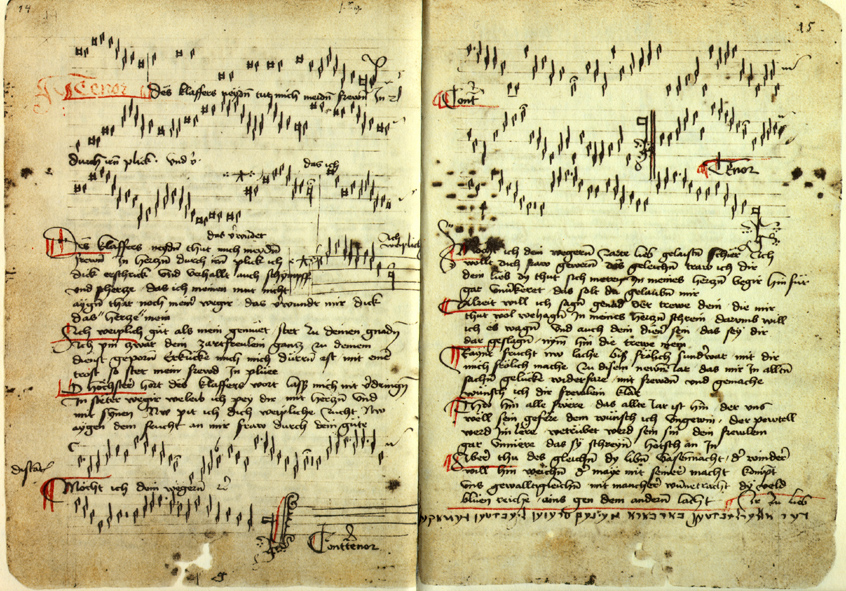
Doppelseite aus dem Lochamer Liederbuch, einer umfangreichen Sammlung deutschsprachiger Lieder am Übergang vom Spätmittelalter zur Renaissance

Zuweilen haben sich Zusammenstellungen der Mittelalter-, Renaissance- und Barockmusik in alten Ausgaben, Sammlungen und Archiven erhalten, die verschiedene Komponisten oder Werke aus diversen Quellen in historischer Weise bündeln.
- Das Buxheimer Orgelbuch ist eine historische Sammlung von alter Orgelmusik ab 1460
- Die Linzer Orgeltabulatur ist eine historische Sammlung von Orgelmusik ab 1611
- Der Schranck No: II war ein Notenschrank in der Katholischen Hofkirche in Dresden, in dem die von Johann Georg Pisendel im 18. Jahrhundert zusammengetragene Notensammlung für Instrumentalwerke lagerten. Die Bedeutung dieser Sammlung, die ca. 1800 Musikalien umfasst, liegt in ihrem einzigartigen Aufbau, der das komplette Instrumental-Repertoire der Dresdner Hofkapelle zu Zeiten Augusts des Starken widerspiegelt
- Das Fitzwilliam Virginal Book, zwischenzeitlich auch „Queen Elizabeth's Virginal Book“ genannt, sammelte Cembalomusik ab 1562
- Das Partiturbuch Ludwig, eine Sammlung von 114 Instrumentalstücken des 17. Jahrhunderts
- Die Dübensammlung, eine zwischen 1640 und 1720 durch Gustav Düben zusammengetragene Sammlung von etwa 2300 musikalischen Werken von über 300 benannten Komponisten, die sich in der Universitätsbibliothek Uppsala befindet
- Der Codex Rost, benannt nach dem Kopist und Sammler Franz Rost mit 156 Werken, heute in der Bibliothèque nationale de France
- Das Rostocker Liederbuch ist eine alte Sammlung deutscher, niederdeutscher und lateinischer Lieder aus dem Spätmittelalter, heute in der Universitätsbibliothek Rostock
- Das Lochamer-Liederbuch ist eine umfangreiche Sammlung deutschsprachiger Lieder am Übergang vom Spätmittelalter zur Renaissance und stammt aus der Mitte des 15. Jahrhunderts.

Noch ältere Musik aus der Frühzeit der Motette enthalten die Handschriftensammlungen
- Codex Montpellier
- Codex Bamberg

### Internetquellen

#### Music Encoding Initiative
Die Music Encoding Initiative hat seit dem 21. Jahrhundert Bedeutung für die Zugänglichkeit und Bearbeitung Alter Musik. Die Initiative dient zur Kodierung, zum Austausch und zur Archivierung von Musik. Das Projekt wird auf GitHub gehostet und von der Akademie der Wissenschaften und der Literatur betreut.

#### International Music Score Library Project
Das International Music Score Library Project (IMSLP, deutsch Internationales Notenbibliothek-Projekt), seit Juli 2008 auch mit dem Untertitel Petrucci Music Library, Ottaviano Petrucci gewidmet, ist ein Projekt zur Schaffung einer Online-Bibliothek für gemeinfreie (public domain) Musiknoten (Free Sheet Music). Das IMSLP wurde von Edward W. Guo, einem Musikstudenten des New England Conservatory of Music, gegründet. Es arbeitet nach dem Wiki-Prinzip und mit der Software MediaWiki. IMSLP präsentiert viele Werke aus dem Bereich der Alten Musik.

### Verluste, Makulatur und Kriegsbeute

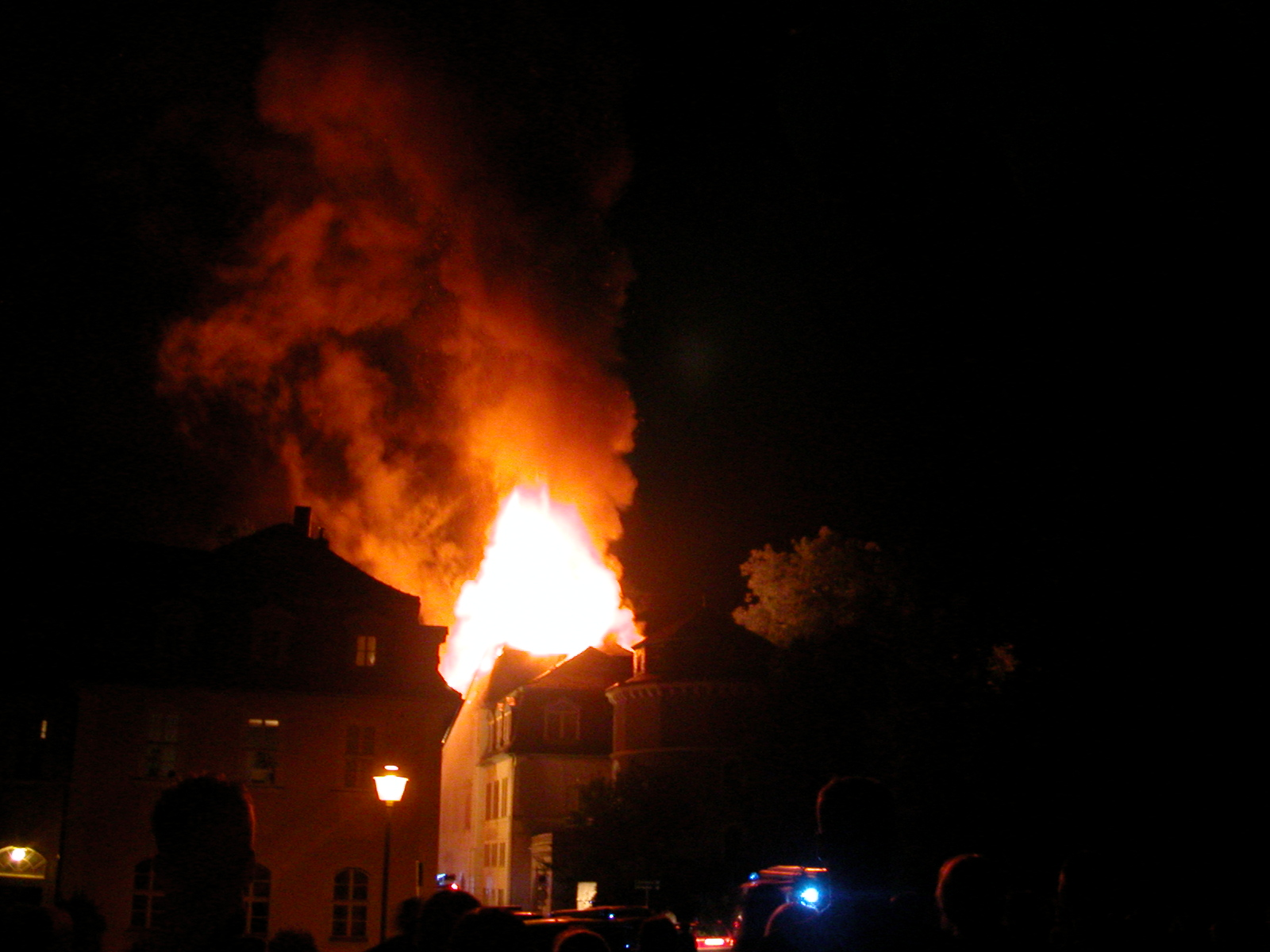
Brand der Herzogin-Anna-Amalia-Bibliothek am 2. September 2004, bei dem viele Musikalien der Alten Musik verloren gingen

Der Nachfolger von Samuel Franck, Caspar Ruetz berichtet, dass die meisten Manuskripte seiner Vorgänger zu Makulatur gemacht oder zum Feueranzünden gebraucht wurden. Dies zeigt exemplarisch, dass weite Bereiche Alter Musik von nachfolgenden Generationen nicht immer als erhaltenswert und archivwürdig eingeschätzt wurden; ganz zu schweigen vom Willen, solche Werke einzuüben und wieder öffentlich hörbar zu machen.
Gerade bei Heinrich Schütz, Dietrich Buxtehude und Johann Sebastian Bach gelten Teile des Gesamtwerkes ebenfalls als verschollen.
Stark von Verlusten betroffen ist nach einem Großbrand 2004 in der Weimarer Herzogin-Anna-Amalia-Bibliothek die Herzogliche Musikaliensammlung und weitere Musikalien des historischen Bestandes – sowohl Handschriften als auch seltene Drucke. Unter den Verlusten befindet sich etwa ein Stimmbuch des Komponisten Orlando di Lasso aus dem Jahr 1588.
Zu den Verlusten des 20. Jahrhunderts rechnet man auch die Musikaliensammlung der Cembalistin Wanda Landowska. Sie musste ihre umfangreiche Musikbibliothek, wertvolle Handschriften sowie ihre berühmte Sammlung von Musikinstrumenten in Paris zurücklassen. Am 20. September 1940 beschlagnahmte Herbert Gerigk vom „Sonderstab Musik“ im Einsatzstab Reichsleiter Rosenberg für die besetzten Gebiete (ERR) ihr Eigentum und ließ ihre kostbaren Instrumente in 54 Spezialkisten verpackt nach Berlin schaffen. Offiziellen Protesten gegen den Kunstraub aus französischem Kulturbesitz widersprach man mit dem Argument, Landowska sei keine Französin, sondern eine Jüdin mit polnischem Pass.
Große Teile ihrer Sammlung gelten auch im 21. Jahrhundert als verschollen und im Bombenkrieg zerstört. Verschiedene Instrumente tauchten später bei Auktionen in Belgien, Kanada und Australien auf. Eine Entschädigungszahlung erhielt Wanda Landowska nicht.

### Unsicherheiten bei der Zuschreibung von Werken
Weil Alte Musik teilweise von der nachfolgenden Generation wenig oder gar keine Wertschätzung erfahren hat, kam es infolgedessen auch zu ungenügender Dokumentation. Das „Gesamtwerk“ eines Komponisten wurde nach dessen Tod nicht sichtbar, weil wichtige Werke von ihm zu Lebzeiten nicht vollständig und eindeutig erfasst worden sind. Musikwerke und die dazugehörenden klaren Zuschreibungen zu einem Komponisten gerieten auf diese Weise in Vergessenheit. Werke wurde zwar noch weiter überliefert, konnten ihrem Schöpfer aber nicht mehr oder nicht korrekt zugeordnet werden. Auch die Verwendung von Pseudonymen machte das Erkennen eines Urhebers musikalischer Werke nicht einfacher. Als Mitglied der Accademia dell’Arcadia publizierte beispielsweise Alessandro Marcello seine Werke unter seinem „arkadischen“ Pseudonym Eterio Stinfalico.
In modernen Werkausgaben werden auch Werke mit einem Fragezeichen erfasst, bei denen eine Zuschreibung zum Werkkorpus eines Komponisten nur vermutet werden kann, also auch da, wo für Historiker die belastbaren Quellen für Zuweisungen und Einordnungen fehlen. Solche Werke erscheinen oft bei genügend Evidenz trotzdem im Rahmen von Gesamtausgaben in einem Anhang mit kritischem Bericht. Beim Bach-Werke-Verzeichnis (BWV) oder beispielsweise bei der Gesamtausgabe von Johann Hermann Schein wurde mit fraglichen Werken so verfahren. In der Neuen Schütz-Ausgabe heißt der 44. Band: „Werke zweifelhafter Echtheit“. In manchen Fällen muss man möglicherweise von einer mehr oder weniger bewussten Fälschung ausgehen. Bei Johann Sebastian Bach stellt sich die Lage in der Gesamtausgabe folgendermaßen dar:
- BWV Anh. 190–200 – Verschollene Werke und Fragmente
- BWV Anh. 201–207 – Zweifelhafte Werke
- BWV Anh. 208 – Fälschlicherweise zugeschriebene Werke

Die Einschätzung im Hinblick auf Echtheit und fälschliche Zuschreibung schwankt gelegentlich, je nach Forschungsperspektive. Bekanntes Beispiel dafür ist die Toccata und Fuge d-Moll BWV 565 von Bach. In den letzten Jahrzehnten wurden vermehrt Zweifel an Bachs Urheberschaft geäußert. Vor allem Peter Williams und später Rolf Dietrich Claus versuchten zu zeigen, dass die stilistischen Eigenarten stark den zweifelsfrei unter Bachs Namen überlieferten Werken widersprechen. So wurde auch vermutet, dass Bach hier ein fremdes Werk abgeschrieben oder bearbeitet hat. Als dessen möglicher Autor wurde Johann Peter Kellner vorgeschlagen. Andere Theorien gehen davon aus, dass es sich um eine niedergeschriebene Improvisation Bachs handle oder dass dieses Werk eine Orgelbearbeitung einer Violinkomposition Bachs darstellen könnte.
Bei Bachs Sechzehn Konzerten für Cembalo solo (BWV 972–987) handelt es sich um Werke fremder Komponisten – sechs dieser Konzerte stammen von Antonio Vivaldi, andere von Benedetto Marcello und Georg Philipp Telemann.
Ein weiteres Beispiel ist das Adagio g-Moll, das häufig Tomaso Albinoni zugeschrieben wird, aber nicht Bestandteil der Albinoni-Gesamtausgabe ist, sondern von dem italienischen Musikwissenschaftler und Komponisten Remo Giazotto stammt. Obwohl sich dieses Adagio stilistisch stark von Albinonis echten Werken unterscheidet, trug es in hohem Maße zur Wiederentdeckung dieses zwei Jahrhunderte lang weitgehend vergessenen Barockkomponisten bei. Zahlreiche Kammerorchester und Ensembles nahmen es in ihr Repertoire auf und spielten es auf Schallplatte bzw. CD ein, oft in Kombination mit anderen Werken Albinonis.

## Wiederentdeckung und Herausforderungen (Chronologie)

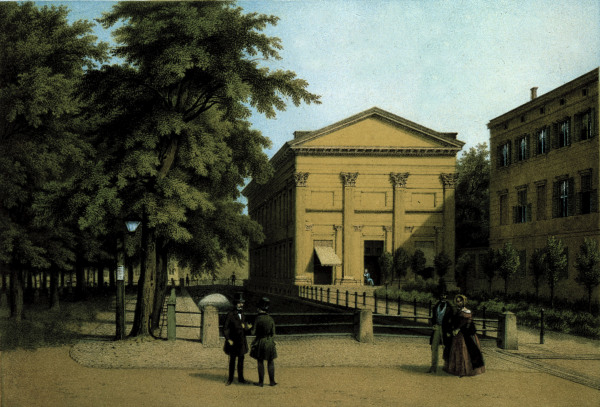
Auch die Sing-Akademie zu Berlin war – neben Leipzig – ein wichtiger Ort für die Bach-Renaissance im 19. Jahrhundert

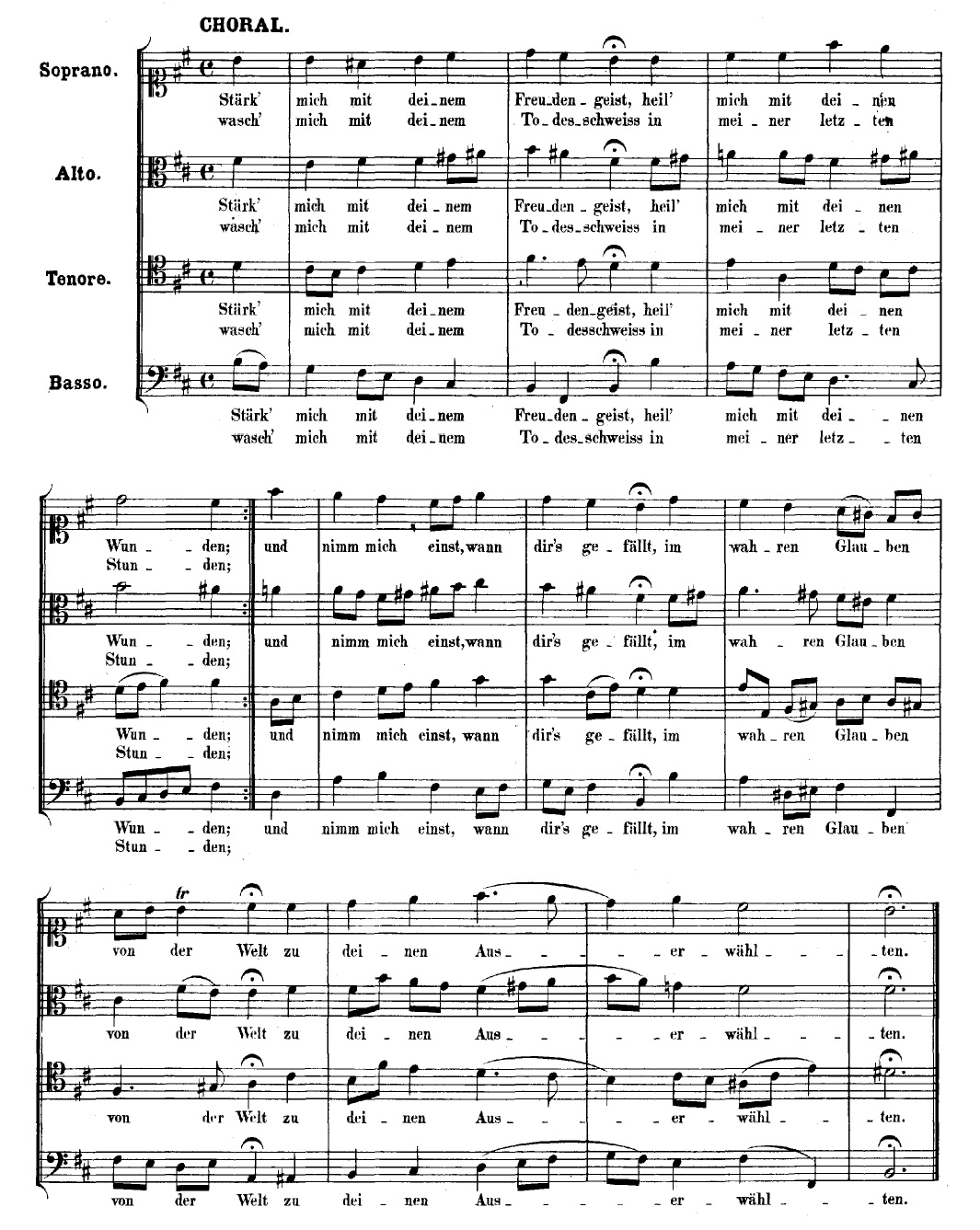
Seite mit dem Schlusschoral zur Kantate Herr Jesu Christ, du höchstes Gut, BWV 113 in der Fassung der ersten Gesamtausgabe der Bachwerke des 19. Jahrhunderts mit vier verschiedenen Notenschlüsseln

### Anfänge der Wiederentdeckung im 19. Jahrhundert

#### Bach-Renaissance
Die Wiederaufführung von Johann Sebastian Bachs Matthäuspassion durch Felix Mendelssohn Bartholdy im Jahre 1829, rund 100 Jahre nach der Uraufführung in Leipzig, erweckte Interesse an Alter Musik. Eine erste Gesamtausgabe der Werke J. S. Bachs, wurde 1851 begonnen, der noch im 19. Jahrhundert etliche weitere sogenannte Denkmalausgaben folgten. 1850 wurde die Bach-Gesellschaft Leipzig gegründet. Carl Friedrich Rungenhagen führte die Wiederbelebung der Musik Johann Sebastian Bachs fort und widmete sich zugleich der Pflege der Oratorien von Georg Friedrich Händel.
Gustav Nottebohm schuf 1865 die Variationen über ein Thema von Johann Sebastian Bach in d-Moll für Klavier zu vier Händen, op. 17 und nahm damit bewusst den Faden zur Barockzeit wieder auf. Max Reger bearbeitete zahlreiche Werke von Bach für Klavier zu vier Händen.
→ Siehe: Bach-Renaissance im 19. Jahrhundert und Bach-Renaissance

#### Erwachendes Interesse an Alter Musik in Europa
Raphael Georg Kiesewetter in Wien erwarb ebenfalls bleibende Verdienste um die Wiederentdeckung Alter Musik. Er gründete einen kleinen Chor, mit dem er von 1816 bis 1842 seine Historischen Hauskonzerte durchführte und dabei Kompositionen der Alten Musik aus dem Bereich der Vokalmusik des 16. bis 18. Jahrhunderts bekannt machte. Um diese Hauskonzerte mit aufführbaren Musikwerken zu ermöglichen, hatte Kiesewetter begonnen, eine Notensammlung anzulegen, die aus Abschriften von nur in Handschriften vorliegenden kirchenmusikalischen Werken gebildet wurde. Durch die Mithilfe von Freunden wuchs seine Partiturensammlung im Lauf der Jahre zu einer stattlichen Bibliothek an.
Kiesewetter hat darüber hinaus auch das Problem der Stimmtonhöhe und der historischen Temperaturen frühzeitig erkannt und erste Gedanken dazu veröffentlicht. Beim Studium der altklassischen Polyphonie eines Giovanni Pierluigi da Palestrina und Gregorio Allegri sind ihm die extrem hoch oder tief geführten Stimmen aufgefallen, die bei der Ausführung seinen Chormitgliedern zuweilen extreme Schwierigkeiten bereiteten.
Alexandre-Étienne Choron (1772–1834) betrieb am »Conservatoire de musique classique et réligieuse« auch in Frankreich eine Abkehr von der zeitgenössischen instrumentalen Musik hin zur Vokalmusik Bachs oder Palestrinas. Choron veranstaltete zwischen 1827 und 1830 jeweils zweimal wöchentlich Aufführungen Alter Musik, bei denen Werke von Clément Janequin, Nicolas Gombert, Gregorio Allegri, Giacomo Carissimi, aber auch Palestrina und Händel zu hören waren.
Der Priester Fortunato Santini (1778–1861) sammelte in Rom ebenfalls Manuskripte aus dem Bereich der Alten Musik. Bei der Anlage seiner Sammlung scheint Santini geholfen zu haben, dass die Eigentümer alter Manuskripte diesen oftmals keine besondere Bedeutung beimaßen. Außerdem wurden zur Zeit der französischen Besatzung Italiens viele klösterliche Bibliotheken aufgelöst, so dass es verhältnismäßig einfach war, die gesuchten Manuskripte auch zu erwerben.

#### Historismus und erwachendes Interesse an Musikhistorie
Das wissenschaftliche Interesse am Notenbestand und Instrumentarium der Alten Musik erwachte im 19. Jahrhundert und fand 1888 seinen Niederschlag in der Gründung eines Staatlichen Institutes für Musikforschung und im Musikinstrumenten-Museum Berlin.
Neben dem Sammeln, Herausgeben und schließlich Musizieren alter Vokalmusik ist parallel dazu ein historisch-wissenschaftliches Bemühen zu beobachten, das durch Martin Gerbert (1720–1793), Johann Nikolaus Forkel (1749–1818), Padre Martini (1706–1784), in England durch Charles Burney (1726–1814) und John Hawkins (1719–1789), in Frankreich und Belgien durch François-Joseph Fétis (1784–1871), vor allem aber durch Carl von Winterfeld (1784–1852) in Berlin eine Intensivierung erfuhr.
1899 kam es in München zur Gründung einer Gesellschaft zur Herausgabe von Denkmälern der Tonkunst in Bayern. Damit wurden Werke unter anderem von Evaristo Felice Dall’Abaco, Johann Caspar von Kerll, Johann Pachelbel und Ludwig Senfl zugänglich.

#### Restitution des Gregorianischen Chorals
Der Gregorianische Choral fand Ende des 19. Jahrhunderts seine Restitution. Es gelang die Wiederherstellung der mittelalterlichen Melodien und Rhythmen in der Neuzeit.
→ Siehe: Restitution des Gregorianischen Chorals

#### Cäcilianismus
Der Cäcilianismus – benannt nach der frühchristlichen Märtyrin Cäcilia von Rom – war eine katholische kirchenmusikalische Restaurationsbewegung des 19. Jahrhunderts und verlangte die Rückbesinnung auf einen an Palestrina angelehnten A-cappella-Stil, für den die Vertreter des Cäcilianismus den Begriff der altklassischen Vokalpolyphonie prägten. Hermann Bäuerle besorgte eine Neuausgabe von Werken der Vokalpolyphonie in der „Bibliothek altklassischer Kirchenmusik in moderner Notation“ mit Werken von Giovanni Pierluigi da Palestrina, Orlando di Lasso, Tomás Luis de Victoria, Johann Joseph Fux, Hans Leo Hassler, Giovanni Battista Casali, Antonio Lotti, Giovanni Gabrieli, Lodovico Grossi da Viadana u. a. und gleichzeitig die Übertragung des gregorianischen Chorals in einer Reformnotenschrift. Er eröffnete damit vielen Chören den leichteren Zugang zur Alten Musik.
Im evangelischen Bereich gilt Eduard Grell neben Siegfried Dehn und Heinrich Bellermann als Mitbegründer einer Palestrina-Renaissance.

### Erste Hälfte des 20. Jahrhunderts

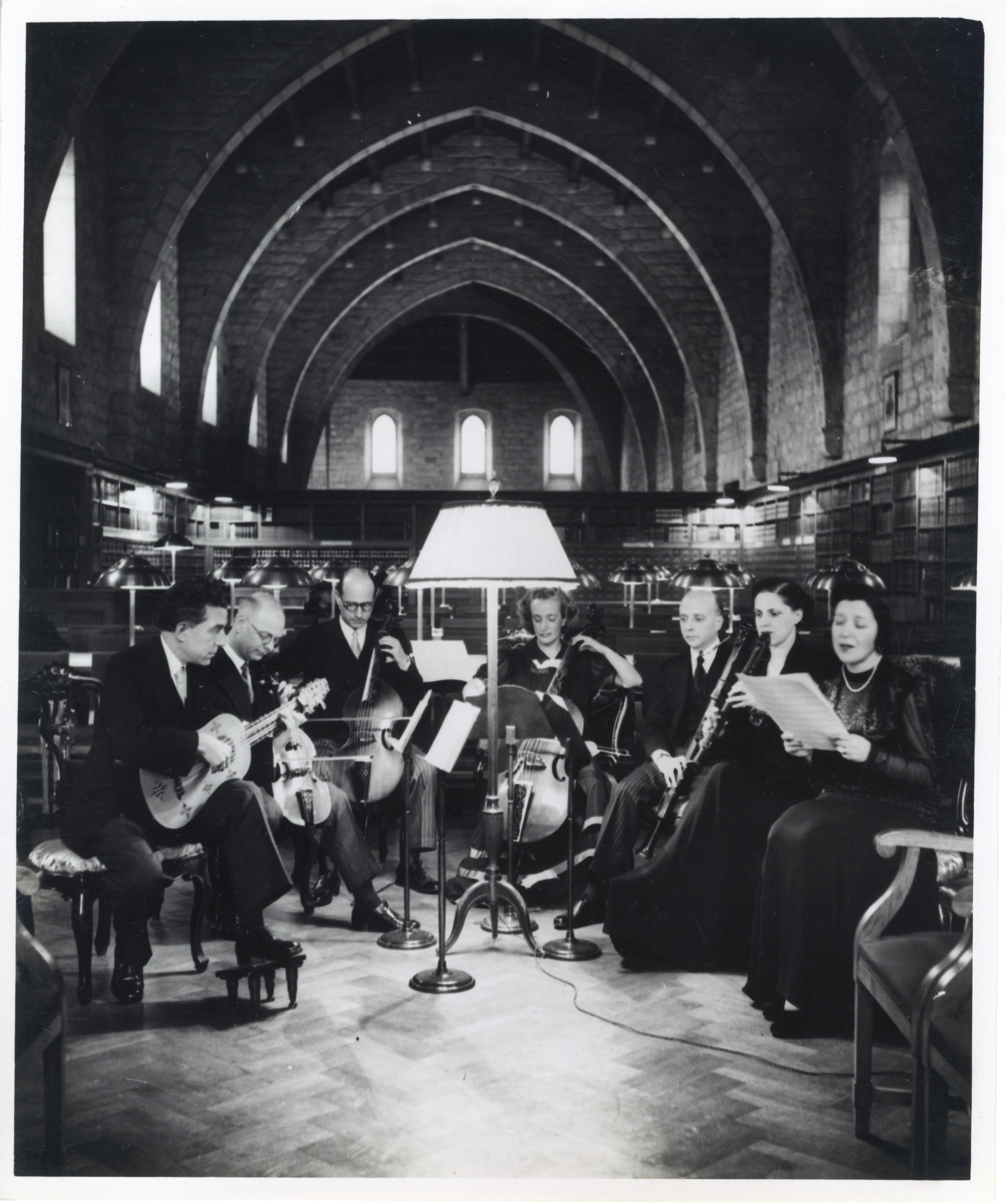
Die Gruppe Ars Musicae de Barcelona 1941 im gotischen „Hospital de la Santa Creu“, der heutigen Biblioteca de Catalunya. Das Ensemble war weltweit eine der Pioniergruppen, die sich dem Thema Alte Musik und historische Aufführungspraxis stellte.

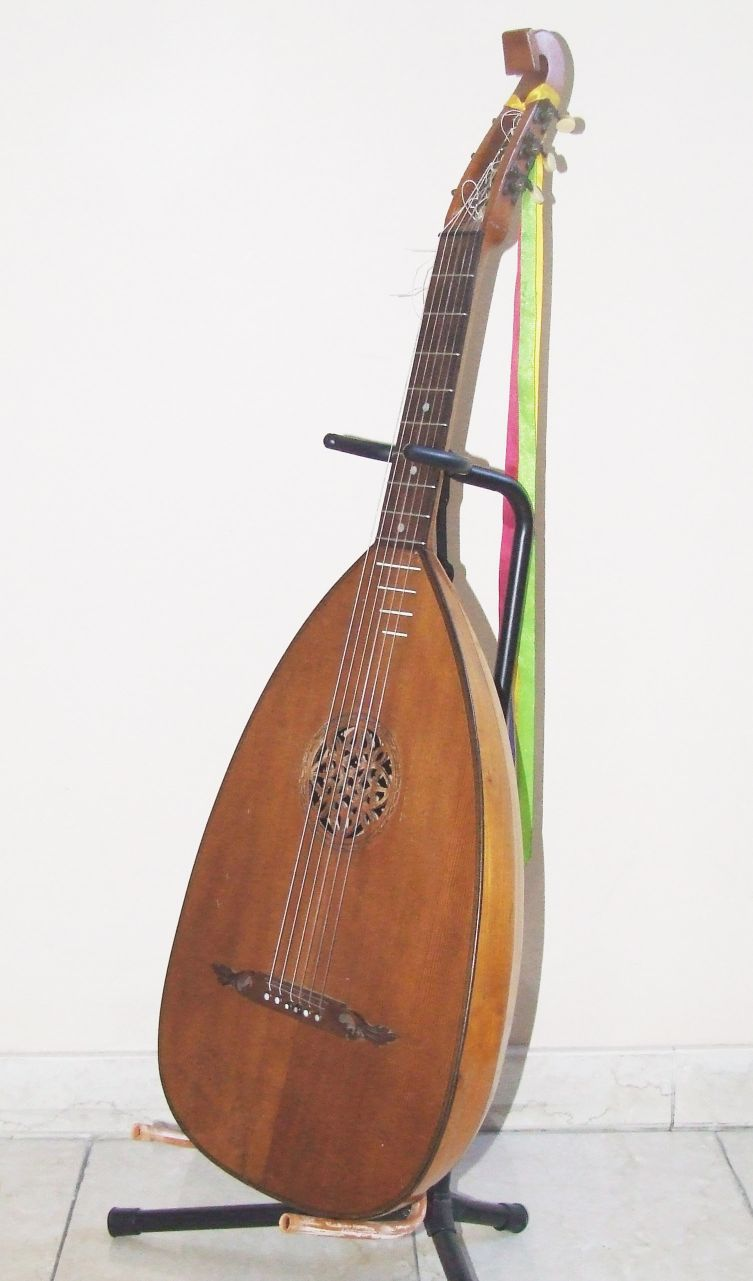
Die Gitarrenlauten (siehe Abbildung) und die Deutsche Basslaute kamen zu Beginn des 20. Jahrhunderts in Mode und bedienten sich in ihrer Gestalt bewusst wieder der historisch überlieferten Formen, der Lauten des 16. Jahrhunderts und der Barocklauten

#### Musikwissenschaft und Musikphilologie
Auch Vertreter der Musikwissenschaft waren im Auffinden Alter Musik in Europa engagiert.
Gian Francesco Malipiero beschäftigte sich seit 1902 mit der älteren italienischen Musik. So entdeckte er in der Biblioteca Marciana die Werke von Claudio Monteverdi, Girolamo Frescobaldi, Claudio Merulo und anderen. Von 1926 bis 1942 gab Malipiero eine Edition sämtlicher Werke Monteverdis heraus und ließ diese auf eigene Kosten drucken.
Ferdinand Saffe machte sich seit 1912 als Musikforscher um die Wiederentdeckung der Wolfenbütteler Meister des 17. Jahrhunderts verdient, darunter Johann Rosenmüller, Michael Praetorius, Johann Jakob Löwe von Eisenach und Julius Johann Weiland.
Auch Antonio Vivaldis Musik war nach seinem Tod im 18. Jahrhundert in Vergessenheit geraten. Erst ab Beginn des 20. Jahrhunderts begann man sich vermehrt für Vivaldi zu interessieren. Arnold Schering befasste sich in seiner Geschichte des Instrumentalkonzerts 1905 mit Vivaldis Musik. Alberto Gentilis Engagement galt seit 1926 der Wiederentdeckung zahlreicher Partituren Vivaldis. Ab 1947 beteiligte sich Malipiero auch an der Veröffentlichung der Instrumentalwerke Antonio Vivaldis. Die Wiederentdeckung von Vivaldis Musik im Konzertleben geschah zum großen Teil dank Alfredo Casellas Einsatz. 1939 veranstaltete er zusammen mit dem Dichter Ezra Pound in Siena eine Vivaldi-Festwoche. Seitdem ist Vivaldi wieder zu einer festen Größe im Repertoire der Barockmusik geworden.
Friedrich Ludwig leitete maßgeblich die Erforschung und Neubewertung der Alten Musik ein, indem er die Musik des Mittelalters theoretisch wie praktisch wieder zugänglich gemacht hat. Sein Forschungsgebiet war die Musik vor dem Palestrinastil, das heißt Ars antiqua, Ars nova und die Niederländische Polyphonie. Zu Ludwigs musikphilologischen Leistungen zählen die Erforschung des Organums, die Entzifferung der frühen Quadratnotation, die Entdeckung der Modalrhythmik in einstimmigen Liedern des 13. Jahrhunderts, die systematische Darstellung der Notre-Dame-Epoche und der Motettenkompositionen der Ars nova. Er übertrug eine Vielzahl mehrstimmiger Werke bis ins 15. Jahrhundert hinein und publizierte sie in kritischen Editionen. Dabei entdeckte Ludwig das Kompositionsprinzip der Isorhythmie, deren Bezeichnung er auch prägte.

#### Jugendmusik-, Wandervogel- und Gambenbewegung
Eine Rückbesinnung auf Musik und Instrumente des 16. und 17. Jahrhunderts im Rahmen der Jugendmusikbewegung erfolgte in den 1920er-Jahren, die ähnlich der Wandervogel-Bewegung eine Form des Protestes gegen das – in diesem Fall künstlerische – Establishment war (sog. Gambenbewegung, auch Fideln, Zinken, Blockflöten u. a. Instrumente). Vor allem durch die historische Aufführungspraxis erlebte die Viola da gamba seit Beginn des 20. Jahrhunderts eine Renaissance.
Lieder aus dem spätmittelalterlichen Lochamer Liederbuch werden ab 1904 in Der Zupfgeigenhansl (was sinngemäß „Spieler der Gitarrenlaute“ bedeutet) aufgenommen, der Name eines Liederbuchs des Wandervogels und der Jugendbewegung. Die dortigen Lieder prägten den Liedschatz der Jugendbewegung stärker als jedes andere Buch, hatten aber auch wesentlichen Einfluss auf die Jugendmusikbewegung.
Das Alte-Musik-Repertoire betrachtete die Jugendmusikbewegung als leicht ausführbar. Auch wurde sie unter dem Aspekt der Eignung für das Laienmusizierens ausgewählt. Die Alte Musik war für die Jugendmusikbewegung somit das Repertoire schlechthin, um Musiziervorstellungen zu verwirklichen, die sie in der zeitgenössischen Musik noch nicht und in der romantisch-spätromantischen Musik nicht mehr verwirklicht sah.
Dieter Gutknecht bemerkt: „Wenn manchmal noch heute das Für und Wider von Alter Musik und Aufführungspraxis nicht vorurteilslos diskutiert wird, hat das seine Ursache in Mißverständnissen, die auf die Zeit der Jugendmusikbewegung zurückgehen. Alte Musik = Laienmusik oder Musik minderen künstlerischen Ranges, Aufführungspraxis = sektiererische ›Anti-Haltung‹ – Vorurteile wie diese standen der Integration der Alten Musik in unser Konzertleben und leider auch ihrer Berücksichtigung in den Lehrplänen der Musikhochschulen lange Zeit im Wege.“

#### Orgelbewegung
Albert Schweitzer veröffentlichte 1906 zwei Schriften: „Zurück zur wahren Orgel“ und „Die Orgel der Zukunft“. Er wandte sich dabei gegen die „moderne Fabrikorgel“ und sah in der elsässischen Orgeltradition der Silbermann-Familie das Vorbild für eine „Elsässische Orgelreform“. Ausgelöst wurde die Bewegung wesentlich durch die Wiederentdeckung von Barockorgeln, beispielsweise der Instrumente von Johann Andreas Silbermann im Elsass. Die Orgelbewegung nahm ihren Lauf und wandte sich gegen die Ideale der Romantik. Viele Orgelneubauten, die eine Synthese verschiedener historischer Stilelemente anstrebten, zeigten damit eine Nähe zu Schweitzers Vorstellungen. Schweitzer wirkte bewusstseinsbildend für die wachsende Wertschätzung alter Orgeln im frühen 20. Jahrhundert und damit indirekt auch für Alte Musik.
Einflussreich für die Orgelbewegung war auch der von dem Musikwissenschaftler Willibald Gurlitt angeregte Versuch, eine Renaissance-Orgel klanglich zu rekonstruieren. Oscar Walcker setzte 1921 diese Anregung mit dem Bau der „Freiburger Praetorius-Orgel“ um.

#### Moderne Rückgriffe auf Alte Musik
Eine historisierende Kompositionspraxis lässt sich bei Ottorino Respighi beobachten. Er wandte sich vor allem der italienischen Musik des Barock und der Renaissance zu, deren Musik er z. T. in ein neues Klanggewand goss (Orchestersuite Gli Uccelli [Die Vögel], 1927) oder benutzte, um Werke in stile antico wie z. B. Antiche danze ed arie per liuto zu schreiben.
Um 1920 entstanden weitere Bearbeitungen nach „alten Meistern“ im Sinne eines Rückgriffes auf die Komponisten und Stilmittel der Alten Musik, worunter Igor Strawinskis Pulcinella hervorsticht.
Henri Casadesus gilt als Autor einer konzertanten Sinfonie für Viola d’Amore, Kontrabass und Orchester, sowie von zwei Bratschenkonzerten im Stile von Georg Friedrich Händel (in h-Moll), Johann Christian Bach (in c-Moll) und von einem Violinkonzert im Stile von Luigi Boccherini (in D-Dur).
Carl Orff griff nach der Tonsprache mittelalterlicher Musik. Zur Entstehungszeit von Carmina Burana 1935, in welchem das Mittelalter auch musikalisch zum Ausdruck kommt, war noch kaum eine der originalen mittelalterlichen, in Neumen notierten Melodien rekonstruiert. So gestaltete er die Musik nach bereits bekannten Stilmerkmalen des Mittelalters wie etwa Bordunbegleitung und Kirchentonarten.
Die von Luigi Dallapiccola komponierten Werke Tartiniana (1951) und Tartiniana Seconda (1956) greifen auf Themen aus Sonaten Giuseppe Tartinis zurück.
Der Stile antico wurde von Jean Langlais in seiner Messe en style ancien von 1952 gepflegt, der auf Vorbildern der Alten Musik fußt.
→ Siehe auch: Neobarock#Musik, Neoklassizismus (Musik) und Tintinnabuli

#### Gesellschaften und frühe Ensembles für Alte Musik

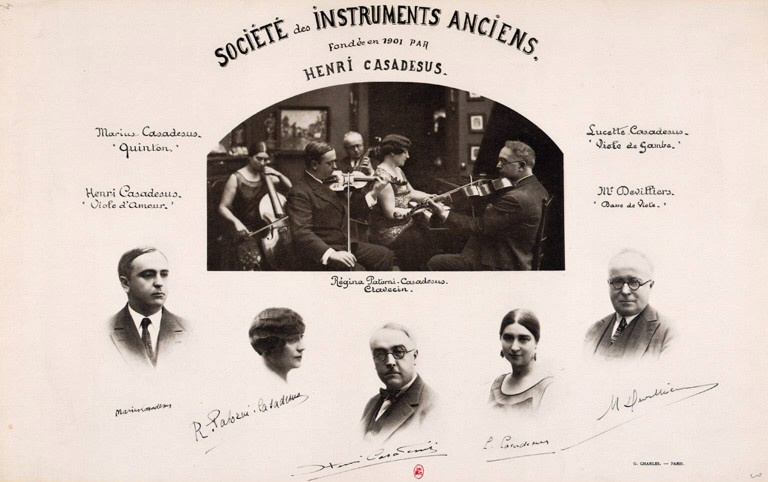
Société des Instruments Anciens fondée en 1901 par Henri Casadesus. Postkarte mit Henri Casadesus und seinem 1901 gegründeten Ensemble für Alte Musik
Bibliothèque nationale de France

In Frankreich gründeten 1901 Henri Casadesus (Viola d’amore) und Édouard Nanny (Kontrabass) die „Société de concerts des instruments anciens“ (Konzertgesellschaft für historische Instrumente), die unter der Präsidentschaft des Komponisten Camille Saint-Saëns stand. Ziel war die Wiederbelebung der Musik des 17. und 18. Jahrhunderts auf Originalinstrumenten.
Mit ähnlichen Zielen kam es in München vier Jahre später zur Gründung der Deutschen Vereinigung für Alte Musik.
Gotthold Frotscher gründete 1920 eine akademische Orchestervereinigung in Leipzig. Mit dem akademischen Orchester wurden viele historische Konzerte und Konzertreisen durch Sachsen zur Pflege Alter Musik unternommen. Rudolf von Ficker leitete die Aufführungen Musik der Gotik anlässlich der Beethoven-Zentenarfeier 1927 in Wien.
Die Nederlandse Bachvereniging wurde am 13. September 1921 offiziell ins Leben gerufen und ist das weltweit älteste Barockorchester, das sich auf die historische Aufführungspraxis von Barockmusik spezialisiert hat Ähnlich die Groningse Bachvereniging, ein niederländischer Chor, der von 1945 bis 1989 bestand und ebenfalls durch seine Aufführungen von Barockmusik in historischer Aufführungspraxis bekannt wurde.
Im Jahre 1925 gründete Arnold Dolmetsch an seinem Wohnort Haslemere in England ein jährlich stattfindendes Festival zur Wiederbelebung der Alten Musik. Ausführende waren zum Teil Freunde und die Mitglieder seiner Familie. Auf diesem Wege weckte er das Interesse an der Solo- und Ensemblemusik auf Lauten, Blockflöten, Gamben und Cembali. Nach dem Tod von Arnold Dolmetschs 1940 übernahm dessen Sohn Carl Dolmetsch die Leitung des Haslemere Festivals.
Anfang der 30er Jahre gaben Hanning Schröder, seine Frau Cornelia Schröder-Auerbach und der Instrumentenbauer Peter Harlan als „Harlan-Trio“ in ganz Deutschland zahlreiche Konzerte mit Mittelalter-, Renaissance- und Barock-Musik auf historischen Instrumenten. Cornelia Schröder-Auerbach war die treibende Kraft dieses Ensembles, organisierte den Großteil der Konzerte und gab daneben Vorlesungen über Alte Musik und die Praxis dieser historischen Aufführungen.
Josef Mertin begann 1934 ein Konzertleben mit Alter Musik in der Wiener Albertina und wurde somit zu einem österreichischen Wegbereiter historischer Aufführungspraxis.
Ars Musicae de Barcelona war ab 1935 ein katalanisches Vokal- und Instrumentalensemble aus Barcelona, das auf mittelalterliche und frühneuzeitliche Musik Kataloniens und Spaniens spezialisiert war. Das Ensemble war bis 1979 aktiv. Es wurde von Josep María Lamaña gegründet und widmete sich der Interpretation der Musik des Mittelalters, der Renaissance und des Frühbarock auf alten Originalinstrumenten oder auf Kopien solcher Instrumente. Das Ensemble war weltweit eine der Pioniergruppen, die sich den Themen Alte Musik und historische Aufführungspraxis stellte.
August Wenzinger trat mit Gustav Scheck und Fritz Neumeyer im Kammertrio für Alte Musik auf, einer Formation, die von 1935 bis 1965 bestand.
Arthur Mendel leitete von 1936 bis 1953 in New York die Cantata Singers, einen der ersten authentischen Barockchöre der USA.
Das Deller Consort wurde 1948 als ein englisches Vokal- und Instrumentalensemble von dem Countertenor Alfred Deller gegründet, das sich der frühen englischen Musik widmete. Alfred Deller war der erste wieder solistisch auftretende Counter-Tenor des 20. Jahrhunderts.
Auch wenn Karl Münchinger nicht zu den Verfechtern der historischen Aufführungspraxis gehörte, vertrat er schon ab 1945 ein von romantischen Vorstellungen befreites und entschlacktes Klangbild bei seinem Stuttgarter Kammerorchester. Geringstimmige Besetzungen, rigorose Einhaltung von Tempovorgaben sowie stilistische und interpretatorische Maßgaben der Komponisten galten ihm als Leitfaden seiner Interpretationen, die damit sehr früh durchweg von einem transparenten und homogen schlanken Klangbild geprägt waren.

### Zweite Hälfte des 20. Jahrhunderts

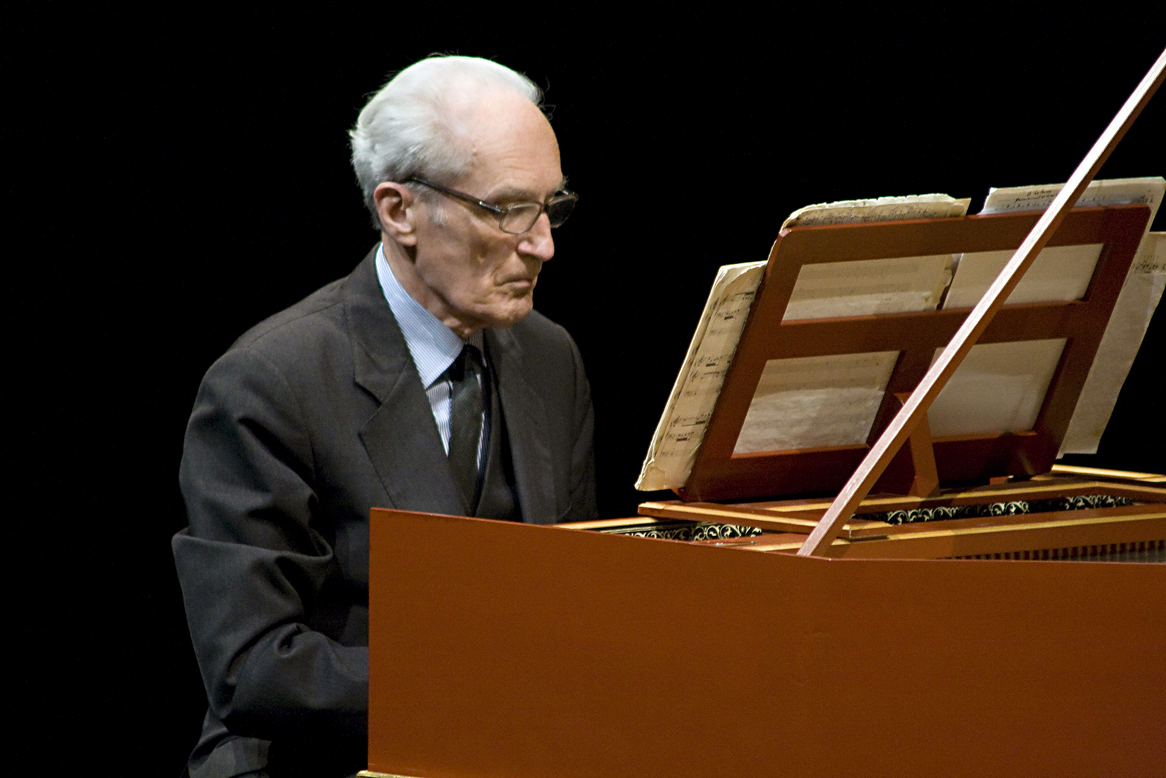
Der Dirigent und Cembalist Gustav Leonhardt 2009 beim MA Festival Brügge, einem internationalen Festival für Alte Musik

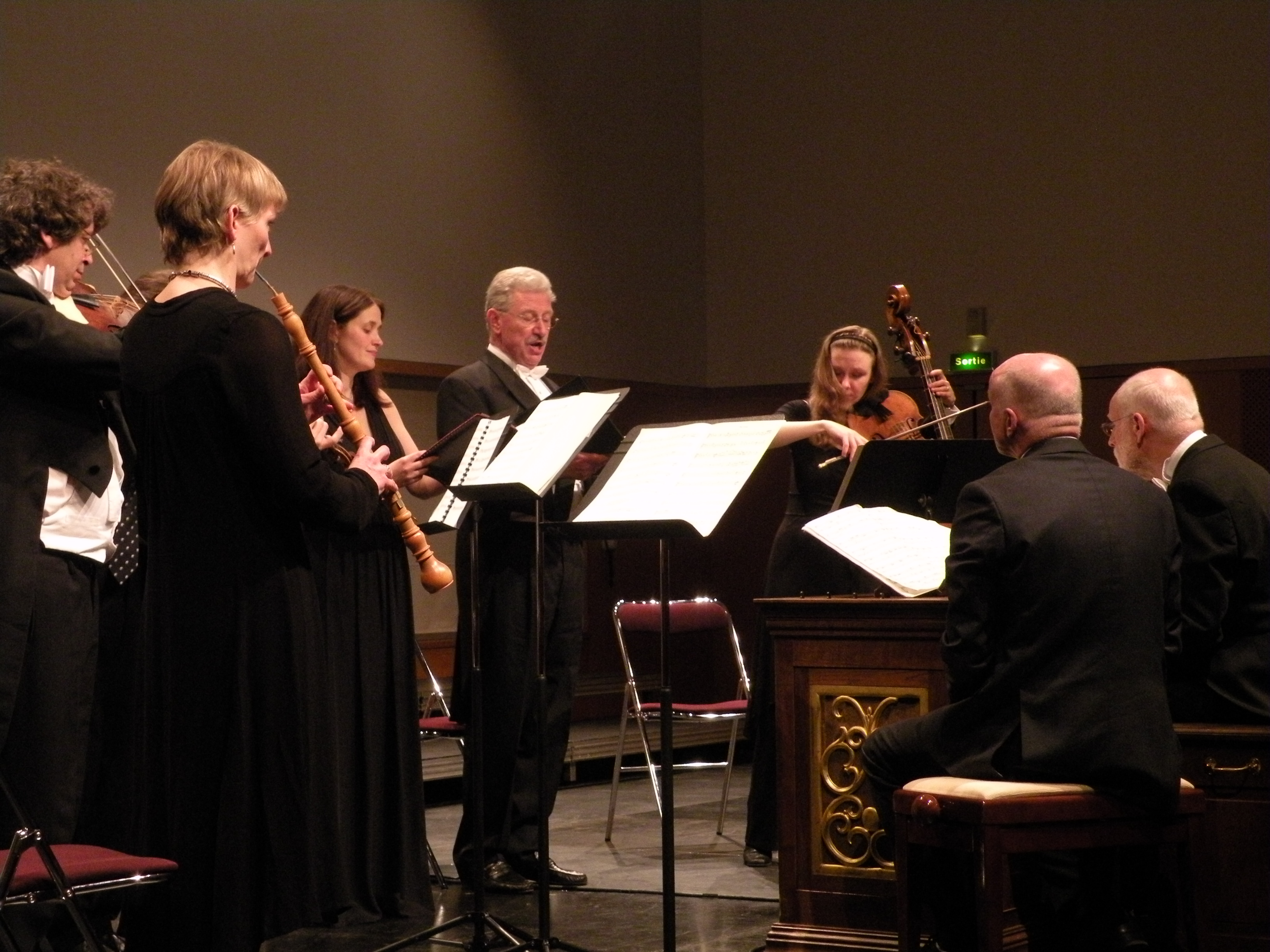
Das Amsterdam Baroque Orchestra unter Leitung seines Gründers Ton Koopman im Jahre 2009. Koopman sitzt vor seinem Tasteninstrument, während Streicher und Sänger um ihn herum stehen. Links eine Oboistin mit einer historischen Oboe d’amore, unter anderem erkennbar am historischen Liebesfuß

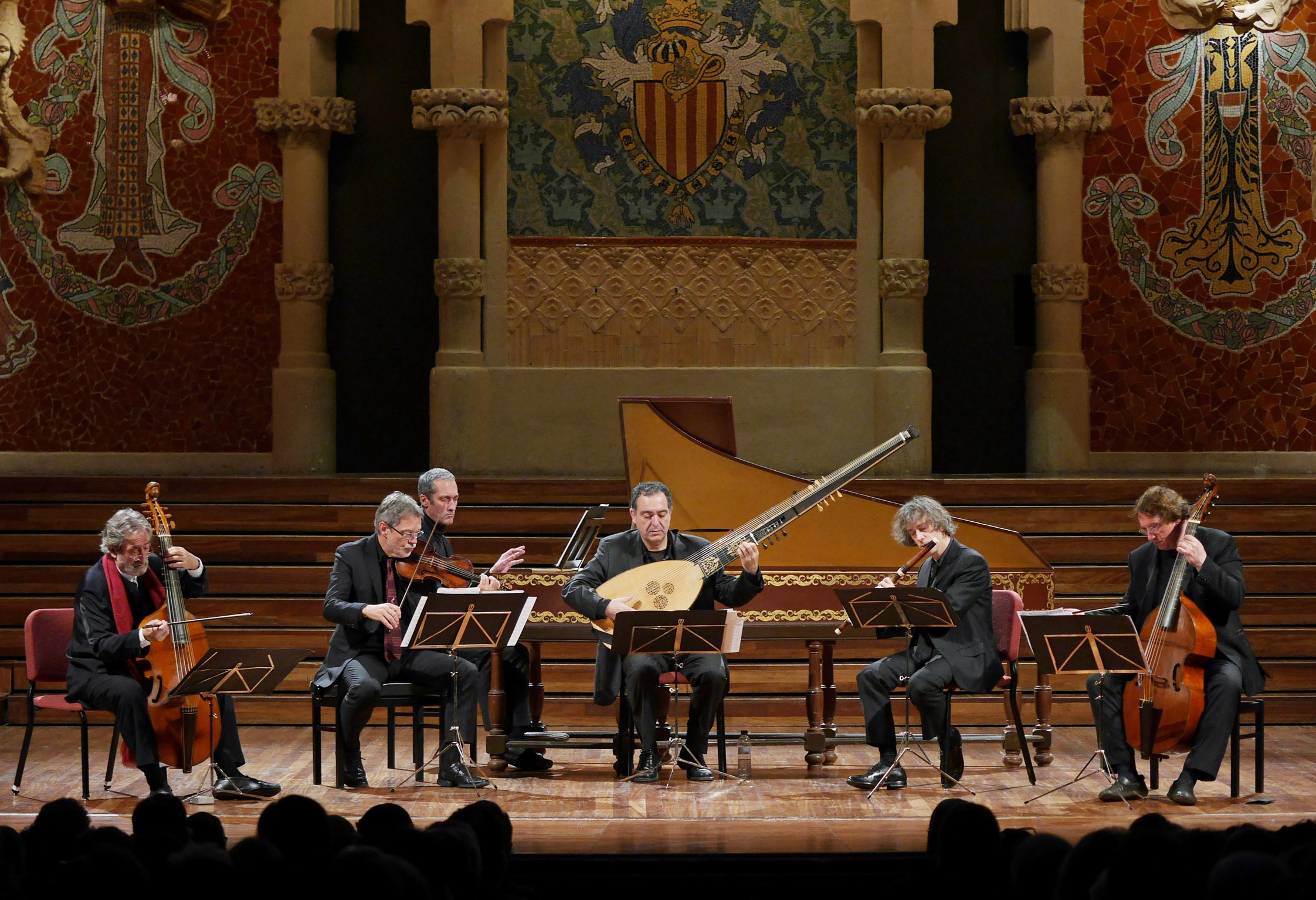
Jordi Savall links mit einem Ensemble für Alte Musik. Dazu gehört neben der Gambe Savalls (von links nach rechts) eine Barockvioline, eine Theorbe, eine Traversflöte und eine weitere Gambe. Im Hintergrund ein Cembalo

In der Zeit nach dem Zweiten Weltkrieg kam es in vielen europäischen Ländern zu einer Welle von wichtigen Neugründungen von Ensembles und Orchestern, die einerseits durch Einspielungen, andererseits durch Auftritte das neue Klangbild und Repertoire der Alten Musik einer breiteren Öffentlichkeit zugänglich machten:

#### 1950 bis 1969
- Bereits 1950 wurde der Knabenchor Hannover unter Heinz Hennig gegründet, der sich den Werken von Johann Sebastian Bach, Heinrich Schütz und Claudio Monteverdi zugewendet hat und wegweisende Einspielungen vorlegte.
- Ars Rediviva realisierte als erstes tschechoslowakisches Ensemble Aufnahmen zahlreicher Barockwerke, das 1951 vom Flötisten und Musikwissenschaftler Milan Munclinger und seiner Frau gegründet wurde.
- Mit der Gründung der Cappella Coloniensis im Jahre 1954 begann der Durchbruch der heutigen sogenannten historischen Aufführungspraxis als Grundstein für eine wissenschaftlich fundierte Auseinandersetzung mit der Alten Musik. Die gleichzeitig im Kölner WDR gesendeten Beiträge zur Geschichte der Alten Musik verhalfen parallel den praktischen Versuchen im Orchesterbereich zu ungeahnter Popularität.
- Das Alarius Ensemble war eine belgische Kammermusikformierung, die ab 1954 bestand. Die Formation widmete sich ab den 1960er Jahren – parallel zur zeitgenössischen Musik – der Alten Musik auf historischen Instrumenten. Das Ensemble wurde innerhalb kurzer Zeit für die damals noch als „Bewegung“ bezeichnete Pionierzeit der historischen Aufführungspraxis prägend, nicht zuletzt durch die Ermunterungen des Musikhistorikers Charles Van den Borren. Das Ensemble ging 1972 in der La Petite Bande auf. Den Kern dieses Ensembles bildete Sigiswald Kuijken mit seinen Brüdern Wieland und Barthold.[44] Das Ensemble machte Ersteinspielungen von Werken damals dem großen Publikum gänzlich unbekannter alter Meister, wie des flämischen Komponisten Carolus Hacquart; aber auch deutsche und italienische Barockmeister wie Johann Rosenmüller, Dario Castello, Carlo Farina und Giovanni Paolo Cima waren im Repertoire vertreten. Die Brandenburgischen Konzerte Bachs wurden erstmals mit Violoncello da Spalla, Naturtrompete, Jagdhörnern und dem „Basse de violon“, als Basso-continuo-Instrument eingespielt.
- Mit dem Leonhardt-Consort gründeten 1955 Gustav und Marie Leonhardt ein Ensemble, mit dem sie zahlreiche Einspielungen für die Serie DAS ALTE WERK des Labels Telefunken (später Teldec) vornahmen.
- Der Monteverdi-Chor Hamburg widmete sich ab 1955 der Alten Vokalmusik Italiens. Der Chor wurde von Jürgen Jürgens als „Chor am Italienischen Kulturinstitut“ gegründet. Die Benennung erfolgte zu einem Zeitpunkt, als Claudio Monteverdi ein noch weitgehend unbekannter Komponist war.
- Ebenfalls im Jahre 1955 liegen die Wurzeln des Ulsamer-Collegiums. Die Mitglieder musizierten auf historischen Instrumenten, meist Kopien nach Originalen aus diversen Museen und Sammlungen. Dessen Gründer Josef Ulsamer war von 1948 bis 1966 als Musikredakteur beim Bayerischen Rundfunk in Nürnberg tätig, wo er Mitbegründer der Sendung Musikalisches Tafelkonfekt war. Der Schwerpunkt der Sendung lag bei Alter Musik.[45]
- Bereits in den 1950er-Jahren begannen auch die Arbeiten des Dirigenten Nikolaus Harnoncourt zusammen mit seiner Ehepartnerin Alice Harnoncourt auf dem Gebiet der Bach-Interpretation; allerdings fanden unter Harnoncourt erst 1957 mit dem Concentus Musicus Wien erste Konzerte auf historischen Instrumenten statt. Parallel dazu beschäftigte sich in diesen Jahren Eduard Melkus ebenfalls in Wien mit den Vorläufern und Varianten der Violine, dem Rebec, der Lira da Braccio und der Viola d’amore.
- René Clemencic gründete 1957 das Ensemble Musica Antiqua, das sich in einer variablen Besetzung von 2 bis 50 Musikern der Historischen Aufführungspraxis verschrieb. 1968 gründete er ein neues Ensemble, das sich Clemencic Consort nannte.
- Das Studio der frühen Musik[46] war ein deutsches, in München ansässiges Kammerensemble, das speziell auf die Musik des Mittelalters und der Renaissance spezialisiert war. Die Gruppe bestand von 1960 bis 1977 und stand unter der Leitung des amerikanischen Lautenisten Thomas Binkley. Mit diesem Ensemble spielte Binkley über fünfzig Tonträger ein.
- Vor allem für Einspielungen und hochwertige Tonaufnahmen im Bereich der Alten Musik kam ab 1960 das Collegium Aureum zusammen. Wichtig waren vor allem Aufnahmen für die Deutsche Harmonia Mundi.
- Andrei Michailowitsch Wolkonski entwickelte sich in der UdSSR zu einem Pionier für Musik der Renaissance und Barock, die dort vorher kaum gespielt wurde. 1964 gründete er mit Madrigal sein eigenes Ensemble für Alte Musik.
- Das Vokalensemble Pro Cantione Antiqua war ab 1968 eine der frühesten Formationen, die sich Alter Musik widmete.

#### 1970 bis 1979
- Philippe Herreweghe beschäftigte sich mit dem 1970 von ihm gegründeten Collegium Vocale Gent sowohl mit vorbarocker Musik als auch mit wegweisenden Einspielungen der Kantaten von Johann Sebastian Bach.
- Mit Gründung der Musicalischen Compagney 1972 in Berlin gab es ein erstes Ensemble, das sich der vokal-instrumentalen Musik des 17. Jahrhunderts widmete. Die Berliner Lautten Compagney kam 1984 dazu, zuletzt 1986 noch die Berliner Barock-Compagney.
- Ebenfalls 1972 wurde The English Concert von Trevor Pinnock zusammen mit mehreren auf historischen Instrumenten spielenden Musikern als Kammermusikgruppe gegründet.
- In Estland gründete Andres Mustonen 1973 das Ensemble Hortus Musicus, mit dem er sich ein breites Repertoire erarbeitete, beim Label Melodija zahlreiche Werke der Alten Musik einspielte und viele internationale Konzertauftritte absolvierte.
- 1973 gründete Reinhard Goebel das Ensemble Musica Antiqua Köln, das sich vor allem auf die Orchester- und Ensemblewerke von Georg Philipp Telemann sowie der gesamten Bachfamilie konzentrierte.[47]
- Christopher Hogwood gründete an der University of Cambridge 1973 die Academy of Ancient Music; die Musiker leitete er vom Cembalo aus.
- Jordi Savall gründete 1974 zusammen mit seiner Ehepartnerin Montserrat Figueras Hespèrion XX, ein Ensemble, das sich speziell dem Repertoire der frühen Musik der iberischen Halbinsel verpflichtete.
- Das Hilliard Ensemble wurde 1974 als ein britisches Vokalensemble gegründet. Es konzentrierte sich auf Musik, die vor 1600 geschrieben wurde. Im Dezember 2014 löste sich das Ensemble auf.[48]
- 1975 kam es zur Gründung von Bärengässlin, einem Ensemble, das seinen Schwerpunkt bei der Erarbeitung authentischer Interpretationen von Liedern des Mittelalters und der frühen Neuzeit von Autoren wie Walther von der Vogelweide, dem Mönch von Salzburg, Oswald von Wolkenstein, Martin Luther sowie aus den Carmina Burana sah.
- Das Ensemble für frühe Musik Augsburg ist ein Ensemble aus dem Bereich der Musik der Mittelalterszene, das 1977 gegründet wurde[49].
- Sequentia. Ensemble für Musik des Mittelalters wurde 1977 in Köln gegründet und nach der mittelalterlichen Musikform Sequenz benannt.
- Das Barockorchester Fiori musicali trat ab 1978 im Konzertleben auf und widerspiegelte mit der Zeit die Besetzung barocker fürstlicher Hof-Kapellen.
- John Eliot Gardiner setzte 1978 mit seinen English Baroque Soloists erstmals bei den Innsbrucker Festwochen der Alten Musik durch die Aufführung von Händels Acis and Galatea (HWV 49a) mit historischen Instrumenten einen wichtigen Akzent.
- 1979 gründete Ton Koopman sein Amsterdam Baroque Orchestra. Später erst kam der Chor dazu, mit dem vor allem die Werke von Johann Sebastian Bach aufgeführt wurden.
- Im gleichen Jahr gründete William Christie in Frankreich das Ensemble Les Arts Florissants, das nach einer Oper des französischen Komponisten Marc-Antoine Charpentier benannt ist.

#### 1980 bis Ende des 20. Jahrhunderts
- In der DDR wurde 1982 mit der Gründung der Akademie für Alte Musik Berlin ein wichtiger Ort der Pflege für Alte Musik etabliert.
- L’arpa festante wurde 1983 von Michi Gaigg als Orchester für die Interpretation barocker Werke gegründet.
- Die Ioculatores waren ein 1984 in Leipzig gegründetes Ensemble, das sich seit 1988 ausschließlich mit der Musik des abendländischen Mittelalters beschäftigte. Sie lösten sich 2009 auf.
- Modo Antiquo ist ein 1984 gegründetes italienisches Ensemble mit Sitz in Florenz. Modo Antiquo ist sowohl ein Barockorchester als auch ein mittelalterliches Ensemble.
- Das Concerto Köln wurde 1985 von Studenten der Kölner Musikhochschule gegründet. Bis zum Jahr 2005 war Werner Ehrhardt (Violine) künstlerischer Leiter des Ensembles.
- Ein Barockorchester der Europäischen Union wurde 1985, im Rahmen des europäischen Jahres der Musik, zur Feier des 300. Geburtstages der Komponisten Johann Sebastian Bach, Domenico Scarlatti und Georg Friedrich Händel, gegründet.
- Das Jerusalem Baroque Orchestra wurde 1989 von David Shemer, seinem Dirigenten und Cembalisten, in Israel gegründet.
- Im selben Jahr gründeten in Australien Paul Dyer und Bruce Applebaum das Australian Brandenburg Orchestra, das sich auf Werke des 16. bis 18. Jahrhunderts spezialisiert hat. Dyer fungiert als künstlerischer Leiter des Ensembles.
- Das Dresdner Barockorchester ist ein 1991 gegründetes Kammerorchester aus Dresden, welches sich einer historisch informierten Interpretation verpflichtet fühlt.
- 1999 wurde La Cetra Barockorchester in Basel als ein Originalklangensemble gegründet. Seit 2009 steht das Orchester unter der künstlerischen Leitung von  Andrea Marcon.[50]

### 21. Jahrhundert
Ende des 20. Jahrhunderts hat sich Alte Musik im Konzertleben und an den Hochschulen etabliert. Im Wissen um eine adäquate Aufführungspraxis, im Erschlossensein eines reichen Aufführungsmaterials und mit den Möglichkeiten eines wiedergewonnenen Instrumentariums vergangener Jahrhunderte hat sich die Alte Musik fast weltweit ausgebreitet.

#### 2000 bis 2019

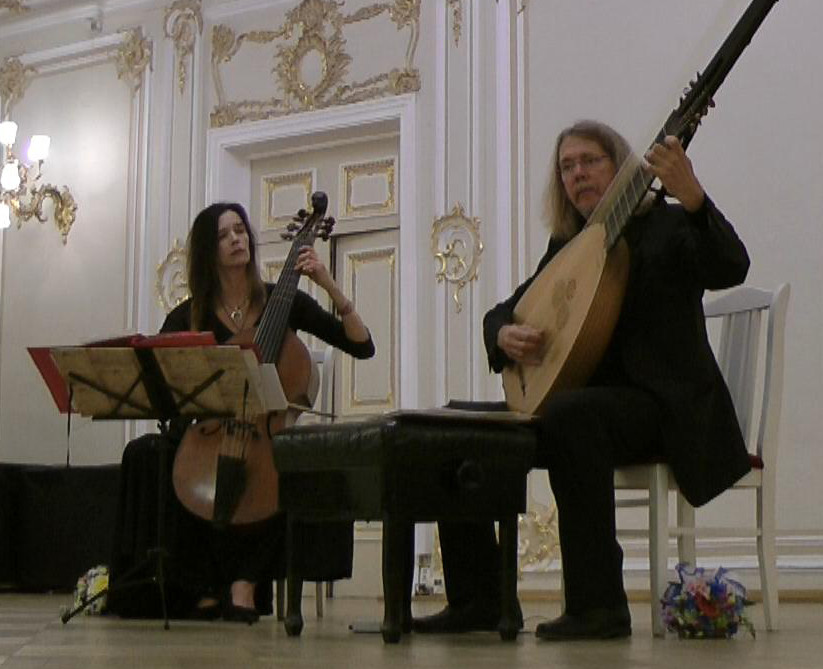
Hille Perl mit Gambe und rechts Lee Santana

Nach wie vor kommt es zu Neugründungen von Ensembles:
- Los Otros wurde 2001 von Hille Perl, Lee Santana und Steve Player gegründet. Eine wichtige Rolle bei der Arbeit dieser Musiker, denen neben großer Spiellaune und Virtuosität ein „nahezu blindes Verständnis untereinander“[51] bescheinigt werden, spielen Improvisation und Spontaneität.
- Das Barucco Consort auf Originalinstrumenten ist eine Neugründung in Österreich seit dem Jahr 2002.
- Das Ensemble Phoenix Munich wurde im Jahr 2003 von dem amerikanischen Alte-Musik-Spezialisten Joel Frederiksen zusammengebracht.
- Das Orquestra Barroca Casa da Música ist ein portugiesisches Barockorchester mit Sitz in Porto. Das Ensemble wurde 2006 gegründet.
- Les Passions de l’Âme – Orchester für Alte Musik Bern ist ein 2008 von der Schweizer Barockgeigerin Meret Lüthi mitgegründetes und geleitetes Instrumentalensemble für Alte Musik mit Sitz in Bern.
- Die Accademia Barocca Lucernensis wurde 2014 in der Schweiz gegründet.
- Die Cappella Splendor Solis musiziert weltweit als einziges Ensemble in der mitteltönigen 2/7 Stimmung von Gioseffo Zarlino und wurde ebenfalls 2014 gegründet.

Aber auch schon lange bestehende Klangkörper reorganisieren sich und widmen sich im 21. Jahrhundert konsequent der historischen Aufführungspraxis. Im Sommer 2016 wurde etwa der Name der Gächinger Kantorei Stuttgart von Hans-Christoph Rademann in Gaechinger Cantorey geändert. Der Name schließt nun neben einem nach aufführungspraktischen Kriterien zusammengestellten Chor zugleich das neu gebildete Barockorchester der Bachakademie ein. Die gemeinsame Bezeichnung von Chor und Orchester als Cantorey knüpft an den Sprachgebrauch des 18. Jahrhunderts an, als ein Chor ein Ensemble von Sängern oder auch ein Orchester von Instrumentalisten sein konnte. Zugleich spiegelt die historisierende Schreibweise Cantorey Rademanns Ziel wider, das „ästhetische Klangideal des Barock“ zu erreichen.
Das Nachdenken über Alte Musik führte zu weiteren Konsequenzen, unter anderem beim Ensemble Neobarock. Der Anspruch dieses Ensembles, der sich auch im Namen ausdrückt, ist die Verbindung historischer Authentizität mit einer ästhetischen Bezugnahme zum Hören im 21. Jahrhundert.

#### Grenzverschiebungen bei der Alten Musik
Musiker wagten sich mit ihrem sogenannten Original-Instrumentarium immer weiter in die Vorklassik und Klassik vor. Wolfgang Amadeus Mozart, Joseph Haydn und Ludwig van Beethoven wurden für die Alte-Musik-Bewegung ebenfalls aufgearbeitet. Dazu gehören Ensembles wie Anima Eterna Brugge, das Concert Royal Köln, der Balthasar-Neumann-Chor und das -Ensemble, die Kölner Akademie, das Orquestra Barroca Casa da Música und andere.
Noch einen Schritt weiter gehen die La Chapelle Royale, das Peñalosa-Ensemble, das Orchestre Révolutionnaire et Romantique und das Orchestra of the Age of Enlightenment mit ihrer Öffnung des Repertoires hin zur Romantik und Spätromantik. Letzteres Ensemble legte historisch informierte Einspielungen mit Werken von Franz Schubert (2010), Felix Mendelssohn Bartholdy (2001), Frédéric Chopin (1999), Giuseppe Verdi (2001) und Gustav Mahler vor. Auch Philippe Herreweghe ging diesen Weg der Aufweitung. Roger Norrington ließ Werke des 19. Jahrhunderts auf altem Instrumentarium, mit alter Besetzung und Aufstellung spielen, ohne das damals ungebräuchliche, erst in den 1920er-Jahren übernommene, sogenannte Caféhaus-Vibrato. Die historisch informierte Aufführungspraxis ist für ihn eine Magerkur. Norrington selbst vergleicht sie mit der Nouvelle Cuisine: „keine fetten Soßen mehr!“.

#### Regionale Alte Musik und Erneuerung von Hofkapellen
Ein weiteres Motiv bei der Neugründung von Ensembles der Alten Musik ist das Bedürfnis, die Alte Musik von bestimmten regional eingegrenzten Spielstätten der Geschichte zu reaktivieren, um die dort jeweils vorhandene Musiküberlieferung für die Gegenwart neu zu aktivieren.

##### Hofkapellen
Dazu gehören die La Capella Reial de Catalunya seit 1987 von Jordi Savall, die Batzdorfer Hofkapelle mit dem Schwerpunkt der Dresdner Musiküberlieferung seit 1993, die Chursächsische Capelle Leipzig seit 1994 unter Anne Schumann, die Neue Düsseldorfer Hofmusik seit 1995, die Hofkapelle Stuttgart von Frieder Bernius seit 2002 und die Hofkapelle München von Rüdiger Lotter seit 2009.

##### Alte regionale Musiktraditionen
Für die Musiklandschaft von Mitteldeutschland fühlt sich das Ensemble Cantus Thuringia & Capella Thuringia seit 1999 unter Bernhard Klapprott verantwortlich.
Das Ensemble La Folia Barockorchester wurde 2007 gegründet und beschäftigt sich vorwiegend mit der Musiktradition des Dresdner Hofes. Dazu gehören Komponisten wie Antonio Lotti, Johann Adolph Hasse, Johann David Heinichen und Johann Georg Pisendel.
Das Ensemble Schirokko Hamburg ist ein 2007 gegründetes deutsches Barockorchester mit Sitz in Hamburg, das sich um die Aufführung der in Hamburg entstandenen Alten Musik kümmert. Seit 2017 erarbeitet das Orchester Programme mit Bezug zur historischen Hamburger Oper am Gänsemarkt. Dabei erklingen in den Konzertprogrammen vorwiegend Werke aus Opern, die in Hamburg ihren Ursprung haben.
Die Mitglieder des Orchesters für Alte Musik Vorpommern haben ein Studium der Alten Musik absolviert und spielen in Ensembles im In- und Ausland. Recherchearbeit und Wiederaufführung von Werken pommerscher Komponisten aus Stralsund, Stettin, Danzig und Greifswald sind Schwerpunkte des Ensembles.
Das Ensemble Weser-Renaissance Bremen ist ein Vokal- und Instrumental-Ensemble, das sich unter der Leitung von Manfred Cordes vor allem auf die Erarbeitung und Aufführung der musikalischen Werke der Renaissance und des Frühbarock in Norddeutschland spezialisiert hat.
Das Europäische Hanse-Ensemble ebenfalls unter der Leitung von Manfred Cordes bearbeitet die alten Musiktraditionen der Hansestädte seit 2019.

### Bewertung
Alte Musik wird heute oft als wertvolle Bereicherung (oder sogar Korrektiv) des gängigen Repertoires der bürgerlichen Musikkultur, wie sie in den großen Konzertsälen der Welt stattfindet, verstanden. Musiker aus der Altmusik-Szene bringen Impulse mit in das klassisch-romantische Repertoire, soweit sie bereit sind, die Sparten zu wechseln. Durch den Erfahrungshintergrund der Alten Musik werden neue Höreindrücke von längst bekannten Werken möglich.

### Weitere Interpreten und Ensembles aus dem Bereich Alte Musik
- Kategorie:Ensemble (Historische Aufführungspraxis)
- Kategorie:Interpret Alter Musik
- Liste von Barockinterpreten und Ensembles

## Organisationen im Dienst der Alten Musik
- Répertoire International des Sources Musicales; die RISM Serie A/I (Einzeldrucke vor 1800) katalogisiert gedruckte Noten aus der Zeit von ca. 1500 bis 1800, also Alte Musik. In den neun Bänden der Reihe (1971 bis 1981) werden über 78.000 Musikdrucke von 7.616 Komponisten aus 2.178 Bibliotheken nachgewiesen.

- 1957 gründete der Musikwissenschaftler Safford Cape in Brügge das Séminaire Européen de Musique Anciènne und 1961, dank der Förderung der Calouste-Gulbenkian-Stiftung, eine ähnliche Einrichtung in Lissabon.

## Studium und Fortbildung

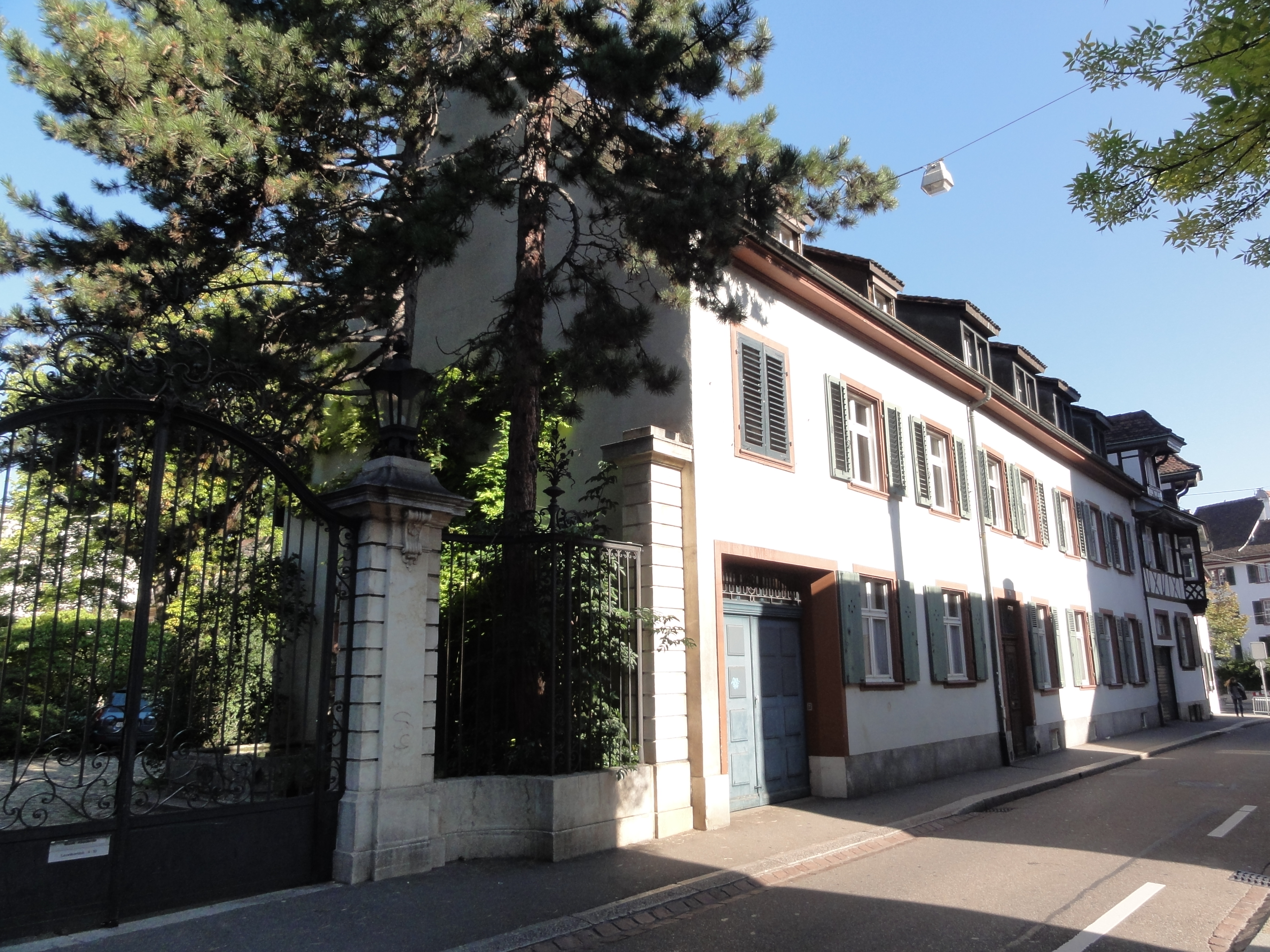
Die Schola Cantorum Basiliensis, eine wichtige Ausbildungsstätte für Alte Musik, nicht nur in der Schweiz, sondern auch für Europa

### Schweiz
Ein grundständiger musikpraktischer Vollzeitstudiengang für die Musik des Mittelalters bis zur Romantik wird in der Schweiz an der Schola Cantorum Basiliensis – der Hochschule für Alte Musik in Basel – angeboten.

### Deutschland
Zur Staatlichen Hochschule für Musik Trossingen zählt seit 1992 das Institut für Aufführungspraxis (ehemals Institut für Alte Musik) zu den Kompetenzzentren im Bereich der historischen Interpretationspraxis der Musik vom Mittelalter bis in die Romantik.
Diplomstudien für Alte Musik werden in Deutschland an folgenden Universitäten angeboten: Hochschule für Künste Bremen, Hochschule für Musik „Carl Maria von Weber“ Dresden, Hochschule für Musik und Theater „Felix Mendelssohn-Bartholdy“ Leipzig, Staatliche Hochschule für Musik Trossingen, Hochschule für Musik „Franz Liszt“ Weimar (in Abwicklung; zum Sommersemester 2026 werden letztmalig neue Studierende aufgenommen), Hochschule für Musik Würzburg. Eine zweijährige berufs- oder studienbegleitende Fortbildung zur überlieferten Frühen Musik wird an der Akademie Burg Fürsteneck angeboten. Ferner ist dem Dr. Hoch’s Konservatorium in Frankfurt am Main eine Fachabteilung Alte Musik angegliedert.

### Österreich
In Österreich gibt es Studiengänge für Alte Musik an folgenden universitären Einrichtungen: Anton Bruckner Privatuniversität Linz, Johann-Joseph-Fux-Konservatorium Graz, Universität für Musik und darstellende Kunst Graz, Universität Mozarteum Salzburg (Standort Innsbruck), Konservatorium Wien Privatuniversität.

## Werkverzeichnisse
Zur Wiedergewinnung Alter Musik im 20. Jahrhundert trugen maßgeblich Werkverzeichnisse bei, die einen Überblick über das Schaffen der alten Meister erlaubten und zugleich einen Zugang dazu ermöglichten.
- 1950 erschien eine erste Version des Bach-Werke-Verzeichnisses (BWV) des Musikwissenschaftlers Wolfgang Schmieder im Blick auf das Gesamtwerk Johann Sebastian Bachs
- 1960 gab Werner Bittinger im Auftrag der Heinrich-Schütz-Gesellschaft das Schütz-Werke-Verzeichnis (SWV) mit den Werken von Heinrich Schütz heraus
- 1973 publizierte Peter Ryom das Ryom-Verzeichnis (RV) mit den Werken Antonio Vivaldis
- 1974 wurde von Georg Karstädt das Buxtehude-Werke-Verzeichnis (BuxWV) zusammengestellt und veröffentlicht
- 1978 wurde das Händel-Werke-Verzeichnis (HWV) als systematisches Verzeichnis der Werke Georg Friedrich Händels von Bernd Baselt erarbeitet
- 1985 erschien das Stattkus-Verzeichnis mit den Werken Claudio Monteverdis
- 1987 hat der amerikanische Musikologe, Eric Thomas Chafe, in seinem Buch „The Church Music of Heinrich Biber“ einen Katalog der Werke des Komponisten entworfen
- seit 2006 wird das Pachelbel-Werke-Verzeichnis (PWV) mit den Kompositionen von Johann Pachelbel von der Musikwissenschaftlerin Katharina Larissa Paech erstellt[56]
- Das Lasso-Verzeichnis (LV) ist ein systematisches Verzeichnis der Werke von Orlando di Lasso, das von der Bayerischen Akademie der Wissenschaften erstellt wurde. In einer umfangreichen Datenbank sind die Handschriften mit Lassos Musik aufgelistet und inhaltlich aufgeschlüsselt. Auf digital zur Verfügung stehende Quellen sind Links gesetzt, die Handschriften sind damit online einsehbar[57]
- über verschiedene Verlage, in verschiedenen Zeitabschnitten und durch verschiedene Autoren kam im 20. Jahrhundert auch ein Telemann-Werke-Verzeichnis (TWV) zustande. Mit über 3600 verzeichneten Eintragungen in fünf gedruckten Bänden gibt es einen Überblick zum Schaffen von Georg Philipp Telemann, der damit als einer der produktivsten Komponisten der Musikgeschichte gilt.

Aufgrund von Neufunden und neuen Bewertungen sind manche Werkverzeichnisse auf dem Gebiet der Alten Musik weiterhin im Fluss und müssen modifiziert werden. Ein weiterer Teil wird von Musikwissenschaftlern erst noch erstellt oder komplettiert und gibt erst Zwischenstände der musikhistorischen Forschung wieder.
Zu den ersten Komponisten, deren Kammermusikwerke bis heute mit ihrer originalen Opusnummer benannt werden, gehört Arcangelo Corelli.

## Werke Alter Musik als Edition

### Historische Musikverleger und Musikverlage (Auswahl)
Noch in der Zeit der Alten Musik gab es in Europa Verleger, Verlegergemeinschaften und Verlage, die Notenausgaben druckten und verbreiteten. Diesen gilt in der Musikforschung ein besonderes Augenmerk.
- Ottaviano Petrucci (* 1466; † 1539) war ein italienischer Buchdrucker, Notendrucker und der erste bedeutende Musikverleger. Er ist ein Vertreter der venezianischen Buchdruckerei. Der Notendruck mit beweglichen Lettern wurde von ihm erfunden.

- Peter Schöffer der Jüngere (* zwischen 1475 und 1480; † 1547) spezialisierte sich vor allem auf den Druck von Musiknoten und wurde so einer der ersten und bedeutendsten Musikdrucker Deutschlands. Aus seiner Werkstatt stammte das im Jahr 1512 publizierte 88 Seiten umfassende Tabulaturbuch Tabulaturen etlicher Lobgesang und Lidlein des Organisten Arnolt Schlick. Bekannt wurde auch Peter Schöffers Liederbuch von 1513.

- Pierre Attaingnant (* um 1494; † um 1552) war ein französischer Musiknoten-Drucker, Musikverleger und Buchhändler in Paris. Er war von etwa 1527 bis 1549 Herausgeber vieler Sammelwerke.

- Valerio Dorico (* um 1500;  † um 1560) war ein bedeutender Drucker, der u. a. für Notendrucke von Giovanni Animuccia, Giovanni Pierluigi da Palestrina und Diego Ortiz verantwortlich zeichnet. Seine Offizin in Rom eröffnete er 1526.

- Filippo Lomazzo (* um 1571; † um 1630) war ein italienischer Musikverleger in Mailand. Er verlegte Andrea Cima, Giovanni Paolo Cima, Ignazio Donati, Vincenzo Pellegrini, Francesco Rognoni, Giovanni Domenico Rognoni, Fulgenzio Valesi und Caterina Assandra.

- Estienne Roger (* 1664 oder 1665, † 1722), war ein französisch-niederländischer Drucker und Verleger. Rogers editorische Sorgfalt und geschmackvolle Gestaltung wurden in ganz Europa geschätzt. Komponisten wie Vivaldi und Albinoni, die ihre Werke zunächst in ihrem Heimatland veröffentlicht und dann die überlegene Qualität von Rogers Nachdrucken kennengelernt hatten, boten ihre neuen Sammlungen ab ca. 1710 gleich Roger zum Druck an.

- John Walsh (* um 1665; † 1736) war ein englischer Musikverleger und Instrumentenbauer. Er veröffentlichte zwischen 1695 und 1730 Musikstücke in einer bis dahin nicht gekannten Auflagenstärke.

- Michel-Charles Le Cène (* um 1684; † 1743) war ein französisch-niederländischer Drucker und Musikverleger. In den 20 Jahren seiner Geschäftsführung gab Le Cène knapp 100 Neuveröffentlichungen heraus, darunter Werke von dall’Abaco, Geminiani, Händel, Locatelli, Quantz, Tartini und Telemann.

### Moderne Musikverlage

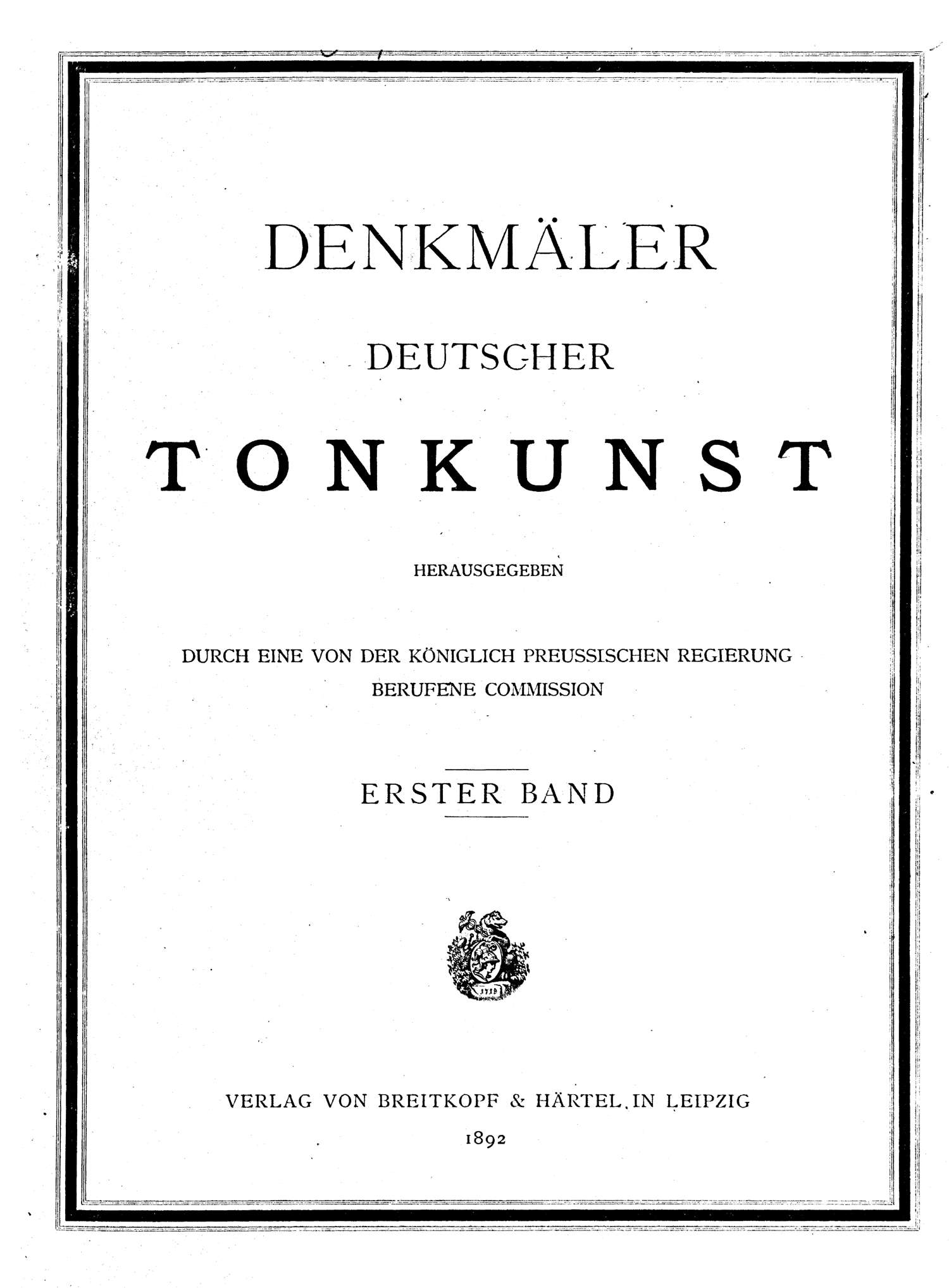
Grundlage für Alte Musik sind gewissenhaft edierte und publizierte Notenausgaben, die seit Ende des 19. Jahrhunderts als Reihen erschienen sind. Der erste Band der Denkmäler Deutscher Tonkunst erschien 1892

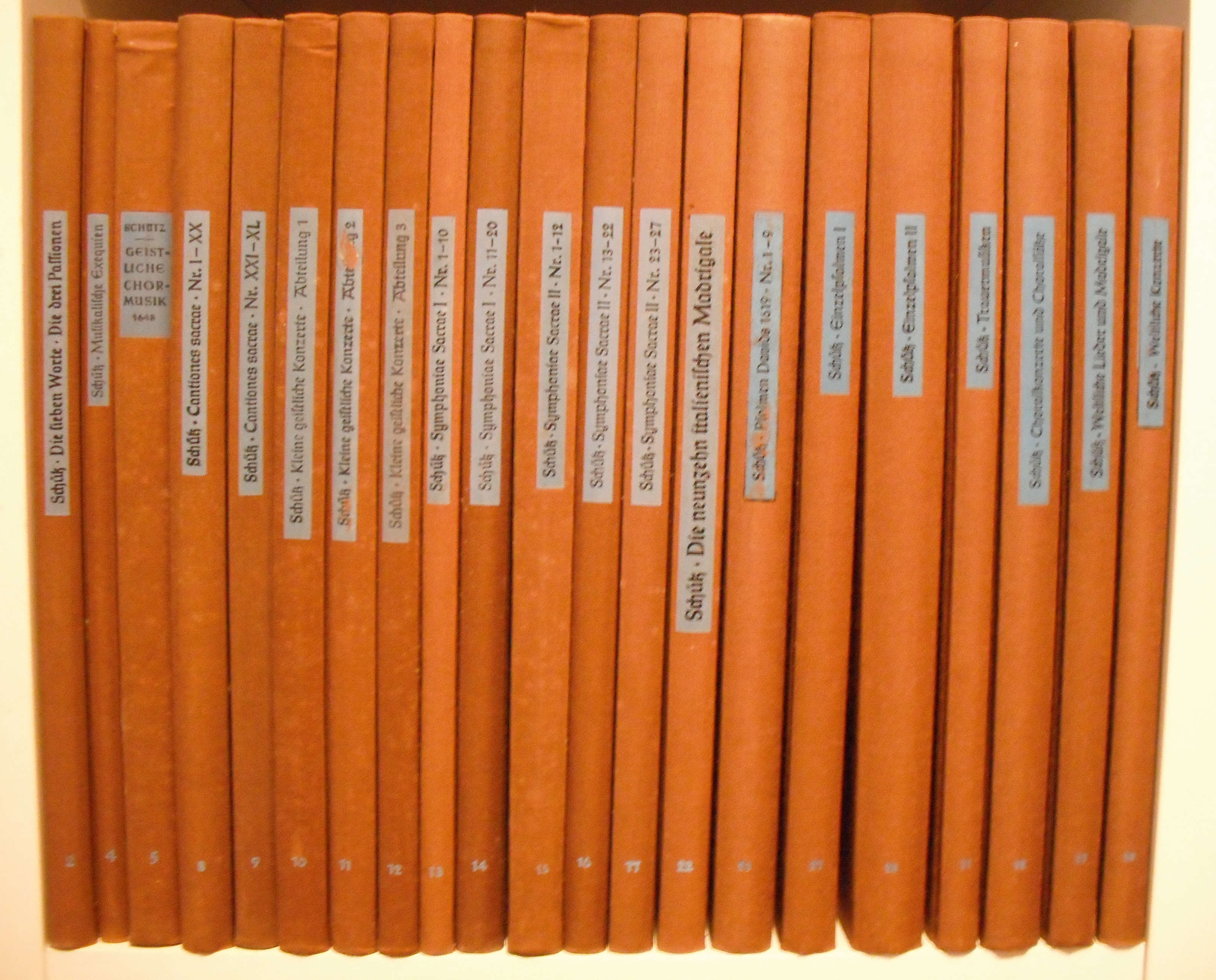
Auch Gesamtausgaben mit den Werken der Komponisten des 15. bis 18. Jahrhunderts sind essentiell für die Neuentdeckung und Wiedergabe Alter Musik. Hier die Werke von Heinrich Schütz aus dem 17. Jahrhundert in einer modernen Edition des Bärenreiter-Verlages ab 1955

Die Rückgewinnung des Instrumentariums der Alten Musik wurde gleichzeitig durch Musikwissenschaftler, Institute und Verlage unterstützt, die eine Vielzahl alter Werke in Form von Notenausgaben für die Spielpraxis der Moderne gesammelt, systematisch aufbereitet oder wenigstens faksimiliert haben.

### Sammelausgaben
Beispiele für Sammelausgaben, die sich auf regionale, instrumentale oder zeitliche Aspekte fokussieren, sind:
- Publications of the Musical Antiquarian Society ab 1840
- Denkmäler der Tonkunst ab 1869
- Biblioteca di rarità musicali ab 1883
- The Old English Edition ab 1889
- Denkmäler deutscher Tonkunst ab 1892
- Denkmäler der Tonkunst in Österreich ab 1893
- Les Maîtres Musiciens de la Renaissance Française ab 1894
- L’Arte Musicale in Italia ab 1897
- Denkmäler der Tonkunst in Bayern ab 1900
- The English Madrigalists ab 1913
- Tudor Church Music ab 1917
- Monuments de la musique francaise au temps de la Renaissance ab 1924
- Monuments de la musique ancienne ab 1925
- Publikationen älterer Musik ab 1926
- Nagels Musik-Archiv ab 1927
- Das Chorwerk ab 1929
- Istituzioni e Monumenti dell’ Arte Musicale Italiana ab 1931
- Das Erbe deutscher Musik ab 1935
- I Classici musicali italiani ab 1941
- Corpus Mensurabilis Musicae ab 1947
- Musica Britannica ab 1951
- Musikalische Denkmäler ab 1955
- Monumenta monodica medii aevi (MMMAe), Denkmälerreihe mit einstimmigen Gesängen des Mittelalters ab 1956
- Monumenta musica Neerlandica ab 1959
- Corpus of Early Keyboard Music ab 1963
- Corpus des Luthistes Français ab 1963
- Early English Church Music ab 1963
- Monuments of Renaissance Music ab 1964
- Meisterwerke der Musik im Faksimile ab 1977
- Denkmäler der Musik in Salzburg ab 1977
- Polifonía Aragonesa ab 1984
- Denkmäler der Musik in Baden-Württemberg ab 1993
- Wiener Edition Alter Musik ab 1998

### Komponisten-Gesamtausgaben

#### Werkausgaben in Deutschland
Karl Vötterle publizierte im Rahmen des Bärenreiter-Verlages wissenschaftlich-kritische Gesamtausgaben auf dem Gebiet der Alten Musik unter anderem mit den Werken von
- Christoph Willibald Gluck ab 1951
- Georg Philipp Telemann ab 1953
- Johann Sebastian Bach in der Neuen Bach-Ausgabe ab 1954
- Leonhard Lechner ab 1954 im Auftrag der Neuen Schütz-Gesellschaft herausgegeben in 14 Bände
- Wolfgang Amadeus Mozart ab 1955
- Georg Friedrich Händel in der Hallischen Händel-Ausgabe ab 1955
- Heinrich Schütz in der Neuen Schütz-Ausgabe ab 1955
- Johann Hermann Schein in der „Neuen Schein-Ausgabe“ durch Adam Adrio und Arno Forchert ab 1964[58]

Weitere Beispiele für Werkausgaben auf dem Gebiet der Alten Musik sind in chronologischer Ordnung:
- Giovanni Pierluigi da Palestrina Werke, 33 Bände, Leipzig ohne Jahreszahl, 1862 bis 1907
- Orlando di Lasso, Sämmtliche Werke, 21 Bände, herausgegeben von Franz Xaver Haberl und Adolf Sandberger, Leipzig 1894 bis 1926
- Die Herausgabe der Werke von Samuel Scheidt begann 1923, zog sich aber bis 1982 über verschiedene Verlage hin, zuletzt Breitkopf & Härtel
- Die Werke von Michael Praetorius wurden zwischen 1928 und 1960 in 21 Bänden als Gesamtausgabe vorgelegt.
- Die originalen Notenhandschriften des Altbachischen Archivs wurden aus dem Nachlass Carl Philipp Emanuel Bachs durch Georg Poelchau erworben und zu Zeiten des Sing-Akademie-Direktorats Carl Friedrich Zelters, der Sing-Akademie zu Berlin übereignet. Diese Sammlung wurde 1935 als Notendruck herausgegeben.
- Die Gesamtausgabe der Werke von Hans Leo Hassler erscheint seit 1961 durch die Gesellschaft für Bayerische Musikgeschichte beim Verlag Breitkopf & Härtel
- Heinrich Schütz in der Stuttgarter Schütz-Ausgabe ab 1969 im Carus-Verlag
- Heinrich Isaac, Gesamtausgabe: Henrici Isaac Opera omnia, herausgegeben von E. L. Lerner, Neuhausen-Stuttgart 1974 bis 1998 (= Corpus mensurabilis musicae LXV/1–8)
- Valentin Rathgebers Werke werden seit Gründung der Internationalen Valentin-Rathgeber-Gesellschaft 1983 in inzwischen 22 Bänden ediert.
- Im Auftrag der Gesellschaft für Musikgeschichte in Baden-Württemberg gab Siegbert Rampe von 1993 bis 2015 die Neue Ausgabe sämtlicher Werke von Johann Jakob Froberger heraus, die im Bärenreiter-Verlag erschien.[59]
- Andreas Hammerschmidt erscheint seit 2015 beim Verlag Kamprad unter der Leitung von Michael Heinemann. Es ist eine auf 15 Bände angelegte Gesamtausgabe der Werke von Andreas Hammerschmidt.[60][61]

#### Werkausgaben in Europa
Auch in weiteren europäischen Ländern und Instituten wurden im 20. und 21. Jahrhundert große Gesamtausgaben im Bereich der Alten Musik erstellt. Beispiele sind:
- Jacob Obrecht: Gesamtausgabe, Amsterdam 1908 bis 1921
- Josquin des Prés: Gesamtausgabe von Albert Smijers u. a., Amsterdam / Leipzig 1921 bis 1927
- Jacobus Clemens non Papa, Opera omnia, herausgegeben von K. Ph. Bernet-Kempers, 21 Bände, Rom 1951 bis 1976
- Jan Pieterszoon Sweelinck: Opera Omnia. Gesamtausgabe. Koninklijke Vereniging voor Nederlandse Muziekgeschiedenis, 1957 bis 2021
- Eine Werkausgabe im Blick auf Ludwig Senfl wird derzeit am Institut für Musikwissenschaft der Universität Wien und am Institut für Musikwissenschaft und Interpretationsforschung der Universität für Musik und darstellende Kunst Wien von Stefan Gasch, Scott Edwards und Sonja Tröster erarbeitet, der erste Band der New Senfl Edition erschien 2021.

### Urtextausgaben und Historisch-kritische Ausgaben
Bereits 1902 kritisierte Heinrich Schenker in Wien, dass viele Notendrucke gravierende Fehler enthalten würden. Er regte daraufhin Urtext-Ausgaben an, was zu den Klassiker-Ausgaben der Universal Edition führte. Weitere führende Musikverlage im Bemühen um einen Urtext und zugleich im Blick auf die Alte Musik sind unter anderen der G. Henle Verlag, der Carus-Verlag, der Musikverlag Breitkopf & Härtel oder die Edition Peters. Diese Verlage geben bei ihren Urtext-Ausgaben detailliert Rechenschaft über die editorischen Entscheidungen und die verwendeten historischen Quellen (Autographe, Handschriften, Ausgaben letzter Hand und Erstdrucke) bei ihrem Bemühen um einen Notentext, der sich maximal an den ursprünglichen Willen des Komponisten annähert. In der Regel sind die wissenschaftlichen Bearbeiter von Urtext-Ausgaben erfahrene Musikwissenschaftler, die methodensicher gleichzeitig im Kontext einer musikalischen Fachgesellschaft (Beispiele: Neue Bachgesellschaft, Bach-Gesellschaft Leipzig, Purcell Society) und im Gegenüber zu einem Verlagslektor agieren.
Weitere Initiativen auf dem Gebiet der historisch-kritischen Musikausgaben und Urtextausgaben sind:
- die Edition Musica Poetica, ein Musikverlag von Cosimo Stawiarski,
- die Edition Musica Rinata im Sonat-Verlag,
- die Ausgaben der Schweizer Stiftung Amadeus mit dem Amadeusverlag,
- Brass Collection Edward H. Tarr – für historische Blechblasinstrumente.

## Meister Alter Musik als Namensgeber für Ensembles und Chöre (Auswahl)

Das Heinrich-Schütz-Ensemble Vornbach wurde nach dem Komponisten Heinrich Schütz in Spittal/Drau 2007 benannt

Manche Ensembles, Orchester und Chöre drücken durch entsprechende Namensgebung einen stilistischen Schwerpunkt ihres Repertoires im Bereich der Alten Musik aus. Andere ehren durch die Namengebung einen Meister der Tonkunst aus dem Bereich Alter Musik. Als Beispiele seien (chronologisch) genannt:
Bachchor, auch Bach-Chor, oder Bachverein ist die Bezeichnung eines Chores, der sich schwerpunktmäßig dem Musikwerk Johann Sebastian Bachs verpflichtet fühlt und mit der Aufführung seiner großen geistlichen Chorwerke an die Öffentlichkeit tritt.
Das Telemann-Kammerorchester Michaelstein ist ein 1952 gegründetes Kammerorchester mit Sitz in Blankenburg (Harz) und erinnert an Georg Philipp Telemann.
Der Monteverdi-Chor Hamburg wurde im Jahre 1955 von Jürgen Jürgens als „Chor am Italienischen Kulturinstitut“ gegründet. Im gleichen Jahr wurde er auf Anregung des Institutsleiters in „Monteverdi-Chor“ umbenannt, zu einem Zeitpunkt, als Claudio Monteverdi noch ein weitgehend unbekannter Komponist war.
Der Mešani Pevski Zbor Jakob Petelin Gallus – Gemischter Chor Jakob Petelin Gallus ist ein slowenisch- und deutschsprachiger Chor aus Klagenfurt in Kärnten, der 1960 gegründet wurde. Benannt wurde der Chor nach dem Renaissance-Komponisten Jacobus Gallus.
Das Telemann-Kammerorchester Osaka wurde in Japan 1963 gegründet und widmet sich der Historischen Aufführungspraxis Alter Musik.
Das Hassler-Consort wurde 1992 vom Organisten und Cembalisten Franz Raml gegründet. Seinen Namen leitet das Ensemble von dem süddeutschen Musiker und Organisten Hans Leo Hassler ab.
Die Chorgemeinschaft des 1993 gegründeten Heinrich-Schütz-Ensemble in Vornbach erinnert an Heinrich Schütz und besteht aus ausgebildeten Musikern und Amateursängern, die sich auch mit den Höhepunkten der A-cappella-Literatur auseinandersetzen.
Das 1995 gegründete Instrumentalensemble für Alte Musik um Arno Paduch gab sich den Namen „Johann Rosenmüller Ensemble“ im Gedenken an den Komponisten Johann Rosenmüller.
Les Muffatti ist ein 1996 von jungen Musikern in Brüssel gegründetes Barockorchester, nach dem Komponisten und Organisten Georg Muffat benannt ist.
Die Schola Pietatis Antonio Vivaldi erinnert durch Namen und Repertoire an Antonio Vivaldi. Ziel des Ensembles ist es, den Klang der Figlie di Choro des Ospedale della Pietà in Venedig wieder zu erschaffen.
2018 wurde in Husum der Nicolaus-Bruhns-Chor gegründet, der sich besonders den Werken Nikolaus Bruhns’ und seiner Zeitgenossen widmet.

## Festivals, Musiktage und Aufführungsreihen für Alte Musik (Auswahl)

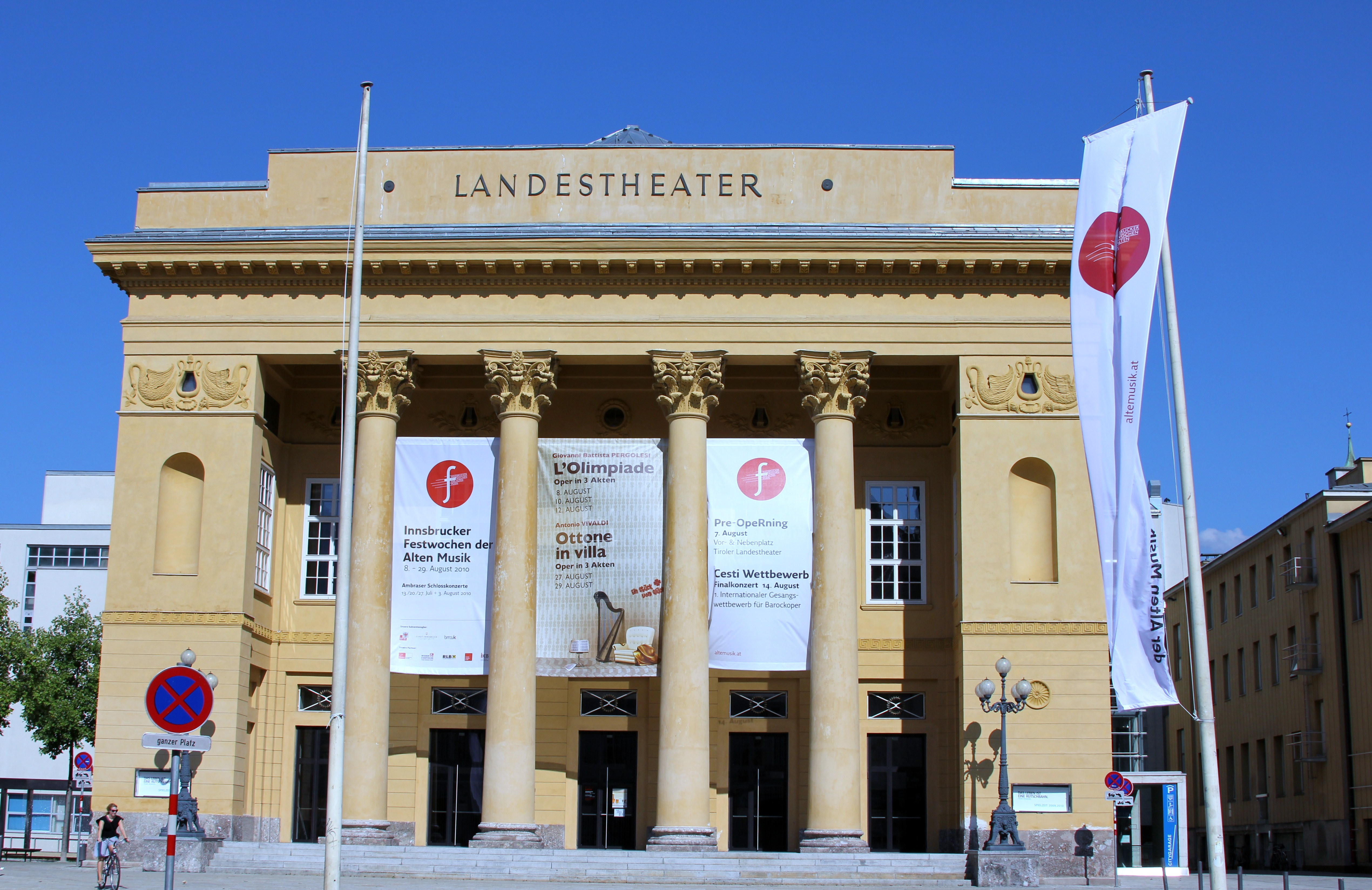
Innsbruck gehört zu den Orten, an denen regelmäßig Alte Musik gepflegt und aufgeführt wird, so unter anderem bei den Innsbrucker Festwochen der Alten Musik

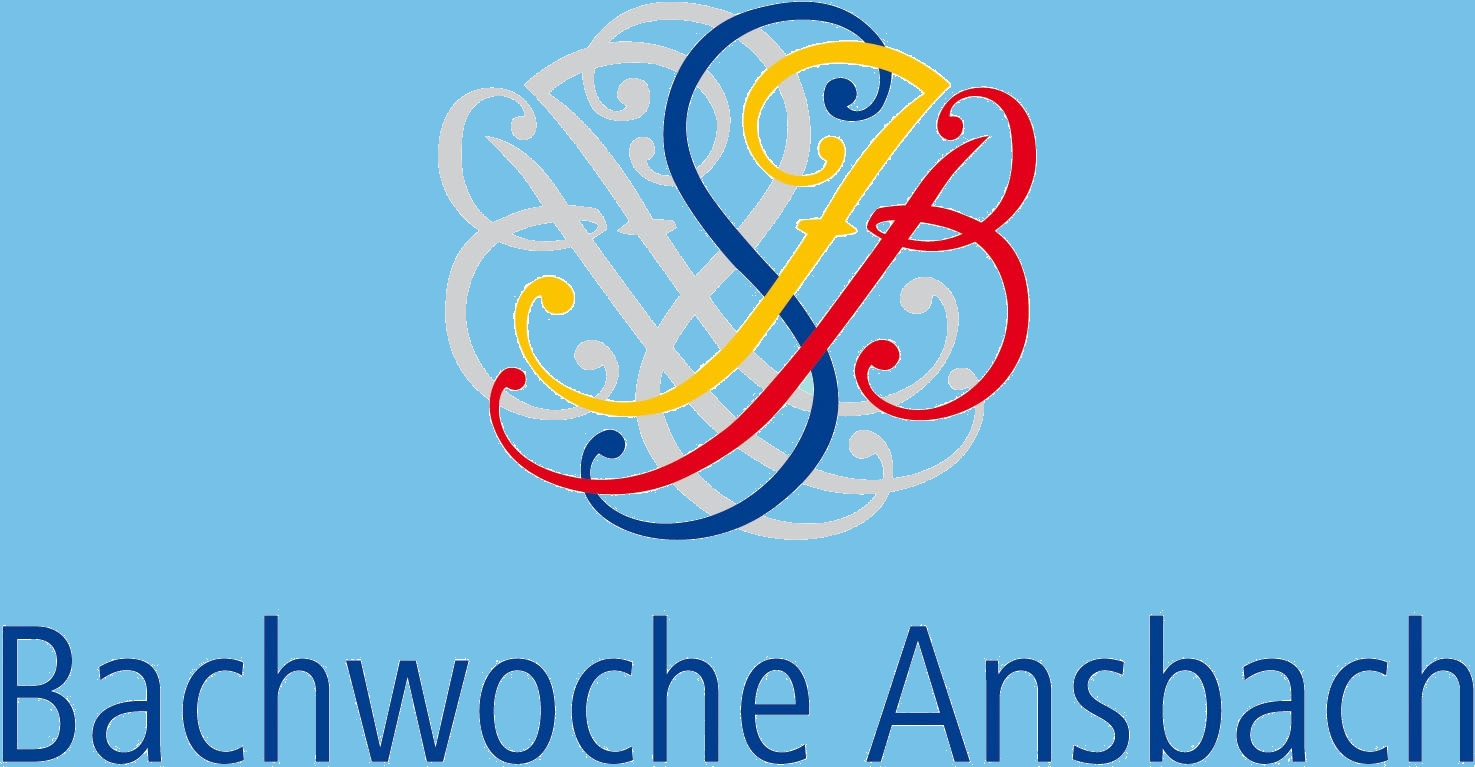
Logo der Bachwoche Ansbach

### Gegenwärtige Festivals
An einigen Orten haben sich bereits im 20. Jahrhundert regelmäßig wiederkehrende Tage für Alte Musik oder auch Festivals etabliert, bei denen in Konzertserien Werke der Alten Musik von spezialisierten Instrumentalisten und Ensembles dem Publikum präsentiert werden:
- Internationale Händel-Festspiele Göttingen, das weltweit älteste Festival für Alte Musik
- Heinrich-Schütz-Musikfest
- Magdeburger Telemann-Festtage
- Innsbrucker Festwochen der Alten Musik, die sich seit 1976 der Pflege von Renaissance- und Barockmusik widmen und somit das älteste noch bestehende Festival dieser Art auf dem Gebiet der Alten Musik darstellen
- Das Festival-Mediaval ist ein Musikfestival in Selb (Oberfranken/Bayern), welches das größte europäische Festival im Bereich der mittelalterlichen Musik darstellt.[63]
- Stockstädter Blockflötenfesttage
- Tage Alter Musik in Herne
- Musikfestspiele Potsdam Sanssouci
- Tage Alter Musik Regensburg
- Donaufestwochen im Strudengau
- Musikwoche Siena mit alten italienischen Meistern wie Antonio Vivaldi, Alessandro Scarlatti, Giovanni Battista Pergolesi, Baldassare Galuppi, Antonio Caldara und Antonio Salieri
- Musica Franconia
- MAfestival Brügge
- Festival della Valle d’Itria mit einem Schwerpunkt bei Barockopern
- In einem früher für Gottesdienste genutztes Kirchengebäude befindet sich in York das National Centre for Early Music, in dem Konzerte, Wettbewerbe und sonstige Events veranstaltet werden, insbesondere während des York Early Music Festivals.[64][65]

Speziell im Blick auf das Schaffen von Johann Sebastian Bach:
- Bachfest Leipzig
- Bachwoche Ansbach
- Internationale Bachakademie Stuttgart
- Thüringer Bachwochen
- J. S. Bach-Stiftung
- In Israel veranstaltet das Jerusalem Baroque Orchestra das Bach in Jerusalem Festival

### Frühere Festivals
- 1925 gründete Arnold Dolmetsch an seinem Wohnort Haslemere in England ein jährlich stattfindendes Festival zur Wiederbelebung der Alten Musik. Ausführende waren zum Teil Freunde und die Mitglieder seiner Familie.
- Bach-Tage Berlin von 1970 bis 2000
- pro musica antiqua war ein von 1960 bis 2001 durchgeführten „Alte-Musik-Festival“ der ARD-Sendeanstalt Radio Bremen.
- Rencontres internationales de Luthiers et Maîtres Sonneurs von 1976 bis 2013 (Konkurs des Trägervereines Anfang 2014)
- Feldkirchfestival, zu Beginn 2001 mit Schwerpunkt bei der Alten Musik
- zeitfenster – Biennale Alter Musik bis 2014

### Offene Fragen und Weiterentwicklungen bei der Alte-Musik-Bewegung
Auf manchen dieser Festivals geht es inzwischen um die Grenzen der Alten Musik, um Grenzüberschreitungen hin zu anderen Epochen und Stilen bis hin zu Folk, Pop und Jazz.
Thorsten Preuß stellt im Blick auf die zahlreichen Festivals für Alte Musik fest: „War das zentrale Motiv der Historischen Aufführungspraxis über Jahrzehnte hinweg die möglichst genaue Rekonstruktion der ursprünglichen Aufführungsbedingungen eines Werks, von der Wahl der originalen Partituren und der zeittypischen Instrumente über Besetzungs- und Tempofragen bis hin zur Wiederbelebung der epochenspezifischen Phrasierungen und Verzierungen, so pflegen mehr und mehr Interpreten heute einen kreativen Umgang mit diesen Erkenntnissen – im Wissen um die Unmöglichkeit einer hundertprozentigen Rekonstruktion historischer Spiel- und Rezeptionsweisen und mit Verweis auf den relativ hohen Anteil nicht schriftlich fixierter, improvisatorischer Elemente in der Musik zwischen Mittelalter und Mozart.
Damit einher geht eine Bedeutungsverschiebung beim Begriff der ‚Authentizität‘: ging es früher darum, möglichst „authentisch“ im Sinne der Intentionen des Komponisten zu spielen, steht nun die „Authentizität“ des Interpreten im Vordergrund.
Tatsache ist, dass sich mittlerweile kaum noch ein Alte-Musik-Festival auf Originalklang-Purismus festlegen lässt.“
Als Experte für historische Improvisationspraxis unterrichtete Rudolf Lutz deshalb auch das Fach Improvisation für Tasteninstrumente an der Schola Cantorum Basiliensis.

## Produktionsfirmen und Labels mit dem Schwerpunkt Alte Musik

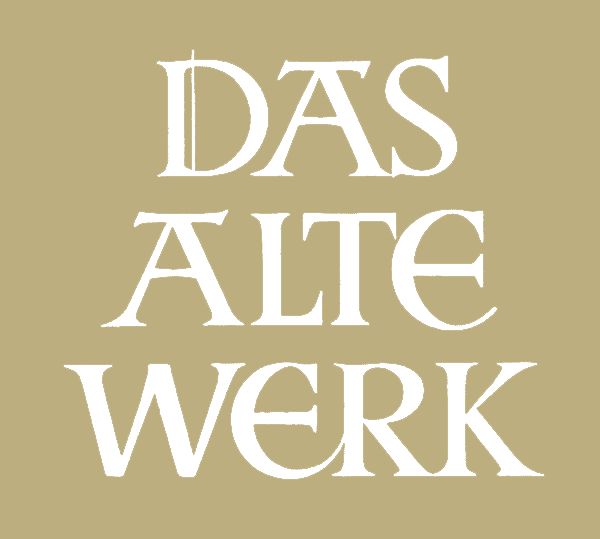
Das Alte Werk, eine Musikaufnahmen ab 1958 mit dem Schwerpunkt Alte Musik

1958 wurde mit dem Schwerpunkt Alte Musik die Produktionsfirma Deutsche Harmonia Mundi in Freiburg im Breisgau gegründet;
auch die Harmonia Mundi entstand 1958 und hat ein ähnliches Profil.
Bei der Teldec bildete der Bereich der Alten Musik in historischer Aufführungspraxis einen Schwerpunkt. Ebenfalls ab 1958 kam es zum eigenen Sub-Label Das Alte Werk. Ab 1964 entstanden die ersten Aufnahmen mit Nikolaus Harnoncourt, der mit dem von ihm gegründeten Concentus Musicus Wien und später mit anderen Orchestern zu einem der Schwerpunktkünstler des Labels wurde.
Eines der größten Projekte dieses Bereichs war die mehrfach mit Schallplattenpreisen ausgezeichnete erste Gesamtaufnahme der Bachkantaten, die von 1970 bis 1989 gemeinsam vom Concentus Musicus Wien unter Nikolaus Harnoncourt sowie vom Leonhardt-Consort unter Gustav Leonhardt zusammen mit verschiedenen Solisten und Chören eingespielt wurden. In der Reihe Das Alte Werk erschienen zusätzlich verschiedene Barockopern, darunter die Ersteinspielungen der rekonstruierten Fassungen von Monteverdis Opern L’Orfeo, Il ritorno d’Ulisse in patria und L’incoronazione di Poppea mit dem Concentus Musicus unter Harnoncourt.
Das schwedische Label BIS Records hat seit 1973 immer wieder wichtige Einspielungen Alter Musik produziert. Gleiches gilt ab 1986 für das deutsche Label classic production osnabrück. 2015 gewann letztere Firma auf dem Gebiet der Alten Musik bei der 57. Grammy-Verleihung einen Grammy für die beste Opernaufnahme, La descente d’Orphée aux enfers des französischen Komponisten Marc-Antoine Charpentier. Im gleichen Jahr wurde die cpo-Einspielung zweier Barockopern von Marc-Antoine Charpentier auch mit dem deutschen Musikpreis Echo Klassik ausgezeichnet.
1980 gründete Jérôme Lejeune das Musiklabel „RICERCAR“, welches inzwischen mehr als 400 CD-Einspielungen, fast alle aus dem Bereich Alte Musik nach den Erkenntnissen der historischen Aufführungspraxis aufweisen kann, zu denen er alle Booklets verfasste.
Seit der Gründung von Carpe Diem Records 1995 liegt dort auch ein deutlicher Schwerpunkt bei der Alten Musik.
Das 1998 durch Jordi Savall gegründete Label „Alia Vox“ konnte bis 2010 mehr als 2.000.000 CDs vermarkten, nicht zuletzt durch Savalls starke Präsenz in den Konzertsälen und in den Medien, sowie durch Label-Niederlassungen in 45 Ländern.

## Grenzen bei der Wiedergabe und Interpretation Alter Musik

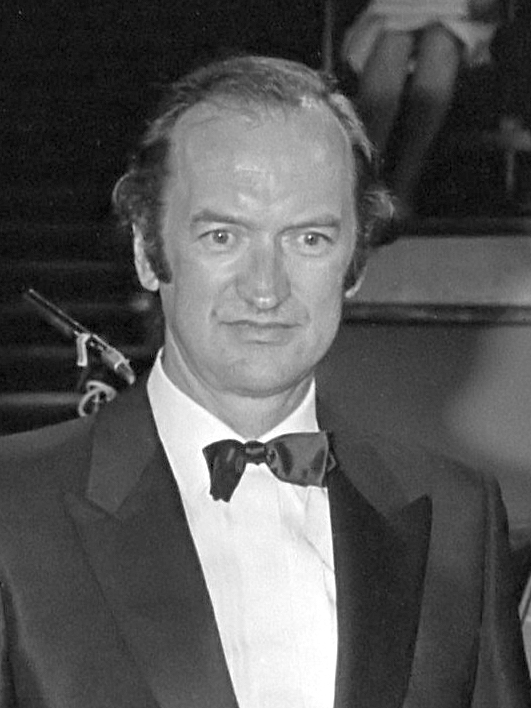
Nikolaus Harnoncourt (1980), ein Wegbereiter und Pionier auf dem Gebiet der Alten Musik

Nikolaus Harnoncourt gab im Blick auf die Hermeneutik zu bedenken:

„Wenn einer meint, er kann Monteverdi im Sinne Monteverdis verstehen und aufarbeiten,
ohne in dieser Zeit zu leben,
ohne eine Mutter zu haben, die 1550 geboren ist,
und ohne die Kleidung dieser Zeit zu tragen,
und das Essen dieser Zeit
und das ganze Lebensgefühl,
das ist eine totale Illusion.
Wenn wir das spielen, machen wir dennoch eine reine Aufführung des 20. Jahrhunderts.
Wenn Monteverdi rein käme und das hören würde,
würde er im besten Fall lachen.“

August Wenzinger, einer der ersten Lehrer an der Schola Cantorum Basiliensis, schrieb:

„Es wird uns nie gelingen, so zu singen, zu spielen und zu hören,
wie es ein Zeitgenosse eines vergangenen Jahrhunderts tat.
Jede Aufführung war und ist ein einmaliges Ereignis,
das geprägt ist von so vielen zeitlichen, musikalischen, sozialen, nationalen und persönlichen Einflüssen,
dass es eben keinen allgemeinen ›Kanon der Alten Musik‹ gibt.
Es bleibt der Sensibilität, dem Wissen und Können des Ausführenden vorbehalten,
dem inneren Wesen eines Werkes so nahe als möglich zu kommen und es dem Hörer lebendig darzubieten.“

## Neuinterpretationen Alter Musik und Crossover (Auswahl)
Die von Luigi Dallapiccola (1904–1975) komponierten Werke Tartiniana (1951) und Tartiniana Seconda (1956) greifen auf Themen aus Sonaten des italienischen Barockmeisters Giuseppe Tartinis zurück.
Jacques Loussier (1934–2019) wurde mit seinen verjazzten Interpretationen von Werken Johann Sebastian Bachs bekannt. Auf diese anfangs ungewöhnliche Kombination war Loussier 1959 während seines Studiums gestoßen und gründete dazu mit dem Bassisten Pierre Michelot und dem Schlagzeuger Christian Garros das Play Bach Trio.
Auf dem Album Officium begleitet Jan Garbarek (* 1947) mit seinem Saxophon als „fünfte Stimme“ das Hilliard Ensemble bei Werken aus der Entstehungszeit des Gregorianischen Gesangs bis zur Renaissance.
Angelo Branduardi (* 1950) verbindet als Cantautore die Alte Musik mit traditioneller Volksmusik.
Musiker und Ensembles, die im historisch informierten Bereich der Alten Musik beheimatet sind, laden sich Interpreten mit anderen Backgrounds zu gemeinsamen Projekten ein. Christina Pluhar (* 1965) und ihr Ensemble „L'Arpeggiata“ zählen zu denen, die sich in diesem Feld des Crossovers bewegen.
Die Freitagsakademie tritt ebenfalls mit interessanten Crossover-Projekten hervor; dazu gehört:
- Sufi und Bach – Orient meets occident. Sufi-Musik mit Burhan Öçal
- Delirio Amoroso. Zeitgenössischer Tanz zu Alter Musik mit Joshua Monten
- Concert dans le goût théâtral. Alte Musik und Neuer Tanz mit Joshua Monten
- Bach Multimedial. Die Brandenburgischen Konzerte mit Ton, Wort und Bild, Konzept: Stefan Winter (winter & winter)
- Le Roi Danse – Ein Tag am Hof von Versailles. Mit Mojca Gal, Barocktanz

## Zitate
„Alte Musik ist Musik mit unterbrochener Aufführungstradition.“

„Alte Musik ist nicht ausschließlich historisch, sondern zu einem großen Teil auch Neue Musik,
indem ein Musiker unserer Zeit notwendigerweise seine Kreativität einbringen muss.
Darin liegt die große Vitalitätschance der Alten Musik.“

„Die Alte Musik, anders als das Repertoire der Romantik,
in dem man vor allem das Aufgesetzte, Schwülstige, Subjektive sah,
schien [in der Jugendmusikbewegung des 20. Jahrhunderts] Werte wie Einfachheit, Wahrhaftigkeit und Tiefe zu verbürgen.
Darum wurde sie zur verbindenden Klammer von Protesthaltungen, die
gegen den zeitgenössischen Musikbetrieb,
gegen das ›Konzertmäßige‹,
gegen das Virtuosentum und schließlich auch
gegen das gebräuchliche Instrumentarium gerichtet waren.“

„Das Wahre, Echte, Gemeinschaftsbildende glaubte man [in der Jugendmusikbewegung des 20. Jahrhunderts] im Repertoire der vermeintlich schlichteren ›Alten Musik‹ und des Volksliedes zu finden.“